# Liste der Lieder von Celtic Woman
Die Liste der Lieder von Celtic Woman enthält alle von der irischen Celtic-, Folk-, New-Age-, Adult-Contemporary-, Pop-Rock-Musikgruppe Celtic Woman interpretierten Songs, die veröffentlicht wurden, sowie die Solo-Aufnahmen der Bandmitglieder.

## Celtic Woman
| Titel                                                           | Album                                                                  | Jahr | Autor / Autoren | Gesang | Anmerkungen                                                                |
| --------------------------------------------------------------- | ---------------------------------------------------------------------- | ---- | --- | --- | -------------------------------------------------------------------------- |
| A Spaceman Came Travelling                                      | Songs from the Heart : 9 : 2                                           | 2011 | Chris de Burgh, 1976 | Lisa Lambe |                                                                            |
| A Spaceman Came Travelling                                      | Believe Live (DVD) : 7                                                 | 2011 | Chris de Burgh, 1976 | Lisa Lambe | Live, Fox Theatre, Atlanta, Georgia, USA                                   |
| A Time For Us                                                   | Voices Of Angels AU 34                                                 | 2016 | Eddie Snyder, Nino Rota, Larry Kusik (Nino Rota 1968)                                                                                                 | Máiréad Carlin, Tara McNeill                                                                                       |                                                                            |
| A Tribute to Broadway (I Dreamed a Dream / Circle of Life)      | Believe : 11 : 10                                                      | 2011 | | Chloë Agnew, Lisa Kelly, Lisa Lambe                                                                                |                                                                            |
| A Woman’s Heart (Only A Woman’s Heart)                          | Believe Live (DVD) : 7                                                 | 2011 | Mary Black & Eleanor McEvoy, 1992 | Chloë Agnew, Lisa Kelly, Lisa Lambe                                                                                | Live, Fox Theatre, Atlanta, Georgia, USA                                   |
| A Woman’s Heart (Only a Woman’s Heart)                          | Believe : 11 : 10                                                      | 2012 | Mary Black & Eleanor McEvoy, 1992 | Chloë Agnew, Lisa Kelly, Lisa Lambe                                                                                |                                                                            |
| Across The World                                                | Voices Of Angels AU 34                                                 | 2016 | Gavin Murphy | Tara McNeill |                                                                            |
| Adeste fideles (O Come All Ye Faithful)                         | Home For Christmas : 16                                                | 2012 | David Downes (Columbia Quartette, 1904) | Chloë Agnew |                                                                            |
| Ae Fond Kiss                                                    | Ancient Land : 100                                                     | 2018 | Ae Fond Kiss | Mairéad Carlin |                                                                            |
| Amazing Grace (New Britain)                                     | Songs from the Heart : 9 : 2                                           | 2009 | John Newton, Charles Spilman, Benjamin Shaw, William Walker (The Original Sacred Harp Choir, 1922)                                                    | Alex Sharpe, Chloë Agnew, Lisa Kelly, Lynn Hilary, Máiréad Nesbitt                                                 |                                                                            |
| Amazing Grace (New Britain)                                     | Songs from the Heart (DVD) * : 5                                       | 2009 | John Newton, Charles Spilman, Benjamin Shaw, William Walker (The Original Sacred Harp Choir, 1922)                                                    | Alex Sharpe, Chloë Agnew, Lisa Kelly, Lynn Hilary, Black Raven Pipe Band                                           | Live, Powerscourt House & Garden                                           |
| Amazing Grace (New Britain)                                     | Emerald – Musical Gems : 29                                            | 2013 | John Newton, Charles Spilman, Benjamin Shaw, William Walker (The Original Sacred Harp Choir, 1922)                                                    | Chloë Agnew, Lisa Lambe, Susan McFadden                                                                            |                                                                            |
| Amazing Grace (New Britain)                                     | Emerald – Musical Gems – Live in Concert (DVD)                         | 2014 | John Newton, Charles Spilman, Benjamin Shaw, William Walker (The Original Sacred Harp Choir, 1922)                                                    | Chloë Agnew, Lisa Lambe, Susan McFadden                                                                            | Live                                                                       |
| Amazing Grace (New Britain)                                     | Destiny (DVD)                                                          | 2015 | John Newton, Charles Spilman, Benjamin Shaw, William Walker (The Original Sacred Harp Choir, 1922)                                                    | Éabha McMahon, Mairéad Carlin, Susan McFadden                                                                      | Live                                                                       |
| Amazing Grace (New Britain)                                     | Ancient Land 100                                                       | 2018 | John Newton, Charles Spilman, Benjamin Shaw, William Walker (The Original Sacred Harp Choir, 1922)                                                    | Éabha McMahon, Mairéad Carlin, Megan Walsh, Tara McNeill                                                           |                                                                            |
| Amazing Grace (New Britain)                                     | Ancient Land 100                                                       | 2018 | John Newton, Charles Spilman, Benjamin Shaw, William Walker (The Original Sacred Harp Choir, 1922)                                                    | Éabha McMahon, Mairéad Carlin, Megan Walsh, Tara McNeill, Johnstown Voices Choir                                   |                                                                            |
| Amazing Grace (New Britain)                                     | Postcards From Ireland 56                                              | 2021 | John Newton, Charles Spilman, Benjamin Shaw, William Walker (The Original Sacred Harp Choir, 1922)                                                    | Chloë Agnew, Megan Walsh, Susan McFadden, Tara McNeill                                                             |                                                                            |
| Amid the Falling Snow                                           | The Magic of Christmas                                                 | 2019 | Eithne Ni Bhraonain, Nicky Ryan, Roma Ryan | Éabha McMahon, Mairéad Carlin, Megan Walsh, Tara McNeill                                                           |                                                                            |
| An Angel                                                        | A Celtic Christmas : 43 : 8                                            | 2011 | Angelo Kelly, Maite Kelly, John Kelly, Patrick Kelly, Patricia Kelly, Barbara Kelly, Kathleen Kelly, James Kelly, Joey Kelly (The Kelly Family, 1994) | Chloë Agnew, Lisa Lambe. Máiréad Nesbitt                                                                           |                                                                            |
| Ancient Land                                                    | Ancient Land 100                                                       | 2018 | Gavin Murphy | Éabha McMahon, Mairéad Carlin, Megan Walsh, Tara McNeill                                                           |                                                                            |
| Angel                                                           | Postcards From Ireland 56                                              | 2021 | Angelo Kelly, Barbara Kelly, James Kelly, John Kelly, Joseph Kelly, Kathleen Kelly, Maite Kelly, Patricia Kelly, Patrick Kelly                        | Chloë Agnew |                                                                            |
| Angels We Have Heard on High                                    | The Magic of Christmas                                                 | 2019 | Louis Nunley | Éabha McMahon, Mairéad Carlin, Megan Walsh, Tara McNeill                                                           |                                                                            |
| Ard Uí Chuain / Sadhbh Ní Bhruinneallaigh (Live)                | Homecoming – Live from Ireland                                         | 2017 | | Éabha McMahon |                                                                            |
| As She Moved Through The Fair                                   | Voices of Angels                                                       | 2017 | Mike Batt, Padraic Colum | Susan McFadden |                                                                            |
| At the Céili                                                    | A New Journey* : 56 : 4                                                | 2006 | Shay Healy, David Downes | Máiréad Nesbitt |                                                                            |
| At the Céili                                                    | A New Journey* : 56 : 4                                                | 2007 | Shay Healy, David Downes | Lisa Kelly, Máiréad Nesbitt, Méav Ní Mhaolchatha, Órla Fallon                                                      | Live, Slane Castle, Deluxe, Bonus                                          |
| At the Céili                                                    | A New Journey – Live at Slane Castle, Ireland (DVD) : 15               | 2007 | Shay Healy, David Downes | Lisa Kelly, Méav Ní Mhaolchatha, Órla Fallon, Máiréad Nesbitt                                                      | Live, Slane Castle, Irland                                                 |
| At the Céili                                                    | An Irish Journey*                                                      | 2011 | Shay Healy, David Downes | Lisa Kelly, Méav Ní Mhaolchatha, Órla Fallon                                                                       |                                                                            |
| At the Céili                                                    | Believe Live (DVD) : 7                                                 | 2011 | Shay Healy, David Downes | Chloë Agnew, Lisa Kelly, Lisa Lambe, Máiréad Nesbitt                                                               | Live, Fox Theatre, Atlanta, Georgia, USA, End                              |
| At the Céili (Reprise)                                          | A New Journey – Live at Slane Castle, Ireland (DVD) : 15               | 2007 | Shay Healy, David Downes | Máiréad Nesbitt | Live, Slane Castle, Irland,                                                |
| Auld Lang Syne                                                  | Home for Christmas : 16                                                | 2012 | Robert Burns, David Downes (Frank C. Stanley, 1905)                                                                                                   | Lisa Lambe |                                                                            |
| Auld Lang Syne                                                  | Home for Christmas Live from Dublin (DVD) : 23                         | 2012 | Robert Burns, David Downes (Frank C. Stanley, 1905)                                                                                                   | Lisa Lambe | Live, Helix Theatre, Dublin, Irland                                        |
| Auld Lang Syne                                                  | The Magic of Christmas                                                 | 2019 | Robert Burns, David Downes (Frank C. Stanley, 1905)                                                                                                   | Éabha McMahon, Mairéad Carlin, Megan Walsh, Tara McNeill                                                           |                                                                            |
| Ave Maria                                                       | Celtic Woman (DVD) : 19                                                | 2004 | Johann Sebastian Bach, Charles Gounod, 1722 | Chloë Agnew, Órla Fallon                                                                                           | Live, Helix Center, Dublin, Irland                                         |
| Ave Maria                                                       | A Celtic Christmas : 43 : 8                                            | 2004 | Johann Sebastian Bach, Charles Gounod, 1722 | Chloë Agnew | Live, Helix, Dublin, Ireland                                               |
| Ave Maria                                                       | Celtic Woman : 20 : 11                                                 | 2006 | Johann Sebastian Bach, Charles Gounod, 1722 | Chloë Agnew |                                                                            |
| Ave Maria                                                       | The Greatest Journey – Essential Collection : 75                       | 2008 | Johann Sebastian Bach, Charles Gounod, 1722 | Chloë Agnew |                                                                            |
| Ave Maria                                                       | Believe : 11 : 10                                                      | 2011 | Johann Sebastian Bach, Charles Gounod, 1722 | Chloë Agnew, Gwinnett Young Singers                                                                                |                                                                            |
| Ave Maria                                                       | Believe Live (DVD) : 7                                                 | 2011 | Johann Sebastian Bach, Charles Gounod, 1722 | Chloë Agnew | Live, Fox Theatre, Atlanta, Georgia, USA                                   |
| Ave Maria                                                       | Believe* : 11 : 10                                                     | 2011 | Johann Sebastian Bach, Charles Gounod, 1722 | Chloë Agnew, Órla Fallon                                                                                           | Japan                                                                      |
| Ave Maria                                                       | Voices of Angels                                                       | 2016 | Johann Sebastian Bach, Charles Gounod, 1722 | Mairéad Carlin |                                                                            |
| Ave Maria (Op. 52 Nr. 6, D 839)                                 | Emerald – Musical Gems (DVD)                                           | 2014 | Franz Schubert, 1825 | Chloë Agnew | Live                                                                       |
| Ave Maria (Op. 52 Nr. 6, D 839)                                 | Die ultimative Chartshow – Die beliebtesten Weihnachts-Songs (Sampler) | 2014 | Franz Schubert, 1825 | | Single                                                                     |
| Awakening                                                       | Believe Live (DVD) : 7                                                 | 2011 | David Downes, Caitriona Ní Dhuill, Barry McCrea | Chloë Agnew, Lisa Kelly, Lisa Lambe, Máiréad Nesbitt                                                               | Live, Fox Theatre, Atlanta, Georgia, USA                                   |
| Awakening                                                       | Believe : 11 : 10                                                      | 2011 | David Downes, Caitriona Ní Dhuill, Barry McCrea | Chloë Agnew, Lisa Kelly, Lisa Lambe, Máiréad Nesbitt                                                               |                                                                            |
| Awakening                                                       | Emerald – Musical Gems – Live in Concert (DVD)                         | 2013 | David Downes, Caitriona Ní Dhuill, Barry McCrea | Chloë Agnew, Lisa Lambe, Máiréad Nesbitt, Susan McFadden                                                           | Live                                                                       |
| Away in a Manger                                                | A Christmas Celebration : 35                                           | 2006 | William James Kirkpatrick, 1895 | Órla Fallon |                                                                            |
| Away in a Manger                                                | A Christmas Celebration Live from Dublin (DVD) *                       | 2007 | William James Kirkpatrick, 1895 | Órla Fallon | Live, Dublin, Irland                                                       |
| Away in a Manger                                                | Home for Christmas Live from Dublin (DVD) : 23                         | 2007 | William James Kirkpatrick, 1895 | Lisa Lambe | Live, Helix Theatre, Dublin, Irland                                        |
| Baby Mine                                                       | A Celtic Christmas : 43 : 8                                            | 2010 | Ned Washington, Frank Churchill (Betty Noyes, 1941)                                                                                                   | Chloë Agnew |                                                                            |
| Ballroom Of Romance                                             | Ancient Land 100                                                       | 2019 | Gavin Murphy, Méav Ní Mhaolchatha | Éabha McMahon, Mairéad Carlin, Megan Walsh, Tara McNeill                                                           |                                                                            |
| Be Still                                                        | Ancient Land 100                                                       | 2018 | Gavin Murphy | Éabha McMahon, Mairéad Carlin, Megan Walsh                                                                         |                                                                            |
| Be Still                                                        | Ancient Land 100                                                       | 2018 | Gavin Murphy | Éabha McMahon, Mairéad Carlin, Megan Walsh, Johnstown Voices Choir                                                 |                                                                            |
| Bean Pháidín                                                    | Destiny : 27                                                           | 2015 | Gavin Murphy, Méav Ní Mhaolchatha | Éabha McMahon, Máiréad Carlin, Máiréad Nesbitt, Susan McFadden                                                     |                                                                            |
| Bean Pháidín                                                    | Destiny (DVD)                                                          | 2015 | Gavin Murphy, Méav Ní Mhaolchatha | Éabha McMahon, Máiréad Carlin, Máiréad Nesbitt, Susan McFadden                                                     | Live                                                                       |
| Bean Pháidín                                                    | Ancient Land 100                                                       | 2018 | Gavin Murphy, Méav Ní Mhaolchatha | Éabha McMahon, Máiréad Carlin, Megan Walsh, Tara McNeill                                                           |                                                                            |
| Beeswing                                                        | Postcards From Ireland 56                                              | 2021 | Richard Thompson | Chloë Agnew, Megan Walsh, Muirgen O’Mahony, Tara McNeill, The Longest Johns                                        |                                                                            |
| Beyond the Sea (La Mer)                                         | A Christmas Celebration                                                | 2006 | Jack Lawrence (Charles Trenet, 1946) | Chloë Agnew, Lisa Kelly, Máiréad Nesbitt, Méav Ní Mhaolchatha, Órla Fallon                                         |                                                                            |
| Beyond the Sea (La Mer)                                         | A New Journey : 56 : 4                                                 | 2006 | Jack Lawrence (Charles Trenet, 1946) | Chloë Agnew, Hayley Westenra, Lisa Kelly, Máiréad Nesbitt, Méav Ní Mhaolchatha, Órla Fallon                        |                                                                            |
| Beyond the Sea (La Mer)                                         | A New Journey – Live at Slane Castle, Ireland (DVD) : 15               | 2006 | Jack Lawrence (Charles Trenet, 1946) | Chloë Agnew, Hayley Westenra, Lisa Kelly, Méav Ní Mhaolchatha, Órla Fallon, Máiréad Nesbitt                        | Live, Slane Castle, Irland                                                 |
| Beyond the Sea (La Mer)                                         | The Greatest Journey – Essential Collection : 75                       | 2008 | Jack Lawrence (Charles Trenet, 1946) | Chloë Agnew, Lisa Kelly, Méav Ní Mhaolchatha, Órla Fallon, Máiréad Nesbitt                                         |                                                                            |
| Black Is the Colour                                             | Believe Live (DVD) : 7                                                 | 2011 | Mrs. Lizzie Roberts, 1916 | Lisa Lambe | Live, Fox Theatre, Atlanta, Georgia, USA                                   |
| Black Is the Colour                                             | Believe : 11 : 10                                                      | 2012 | Mrs. Lizzie Roberts, 1916 | Lisa Lambe |                                                                            |
| Black Is the Colour                                             | Postcards From Ireland 56                                              | 2021 | Mrs. Lizzie Roberts, 1916 | Chloë Agnew, Megan Walsh, Muirgen O’Mahony, Tara McNeill                                                           |                                                                            |
| Bonny Portmore                                                  | Postcards From Ireland 56                                              | 2021 | Daragh O Toole | Megan Walsh |                                                                            |
| Brahms’ Lullaby                                                 | Lullaby* : 126                                                         | 2011 | Johannes Brahms, 1868 | Chloë Agnew |                                                                            |
| Bridge over Troubled Water                                      | Believe Live (DVD) : 7                                                 | 2011 | Paul Simon (Simon & Garfunkel, 1970) | Chloë Agnew, Lisa Kelly, Lisa Lambe                                                                                | Live, Fox Theatre, Atlanta, Georgia, USA                                   |
| Bridge Over Troubled Water                                      | Believe : 11 : 10                                                      | 2011 | Paul Simon (Simon & Garfunkel, 1970) | Chloë Agnew, Lisa Kelly, Lisa Lambe, Gwinnett Young Singers                                                        |                                                                            |
| Bridge over Troubled Water                                      | Emerald – Musical Gems : 29                                            | 2013 | Paul Simon (Simon & Garfunkel, 1970) | Lisa Lambe |                                                                            |
| Bridge over Troubled Water                                      | Emerald – Musical Gems – Live In Concert (DVD)                         | 2014 | Paul Simon (Simon & Garfunkel, 1970) | Lisa Lambe | Live                                                                       |
| Bridge over Troubled Water                                      | Solo                                                                   | 2015 | Paul Simon (Simon & Garfunkel, 1970) | Chloë Agnew, Lisa Kelly, Lisa Lambe                                                                                |                                                                            |
| Caledonia                                                       | A New Journey : 56 : 4                                                 | 2007 | Dougie MacLean, 1982 | Lisa Kelly |                                                                            |
| Caledonia                                                       | A New Journey – Live at Slane Castle, Ireland (DVD) : 15               | 2007 | Dougie MacLean, 1982 | Lisa Kelly | Live, Slane Castle, Irland                                                 |
| Caledonia                                                       | Emerald – Musical Gems : 29                                            | 2014 | Dougie MacLean, 1982 | Susan McFadden |                                                                            |
| Caledonia                                                       | Emerald – Musical Gems – Live in Concert (DVD)                         | 2014 | Dougie MacLean, 1982 | Susan McFadden | Live                                                                       |
| Captain H                                                       | Solo                                                                   | 2015 | | Máiréad Nesbitt |                                                                            |
| Carol of the Bells                                              | A Christmas Celebration : 35                                           | 2006 | Mykola Leontowytsch, Peter J. Wilhousky, 1904 | Máiréad Nesbitt | Instrumental                                                               |
| Carol of the Bells                                              | A Christmas Celebration : 35                                           | 2006 | Mykola Leontowytsch, Peter J. Wilhousky, 1904 | Chloë Agnew, Lisa Kelly, Máiréad Nesbitt, Méav Ní Mhaolchatha, Órla Fallon                                         |                                                                            |
| Carol of the Bells                                              | A Christmas Celebration Live from Dublin (DVD) *                       | 2007 | Mykola Leontowytsch, Peter J. Wilhousky, 1904 | Chloë Agnew, Lisa Kelly, Méav Ní Mhaolchatha, Órla Fallon                                                          | Live, Dublin, Irland                                                       |
| Carol of the Bells                                              | Home for Christmas Live from Dublin (DVD) : 23                         | 2012 | Mykola Leontowytsch, Peter J. Wilhousky, 1904 | Máiréad Nesbitt | Live, Helix Theatre, Dublin, Irland, Instrumental                          |
| Carol of the Bells                                              | The Magic of Christmas                                                 | 2019 | Mykola Leontowytsch, Peter J. Wilhousky, 1904 | Éabha McMahon, Mairéad Carlin, Megan Walsh, Tara McNeill                                                           |                                                                            |
| Carolina Rua                                                    | Songs from the Heart (DVD)* : 5                                        | 2009 | Thom Moore | | Live, Powerscourt House & Garden                                           |
| Carolina Rua                                                    | Songs from the Heart* : 9 : 2                                          | 2009 | Thom Moore | Lynn Hilary, Máiréad Nesbitt                                                                                       | Download                                                                   |
| Carolina Rua                                                    | Solo                                                                   | 2015 | Thom Moore | Lynn Hilary |                                                                            |
| Carrickfergus                                                   | A New Journey : 56 : 4                                                 | 2007 | Cathal Buí Mac Giolla Ghunna, 1745 | Órla Fallon |                                                                            |
| Carrickfergus                                                   | A New Journey – Live at Slane Castle, Ireland (DVD) : 15               | 2007 | Cathal Buí Mac Giolla Ghunna, 1745 | Órla Fallon | Live, Slane Castle, Irland                                                 |
| Celtic Woman Playoff                                            | Emerald – Musical Gems : 29                                            | 2013 | | Máiréad Nesbitt |                                                                            |
| Christmas Pipes (O Holy Night)                                  | A Christmas Celebration : 35                                           | 2006 | Adolphe Adam, Placide Cappeau de Roquemaure, 1847 | Chloë Agnew, Lisa Kelly, Máiréad Nesbitt, Méav Ní Mhaolchatha, Órla Fallon                                         |                                                                            |
| Christmas Pipes (O Holy Night)                                  | A Christmas Celebration Live from Dublin (DVD) *                       | 2007 | Adolphe Adam, Placide Cappeau de Roquemaure, 1847 | Chloë Agnew, Lisa Kelly, Méav Ní Mhaolchatha, Órla Fallon                                                          | Live, Dublin, Irland                                                       |
| Christmas Secrets                                               | Destiny : 27                                                           | 2015 | | Éabha McMahon, Mairéad Carlin, Máiréad Nesbitt, Susan McFadden, Oonagh                                             |                                                                            |
| Circle of Life – A Tribute to Broadway                          | Believe Live (DVD) : 7                                                 | 2011 | Tim Rice (Elton John, 1994) | Chloë Agnew, Lisa Kelly, Lisa Lambe                                                                                | Live, Fox Theatre, Atlanta, Georgia, USA                                   |
| County Down                                                     | Ancient Land 100                                                       | 2018 | Tommy Sands | Mairéad Carlin |                                                                            |
| Danny Boy                                                       | Celtic Woman (DVD) : 19                                                | 2004 | Fred Weatherly (Ernestine Schumann-Heink, 1915) | Méav Ní Mhaolchatha                                                                                                | Live, Helix Center, Dublin, Irland                                         |
| Danny Boy                                                       | Celtic Woman : 20 : 11                                                 | 2004 | Fred Weatherly (Ernestine Schumann-Heink, 1915) | Méav Ní Mhaolchatha                                                                                                |                                                                            |
| Danny Boy                                                       | A New Journey – Live at Slane Castle, Ireland (DVD) : 15               | 2007 | Fred Weatherly (Ernestine Schumann-Heink, 1915) | Méav Ní Mhaolchatha                                                                                                | Live, Slane Castle, Irland                                                 |
| Danny Boy                                                       | Songs from the Heart (DVD) * : 5                                       | 2009 | Fred Weatherly (Ernestine Schumann-Heink, 1915) | Alex Sharpe, Chloë Agnew, Lisa Kelly, Lynn Hilary                                                                  | Live, Powerscourt House & Garden                                           |
| Danny Boy                                                       | Songs from the Heart* : 9 : 2                                          | 2010 | Fred Weatherly (Ernestine Schumann-Heink, 1915) | Alex Sharpe, Chloë Agnew, Lisa Kelly, Lynn Hilary                                                                  | Live, Powerscourt House & Garden, Download                                 |
| Danny Boy                                                       | Emerald – Musical Gems : 29                                            | 2014 | Fred Weatherly (Ernestine Schumann-Heink, 1915) | Chloë Agnew, Lisa Lambe, Máiréad Nesbitt, Susan McFadden                                                           |                                                                            |
| Danny Boy                                                       | Emerald – Musical Gems – Live in Concert (DVD)                         | 2014 | Fred Weatherly (Ernestine Schumann-Heink, 1915) | Chloë Agnew, Lisa Lambe, Máiréad Nesbitt, Susan McFadden                                                           | Live                                                                       |
| Danny Boy                                                       | Voices of Angels                                                       | 2016 | Fred Weatherly (Ernestine Schumann-Heink, 1915) | Éabha McMahon, Máiréad Carlin, Susan McFadden, Tara McNeill                                                        |                                                                            |
| Danny Boy                                                       | Ancient Land 100                                                       | 2018 | Fred Weatherly (Ernestine Schumann-Heink, 1915) | Éabha McMahon, Máiréad Carlin, Megan Walsh, Tara McNeill                                                           |                                                                            |
| Danny Boy                                                       | Postcards From Ireland 56                                              | 2021 | Fred Weatherly (Ernestine Schumann-Heink, 1915) | Chloë Agnew, Megan Walsh, Muirgen O’Mahony, Tara McNeill                                                           |                                                                            |
| Deck the Halls                                                  | The Magic of Christmas                                                 | 2019 | | Éabha McMahon, Máiréad Carlin, Megan Walsh, Tara McNeill                                                           |                                                                            |
| Destiny                                                         | Destiny (DVD)                                                          | 2015 | | Éabha McMahon, Máiréad Carlin, Máiréad Nesbitt, Susan McFadden                                                     | Live                                                                       |
| Destiny / When You Go                                           | Destiny                                                                | 2015 | | Éabha McMahon, Máiréad Carlin, Máiréad Nesbitt, Susan McFadden                                                     |                                                                            |
| Dia do Bheatha                                                  | The Magic of Christmas                                                 | 2019 | | Éabha McMahon |                                                                            |
| Ding Dong Merrily on High                                       | A Christmas Celebration : 35                                           | 2006 | George Ratcliffe Woodward, 1924 | Chloë Agnew, Lisa Kelly, Máiréad Nesbitt, Méav Ní Mhaolchatha, Órla Fallon                                         |                                                                            |
| Ding Dong Merrily On High                                       | A Christmas Celebration Live from Dublin (DVD) *                       | 2007 | George Ratcliffe Woodward, 1924 | Chloë Agnew, Lisa Kelly, Méav Ní Mhaolchatha, Órla Fallon                                                          | Live, Dublin, Irland                                                       |
| Do You Hear What I Hear?                                        | The Magic of Christmas                                                 | 2019 | Noel Regney, Gloria Shayne | Megan Walsh |                                                                            |
| Don Oíche Úd I Mbeithil (That Night In Bethlehem)               | A Christmas Celebration : 35                                           | 2006 | David Downes | Chloë Agnew, Máiréad Nesbitt, Méav Ní Mhaolchatha, Órla Fallon                                                     |                                                                            |
| Don Oíche Úd I Mbeithil (That Night In Bethlehem)               | A Christmas Celebration : 35                                           | 2006 | David Downes | Chloë Agnew, Máiréad Nesbitt, Méav Ní Mhaolchatha                                                                  |                                                                            |
| Don Oíche Úd I Mbeithil (That Night In Bethlehem)               | A Christmas Celebration Live from Dublin (DVD) *                       | 2007 | David Downes | Chloë Agnew, Méav Ní Mhaolchatha, Órla Fallon                                                                      | Live, Dublin, Irland                                                       |
| Down By The Salley Gardens                                      | Solo                                                                   | 2015 | John Burchell | Órla Fallon |                                                                            |
| Down By The Salley Gardens                                      | Postcards From Ireland 56                                              | 2021 | John Burchell | Muirgen O’Mahony                                                                                                   |                                                                            |
| Dúlaman                                                         | A New Journey : 56 : 4                                                 | 2006 | Clannad, 1976 | Méav Ní Mhaolchatha                                                                                                |                                                                            |
| Dúlaman                                                         | A New Journey – Live At Slane Castle, Ireland (DVD) : 15               | 2007 | Clannad, 1976 | Méav Ní Mhaolchatha                                                                                                | Live, Slane Castle, Irland                                                 |
| Dúlaman                                                         | Believe : 11 : 10                                                      | 2011 | Clannad, 1976 | Lisa Lambe | Live, Lakeland Centre Arena, Florida                                       |
| Dúlaman                                                         | Emerald – Musical Gems : 29                                            | 2014 | Clannad, 1976 | Lisa Lambe |                                                                            |
| Dúlaman                                                         | Emerald – Musical Gems – Live In Concert (DVD)                         | 2014 | Clannad, 1976 | Lisa Lambe | Live                                                                       |
| Dúlaman                                                         | Homecoming – Live from Ireland                                         | 2017 | Clannad, 1976 | Mairéad Carlin |                                                                            |
| Faith’s Song                                                    | Ancient Land 100                                                       | 2018 | Amy Wadge (Luke Evans 2019) | Megan Walsh |                                                                            |
| Faith’s Song                                                    | Ancient Land 100                                                       | 2018 | Amy Wadge (Luke Evans 2019) | Megan Walsh, Johnstown Voices Choir                                                                                |                                                                            |
| Feliz Navidad                                                   | The Magic of Christmas                                                 | 2019 | Min Seok Kim | Éabha McMahon, Mairéad Carlin, Megan Walsh, Tara McNeill                                                           |                                                                            |
| Fields of Gold                                                  | Songs from The Heart : 9 : 2                                           | 2009 | Sting, 1993 | Lisa Kelly |                                                                            |
| Fields Of Gold                                                  | Songs from The Heart (DVD) * : 5                                       | 2009 | Sting, 1993 | Lisa Kelly | Live, Powerscourt House & Garden                                           |
| Fields Of Gold                                                  | Homecoming – Live from Ireland                                         | 2017 | Sting, 1993 | Anabel Sweeney |                                                                            |
| Fields Of Gold                                                  | Ancient Land 100                                                       | 2018 | Sting, 1993 | Megan Walsh |                                                                            |
| Finale                                                          | Songs from the Heart (DVD) * : 5                                       | 2009 | | Alex Sharpe, Chloë Agnew, Lisa Kelly, Lynn Hilary                                                                  | Live, Powerscourt House & Garden                                           |
| Finale                                                          | Songs from the Heart* : 9 : 2                                          | 2010 | | Alex Sharpe, Chloë Agnew, Lisa Kelly, Lynn Hilary                                                                  | Live, Powerscourt House & Garden, Deluxe                                   |
| Finale / Mo Ghile Mear                                          | Songs from the Heart* : 9 : 2                                          | 2009 | | Alex Sharpe, Chloë Agnew, Lisa Kelly, Lynn Hilary, Máiréad Nesbitt                                                 |                                                                            |
| Finale / Mo Ghile Mear                                          | Songs from the Heart* : 9 : 2                                          | 2009 | | Alex Sharpe, Chloë Agnew, Lisa Kelly, Lynn Hilary, Máiréad Nesbitt, Black Raven Pipe Band, Extreme Rhythm Drummers |                                                                            |
| Floorplay (Live)                                                | Homecoming – Live from Ireland                                         | 2017 | | Anthony Byrne, Caítriona Frost, Ray Fean                                                                           |                                                                            |
| Follow Me                                                       | Ancient Land 100                                                       | 2018 | Gavin Murphy, Méav Ní Mhaolchatha | Éabha McMahon, Mairéad Carlin, Megan Walsh, Tara McNeill                                                           |                                                                            |
| Follow On                                                       | Believe Live (DVD) : 7                                                 | 2011 | Paul Brady, 1986 | Lisa Kelly | Live, Fox Theatre, Atlanta, Georgia, USA                                   |
| Follow On                                                       | Believe : 11 : 10                                                      | 2012 | Paul Brady, 1986 | Lisa Kelly |                                                                            |
| For The Love Of A Princess                                      | Voices Of Angels AU 34                                                 | 2016 | James Horner (The London Symphony Orchestra 1995) | Tara McNeill, The Orchestra Of Ireland                                                                             |                                                                            |
| Forever Young                                                   | Songs from the Heart : 9 : 2                                           | 2011 | Bernhard Lloyd, Marian Gold, Frank Mertens (Alphaville, 1984)                                                                                         | Lisa Kelly, Máiréad Nesbitt                                                                                        |                                                                            |
| Galway Bay                                                      | Songs from the Heart : 9 : 2                                           | 2009 | Arthur Colahan (Bing Crosby, 1947) | Chloë Agnew |                                                                            |
| Galway Bay                                                      | Songs from the Heart (DVD) * : 5                                       | 2009 | Arthur Colahan (Bing Crosby, 1947) | Chloë Agnew | Live, Powerscourt House & Garden                                           |
| Garden Of Eden                                                  | Ancient Land 100                                                       | 2018 | Éabha McMahon, Ciarán Byrne | Éabha McMahon |                                                                            |
| Going Home                                                      | Ancient Land 100                                                       | 2018 | Mary Fahl, Isaacs, Patscha | Éabha McMahon, Mairéad Carlin, Megan Walsh, Tara McNeill                                                           |                                                                            |
| Going Home                                                      | Ancient Land 100                                                       | 2018 | Mary Fahl, Isaacs, Patscha | Éabha McMahon, Mairéad Carlin, Megan Walsh, Tara McNeill, Johnstown Voices Choir, New Ross & District Pipe Band    |                                                                            |
| Goodnight My Angel                                              | Songs from the Heart : 9 : 2                                           | 2009 | Billy Joel, 1993 | Chloë Agnew, Lisa Kelly, Lynn Hilary                                                                               |                                                                            |
| Goodnight My Angel                                              | Songs from the Heart (DVD) * : 5                                       | 2009 | Billy Joel, 1993 | Chloë Agnew, Lisa Kelly, Lynn Hilary                                                                               | Live, Powerscourt House & Garden                                           |
| Granuaile’s Dance                                               | A New Journey : 56 : 4                                                 | 2007 | David Downes, Máiréad Nesbitt | Máiréad Nesbitt | Instrumental                                                               |
| Granuaile’s Dance                                               | A New Journey – Live at Slane Castle, Ireland (DVD) : 15               | 2007 | David Downes, Máiréad Nesbitt | Máiréad Nesbitt | Live, Slane Castle, Irland, Instrumental                                   |
| Green Grow the Rushes                                           | Believe : 11 : 10                                                      | 2011 | David Downes, Robert Burns | Chloë Agnew, Lisa Kelly                                                                                            | Live                                                                       |
| Green Grow the Rushes                                           | Believe Live (DVD) : 7                                                 | 2011 | David Downes, Robert Burns | Chloë Agnew, Lisa Kelly                                                                                            | Live, Fox Theatre, Atlanta, Georgia, USA                                   |
| Green the Whole Year Round                                      | The Greatest Journey – Essential Collection : 75                       | 2006 | Shay Healy, David Downes | Lisa Kelly |                                                                            |
| Green the Whole Year Round                                      | A Christmas Celebration Live from Dublin (DVD) *                       | 2007 | Shay Healy, David Downes | Lisa Kelly | Live, Dublin, Irland                                                       |
| Green the Whole Year Round                                      | A New Journey* : 56 : 4                                                | 2007 | Shay Healy, David Downes | Lisa Kelly | Live, Download, Bonus                                                      |
| Greensleeves                                                    | The Magic of Christmas                                                 | 2019 | | Tara McNeill |                                                                            |
| Hark the Herald Angels Sing (Vaterland, In Deinen Gauen)        | Home for Christmas : 16                                                | 2012 | David Downes (Felix Mendelssohn Bartholdy, 1840) | Chloë Agnew, Lisa Lambe, Máiréad Nesbitt, Méav Ní Mhaolchatha                                                      |                                                                            |
| Hark the Herald Angels Sing (Vaterland, In Deinen Gauen)        | Home for Christmas Live from Dublin (DVD) : 23                         | 2012 | David Downes (Felix Mendelssohn Bartholdy, 1840) | Lisa Lambe, Máiréad Nesbitt, Méav Ní Mhaolchatha, Susan McFadden                                                   | Live, Helix Theatre, Dublin, Irland                                        |
| Harry’s Game (Theme from Harry’s Game)                          | Celtic Woman (DVD) : 19                                                | 2004 | Ciarán Brennan (Clannad, 1982) | Órla Fallon | Live, Helix Center, Dublin, Irland                                         |
| Harry’s Game (Theme from Harry’s Game)                          | A Celtic Christmas : 43 : 8                                            | 2004 | Ciarán Brennan (Clannad, 1982) | Órla Fallon | Live, Helix, Dublin, Ireland                                               |
| Harry’s Game (Theme from Harry’s Game)                          | Celtic Woman : 20 : 11                                                 | 2006 | Ciarán Brennan (Clannad, 1982) | Órla Fallon |                                                                            |
| Have Yourself a Merry Little Christmas                          | A Christmas Celebration : 35                                           | 2006 | Hugh Martin, Ralph Blane (Judy Garland, 1944) | Chloë Agnew, Lisa Kelly, Máiréad Nesbitt, Méav Ní Mhaolchatha, Órla Fallon                                         |                                                                            |
| Have Yourself a Merry Little Christmas                          | A Christmas Celebration Live from Dublin (DVD) *                       | 2007 | Hugh Martin, Ralph Blane (Judy Garland, 1944) | Chloë Agnew, Lisa Kelly, Méav Ní Mhaolchatha, Órla Fallon                                                          | Live, Dublin, Irland                                                       |
| Have Yourself a Merry Little Christmas                          | Home for Christmas Live from Dublin (DVD) : 23                         | 2013 | Hugh Martin, Ralph Blane (Judy Garland, 1944) | Lisa Lambe, Máiréad Nesbitt, Méav Ní Mhaolchatha, Susan McFadden                                                   | Live, Helix Theatre, Dublin, Irland                                        |
| Home and the Heartland                                          | Solo                                                                   | 2015 | | Lisa Kelly |                                                                            |
| Homecoming Lament (Live)                                        | Homecoming – Live from Ireland                                         | 2017 | | Darragh Murphy |                                                                            |
| Homeland                                                        | Ancient Land 100                                                       | 2018 | Mick Hanly | Éabha McMahon, Mairéad Carlin, Megan Walsh, Tara McNeill                                                           |                                                                            |
| How Can I Keep from Singing                                     | Destiny : 27                                                           | 2015 | Gavin Murphy, Méav Ní Mhaolchatha (Robert Lowry, 1868)                                                                                                | Éabha McMahon |                                                                            |
| How Can I Keep from Singing                                     | Destiny (DVD)                                                          | 2015 | Gavin Murphy, Méav Ní Mhaolchatha (Robert Lowry, 1868)                                                                                                | Éabha McMahon |                                                                            |
| Hush Little Baby                                                | A Celtic Christmas : 43 : 8                                            | 2010 | David Downes | Lisa Kelly |                                                                            |
| I Dreamed a Dream – A Tribute To Broadway                       | Believe Live (DVD) : 7                                                 | 2011 | Herbert Kretzmer, Claude-Michel Schönberg, Alain Boublil, Jean-Marc Natel (Rose Laurens, 1980)                                                        | Chloë Agnew, Lisa Kelly, Lisa Lambe                                                                                | Live, Fox Theatre, Atlanta, Georgia, USA                                   |
| I Dreamt I Dwelt In Marble Halls                                | Celtic Woman (DVD) : 19                                                | 2004 | Michael William Balfe, Alfred Bunn, 1843 | Méav Ní Mhaolchatha                                                                                                | Live, Helix Center, Dublin, Irland                                         |
| I Saw Three Ships                                               | Christmas Cards from Ireland                                           | 2022 | | |                                                                            |
| I See Fire                                                      | Destiny : 27                                                           | 2015 | Ed Sheeran, 2013 | Máiréad Carlin, Máiréad Nesbitt                                                                                    |                                                                            |
| I See Fire                                                      | Destiny (DVD)                                                          | 2015 | Ed Sheeran, 2013 | Máiréad Carlin | Live                                                                       |
| I’ll Be Home for Christmas                                      | Home for Christmas : 16                                                | 2012 | Buck Ram, Walter Kent, Kim Gannon (Bing Crosby with John Scott Trotter and his Orchestra 1943)                                                        | Lisa Lambe |                                                                            |
| I’ll Be Home for Christmas                                      | Home for Christmas Live from Dublin (DVD) : 23                         | 2012 | Buck Ram, Walter Kent, Kim Gannon (Bing Crosby with John Scott Trotter and his Orchestra 1943)                                                        | Lisa Lambe | Live, Helix Theatre, Dublin, Irland                                        |
| I’m Counting on You                                             | Believe : 11 : 10                                                      | 2012 | Chris de Burgh, 1982 | Chloë Agnew, Lisa Lambe, Máiréad Nesbitt, Susan McFadden, Chris de Burgh                                           |                                                                            |
| In the Bleak Midwinter                                          | A Christmas Celebration* : 35                                          | 2006 | Christina Georgina Rossetti, Gustav Holst, 1872 | Máiréad Nesbitt | Instrumental                                                               |
| In the Bleak Midwinter                                          | A Christmas Celebration Live from Dublin (DVD) *                       | 2007 | Christina Georgina Rossetti, Gustav Holst, 1872 | Máiréad Nesbitt | Live, Dublin, Irland, Instrumental                                         |
| In the Bleak Midwinter                                          | Home for Christmas* : 16                                               | 2012 | Christina Georgina Rossetti, Gustav Holst, 1872 | Méav Ní Mhaolchatha                                                                                                |                                                                            |
| In the Bleak Midwinter                                          | Home for Christmas Live from Dublin (DVD) : 23                         | 2013 | Christina Georgina Rossetti, Gustav Holst, 1872 | Méav Ní Mhaolchatha                                                                                                |                                                                            |
| Isle of Hope, Isle of Tears                                     | Songs from the Heart : 9 : 2                                           | 2009 | Brendan Graham (Andy Cooney, 1997) | Alex Sharpe, Chloë Agnew, Lisa Kelly, Lynn Hilary, Máiréad Nesbitt                                                 |                                                                            |
| Isle of Hope, Isle of Tears                                     | Voices of Angels                                                       | 2017 | Brendan Graham (Andy Cooney, 1997) | Éabha McMahon |                                                                            |
| Isle Of Inisfree                                                | Celtic Woman 20                                                        | 2006 | Dick Farrelly | Órla Fallon |                                                                            |
| Isle Of Inisfree                                                | Destiny : 27                                                           | 2015 | Dick Farrelly | Rebecca Winckworth                                                                                                 |                                                                            |
| It’s Beginning to Look a Lot Like Christmas                     | Home for Christmas Live from Dublin (DVD) : 23                         | 2012 | Meredith Willson (Perry Como & the Fontaine Sisters, 1951)                                                                                            | Lisa Lambe, Méav Ní Mhaolchatha, Susan McFadden                                                                    | Live, Helix Theatre, Dublin, Irland                                        |
| It’s Beginning to Look a Lot Like Christmas                     | O Christmas Tree*                                                      | 2014 | Meredith Willson (Perry Como & the Fontaine Sisters, 1951)                                                                                            | Lisa Lambe, Méav Ní Mhaolchatha, Susan McFadden                                                                    |                                                                            |
| It Came Upon a Midnight Clear                                   | Home for Christmas Live from Dublin (DVD) : 23                         | 2012 | Richard Storrs Willis, 1850 | Susan McFadden | Live, Helix Theatre, Dublin, Irland                                        |
| Jesu Joy of Man’s Desiring (Jesus bleibet meine Freude)         | Celtic Woman (DVD) : 19                                                | 2004 | David Downes (Johann Sebastian Bach, 1723) | Chloë Agnew, Máiréad Nesbitt, Méav Ní Mhaolchatha, Órla Fallon                                                     | Live, Helix Center, Dublin, Irland                                         |
| Joy to the World                                                | Home for Christmas : 16                                                | 2012 | David Downes, Georg Friedrich Händel (Edison Concert Band, 1906)                                                                                      | Chloë Agnew, Lisa Lambe, Méav Ní Mhaolchatha                                                                       |                                                                            |
| Joy to the World                                                | Home for Christmas : 16                                                | 2012 | David Downes, Georg Friedrich Händel (Edison Concert Band, 1906)                                                                                      | Chloë Agnew, Lisa Lambe, Máiréad Nesbitt, Méav Ní Mhaolchatha                                                      |                                                                            |
| Joy to the World                                                | Home for Christmas Live from Dublin (DVD) : 23                         | 2012 | David Downes, Georg Friedrich Händel (Edison Concert Band, 1906)                                                                                      | Lisa Lambe, Méav Ní Mhaolchatha, Susan McFadden, Máiréad Nesbitt                                                   | Live, Helix Theatre, Dublin, Irland                                        |
| Joy to the World                                                | Voices of Angels                                                       | 2016 | David Downes, Georg Friedrich Händel (Edison Concert Band, 1906)                                                                                      | Éabha McMahon, Máiréad Carlin, Susan McFadden, Tara McNeill                                                        |                                                                            |
| Lascia Ch’io Pianga                                             | A New Journey : 56 : 4                                                 | 2007 | David Downes (Georg Friedrich Händel, 1711) | Hayley Westenra, Máiréad Nesbitt                                                                                   |                                                                            |
| Lascia Ch’io Pianga                                             | A New Journey – Live at Slane Castle, Ireland (DVD) : 15               | 2007 | David Downes (Georg Friedrich Händel, 1711) | Hayley Westenra, Máiréad Nesbitt                                                                                   | Live, Slane Castle, Irland                                                 |
| Last Rose Of Summer (Intro) / Walking In The Air                | Celtic Woman 20                                                        | 2006 | Howard Blake | Chloë Agnew |                                                                            |
| Let It Snow!                                                    | A Christmas Celebration : 35                                           | 2006 | Jule Styne, Sammy Cahn (Vaughn Monroe and his Orchestra 1945)                                                                                         | Chloë Agnew, Lisa Kelly, Máiréad Nesbitt, Méav Ní Mhaolchatha, Órla Fallon                                         |                                                                            |
| Let It Snow!                                                    | A Christmas Celebration Live from Dublin (DVD) *                       | 2007 | Jule Styne, Sammy Cahn (Vaughn Monroe and his Orchestra 1945)                                                                                         | Chloë Agnew, Lisa Kelly, Méav Ní Mhaolchatha, Órla Fallon                                                          | Live, Dublin, Irland                                                       |
| Like an Angel Passing Through My Room                           | Destiny : 27                                                           | 2015 | Benny Andersson, Björn Ulvaeus (ABBA, 1981) | Máiréad Carlin |                                                                            |
| Like an Angel Passing Through My Room                           | Destiny (DVD)                                                          | 2015 | Benny Andersson, Björn Ulvaeus (ABBA, 1981) | Máiréad Carlin |                                                                            |
| Long Journey Home                                               | Ancient Land 100                                                       | 2018 | Paddy Moloney, Declan McManus | Éabha McMahon, Máiréad Carlin, Megan Walsh, Tara McNeill                                                           |                                                                            |
| Love and Honour                                                 | Ancient Land 100                                                       | 2018 | Gavin Murphy | Tara McNeill |                                                                            |
| Marble Halls                                                    | Solo                                                                   | 2015 | | Méav Ní Mhaolchatha                                                                                                |                                                                            |
| Mary’s Boy Child                                                | Home for Christmas : 16                                                | 2012 | Jester Hairston (Harry Belafonte, 1956) | Chloë Agnew, Lisa Lambe, Méav Ní Mhaolchatha                                                                       |                                                                            |
| May It Be                                                       | Celtic Woman (DVD) : 19                                                | 2004 | Ethne Patricia Brennan, Nicky Ryan, Roma Shane Ryan (Enya, 2001)                                                                                      | Lisa Kelly | Live, Helix Center, Dublin, Irland                                         |
| May It Be                                                       | Celtic Woman : 20 : 11                                                 | 2006 | Ethne Patricia Brennan, Nicky Ryan, Roma Shane Ryan (Enya, 2001)                                                                                      | Lisa Kelly |                                                                            |
| May It Be                                                       | Postcards From Ireland 56                                              | 2021 | Ethne Patricia Brennan, Nicky Ryan, Roma Shane Ryan (Enya, 2001)                                                                                      | Susan McFadden |                                                                            |
| Mise éire                                                       | Postcards From Ireland 56                                              | 2021 | | Chloë Agnew, Megan Walsh, Muirgen O’Mahony, Tara McNeill                                                           |                                                                            |
| Mná Na HÉireann                                                 | Believe Live (DVD) : 7                                                 | 2011 | David Downes, Máiréad Nesbitt | Máiréad Nesbitt | Live, Fox Theatre, Atlanta, Georgia, USA, Instrumental                     |
| Mná Na hÉireann (Women Of Ireland)                              | Ancient Land 100                                                       | 2018 | Sean O’Riada | Éabha McMahon, Mairéad Carlin, Megan Walsh, Tara McNeill                                                           |                                                                            |
| Mná Na hÉireann (Women Of Ireland)                              | Ancient Land 100                                                       | 2018 | Sean O’Riada | Éabha McMahon, Mairéad Carlin, Megan Walsh, Tara McNeill, Johnstown Voices Choir                                   |                                                                            |
| Mo Ghile Mear (My Gallant Darling)                              | A New Journey : 56 : 4                                                 | 2007 | David Downes, Caitriona Ni Dhuill, Barry McCrea (Seán Clárach Mac Dhomhnaill, 1800)                                                                   | Chloë Agnew, Hayley Westenra, Lisa Kelly, Máiréad Nesbitt, Méav Ní Mhaolchatha, Órla Fallon                        |                                                                            |
| Mo Ghile Mear (My Gallant Darling)                              | A New Journey – Live at Slane Castle, Ireland (DVD) : 15               | 2007 | David Downes, Caitriona Ni Dhuill, Barry McCrea (Seán Clárach Mac Dhomhnaill, 1800)                                                                   | Chloë Agnew, Hayley Westenra, Lisa Kelly, Méav Ní Mhaolchatha, Órla Fallon, Máiréad Nesbitt                        | Live, Slane Castle, Irland                                                 |
| Mo Ghile Mear (My Gallant Darling)                              | The Greatest Journey – Essential Collection : 75                       | 2008 | David Downes, Caitriona Ni Dhuill, Barry McCrea (Seán Clárach Mac Dhomhnaill, 1800)                                                                   | Chloë Agnew, Lisa Kelly, Méav Ní Mhaolchatha, Órla Fallon, Máiréad Nesbitt                                         | Live, Slane Castle                                                         |
| Mo Ghile Mear (My Gallant Darling)                              | Songs from the Heart (DVD) * : 5                                       | 2009 | David Downes, Caitriona Ni Dhuill, Barry McCrea (Seán Clárach Mac Dhomhnaill, 1800)                                                                   | Alex Sharpe, Chloë Agnew, Lisa Kelly, Lynn Hilary                                                                  | Live, Powerscourt House & Garden                                           |
| Mo Ghile Mear (My Gallant Darling)                              | Songs from the Heart* : 9 : 2                                          | 2010 | David Downes, Caitriona Ni Dhuill, Barry McCrea (Seán Clárach Mac Dhomhnaill, 1800)                                                                   | Alex Sharpe, Chloë Agnew, Lisa Kelly, Lynn Hilary                                                                  | Live, Powerscourt House & Garden, Deluxe                                   |
| Mo Ghile Mear (My Gallant Darling)                              | Emerald – Musical Gems : 29                                            | 2014 | David Downes, Caitriona Ni Dhuill, Barry McCrea (Seán Clárach Mac Dhomhnaill, 1800)                                                                   | Chloë Agnew, Lisa Kelly, Máiréad Nesbitt, Susan McFadden                                                           |                                                                            |
| Mo Ghile Mear (My Gallant Darling)                              | Emerald – Musical Gems – Live In Concert (DVD)                         | 2014 | David Downes, Caitriona Ni Dhuill, Barry McCrea (Seán Clárach Mac Dhomhnaill, 1800)                                                                   | Chloë Agnew, Lisa Kelly, Máiréad Nesbitt, Susan McFadden                                                           | Live                                                                       |
| Mo Ghile Mear (My Gallant Darling)                              | Voices of Angels                                                       | 2016 | David Downes, Caitriona Ni Dhuill, Barry McCrea (Seán Clárach Mac Dhomhnaill, 1800)                                                                   | Éabha McMahon, Mairéad Carlin, Susan McFadden, Tara McNeill                                                        |                                                                            |
| Moorlough Shore                                                 | Ancient Land 100                                                       | 2018 | Gavin Murphy | Éabha McMahon |                                                                            |
| Moorlough Shore                                                 | Ancient Land 100                                                       | 2018 | Gavin Murphy | Éabha McMahon, New Ross & District Pipe Band Drum Corps                                                            |                                                                            |
| My Heart Was Home Again (Tears Of Hercules)                     | Believe Live (DVD) : 7                                                 | 2011 | Marc Jordan, Stephan Moccio | Lisa Kelly, Lisa Lambe                                                                                             | Live, Fox Theatre, Atlanta, Georgia, USA                                   |
| My Heart Will Go On                                             | Voices Of Angels AU 34                                                 | 2016 | Will Jennings, James Horner (Céline Dion 1997) | Éabha McMahon, Mairéad Carlin, Susan McFadden, Tara McNeill, The Orchestra Of Ireland                              |                                                                            |
| My Lagan Love                                                   | Celtic Woman (DVD) : 19                                                | 2004 | David Downes, Seosamh MacCathmhaoil | Máiréad Nesbitt | Live, Helix Center, Dublin, Irland, Instrumental                           |
| My Lagan Love                                                   | Songs From The Heart : 9 : 2                                           | 2009 | David Downes, Seosamh MacCathmhaoil | Lynn Hilary |                                                                            |
| My Land                                                         | Destiny : 27                                                           | 2015 | Brendan Graham, Rolf Løvland, Alana Graham | Éabha McMahon, Máiréad Carlin, Máiréad Nesbitt, Susan McFadden                                                     |                                                                            |
| My Land                                                         | Destiny (DVD)                                                          | 2015 | Brendan Graham, Rolf Løvland, Alana Graham | Éabha McMahon, Máiréad Carlin, Máiréad Nesbitt, Susan McFadden                                                     | Live                                                                       |
| Nella Fantasia (Gabriel’s Oboe)                                 | Celtic Woman (DVD) : 19                                                | 2004 | Chiara Ferraù (Ennio Morricone, 1986) | Chloë Agnew | Live, Helix Center, Dublin, Irland                                         |
| Nella Fantasia (Gabriel’s Oboe)                                 | Celtic Woman : 20 : 11                                                 | 2006 | Chiara Ferraù (Ennio Morricone, 1986) | Chloë Agnew |                                                                            |
| Newgrange                                                       | A New Journey : 56 : 4                                                 | 2007 | Ciarán Brennan (Clannad, 1983) | Órla Fallon |                                                                            |
| Newgrange                                                       | A New Journey – Live at Slane Castle, Ireland (DVD) : 15               | 2007 | Ciarán Brennan (Clannad, 1983) | Órla Fallon | Live, Slane Castle, Irland                                                 |
| Newgrange                                                       | Ancient Land 100                                                       | 2018 | Ciarán Brennan (Clannad, 1983) | Mairéad Carlin |                                                                            |
| Níl Sé’n Lá                                                     | Songs From The Heart : 9 : 2                                           | 2009 | David Downes, Barry McCrea, Caitríona Ní Dhubhghaill                                                                                                  | Alex Sharpe, Chloë Agnew, Lisa Kelly, Lynn Hilary, Máiréad Nesbitt                                                 |                                                                            |
| Níl Sé’n Lá                                                     | Songs From The Heart (DVD) * : 5                                       | 2009 | David Downes, Barry McCrea, Caitríona Ní Dhubhghaill                                                                                                  | Alex Sharpe, Chloë Agnew, Lisa Kelly, Lynn Hilary, Máiréad Nesbitt                                                 | Live, Powerscourt House & Garden                                           |
| Níl Sé’n Lá                                                     | Emerald – Musical Gems : 29                                            | 2014 | David Downes, Barry McCrea, Caitríona Ní Dhubhghaill                                                                                                  | Chloë Agnew, Lisa Lambe, Máiréad Nesbitt, Susan McFadden                                                           |                                                                            |
| Níl Sé’n Lá                                                     | Emerald – Musical Gems – Live in Concert (DVD)                         | 2014 | David Downes, Barry McCrea, Caitríona Ní Dhubhghaill                                                                                                  | Chloë Agnew, Lisa Lambe, Máiréad Nesbitt, Susan McFadden                                                           | Live                                                                       |
| Níl Sé’n Lá                                                     | Voices of Angels                                                       | 2016 | David Downes, Barry McCrea, Caitríona Ní Dhubhghaill                                                                                                  | Éabha McMahon, Mairéad Carlin, Susan McFadden, Tara McNeill                                                        |                                                                            |
| Nocturne                                                        | Believe Live (DVD) : 7                                                 | 2011 | Peter Skavland, Rolf Løvland (Secret Garden, 1995) | Chloë Agnew, Máiréad Nesbitt                                                                                       | Live, Fox Theatre, Atlanta, Georgia, USA                                   |
| Nocturne                                                        | Believe : 11 : 10                                                      | 2012 | Peter Skavland, Rolf Løvland (Secret Garden, 1995) | Chloë Agnew, Máiréad Nesbitt                                                                                       |                                                                            |
| Nocturne                                                        | Emerald – Musical Gems – Live In Concert (DVD)                         | 2014 | Peter Skavland, Rolf Løvland (Secret Garden, 1995) | Chloë Agnew, Máiréad Nesbitt                                                                                       | Live                                                                       |
| Non C’è Più                                                     | Songs From The Heart : 9 : 2                                           | 2009 | David Downes, Barry McCrea, Antonín Dvořák, Caitríona Ní Dhubhghaill                                                                                  | Alex Sharpe, Chloë Agnew, Lisa Kelly, Lynn Hilary, Máiréad Nesbitt                                                 |                                                                            |
| Non C’è Più                                                     | Songs From The Heart (DVD) * : 5                                       | 2009 | David Downes, Barry McCrea, Antonín Dvořák, Caitríona Ní Dhubhghaill                                                                                  | Alex Sharpe, Chloë Agnew, Lisa Kelly, Lynn Hilary, Máiréad Nesbitt                                                 | Live, Powerscourt House & Garden                                           |
| O America!                                                      | Songs from the Heart* : 9 : 2                                          | 2009 | Brendan Graham, William Joseph | Alex Sharpe, Chloë Agnew, Lisa Kelly, Lynn Hilary                                                                  | nur in den USA                                                             |
| O America!                                                      | Songs from the Heart (DVD) * : 5                                       | 2009 | Brendan Graham, William Joseph | Alex Sharpe, Chloë Agnew, Lisa Kelly, Lynn Hilary, Máiréad Nesbitt, Discovery Gospel Choir                         | Live, Powerscourt House & Garden                                           |
| O America!                                                      | Voices of Angels                                                       | 2016 | Brendan Graham, William Joseph | Éabha McMahon, Mairéad Carlin, Méav Ní Mhaolchatha, Susan McFadden, Tara McNeill                                   |                                                                            |
| O Come All Ye Faithful                                          | A Christmas Celebration : 35                                           | 2006 | David Downes (Columbia Quartette, 1904) | Chloë Agnew, Lisa Kelly, Máiréad Nesbitt, Méav Ní Mhaolchatha, Órla Fallon                                         |                                                                            |
| O Come All Ye Faithful                                          | A Christmas Celebration Live from Dublin (DVD) *                       | 2007 | David Downes (Columbia Quartette, 1904) | Chloë Agnew, Lisa Kelly, Méav Ní Mhaolchatha, Órla Fallon                                                          | Live Dublin, Irland                                                        |
| O Come All Ye Faithful                                          | Songs from the Heart : 9 : 2                                           | 2009 | David Downes (Columbia Quartette, 1904) | Chloë Agnew, Lisa Kelly, Lynn Hilary, Máiréad Nesbitt, Órla Fallon                                                 |                                                                            |
| O Come, O Come Emmanuel                                         | The Magic of Christmas                                                 | 2019 | | Mairéad Carlin |                                                                            |
| O Holy Night                                                    | A Christmas Celebration : 35                                           | 2006 | David Downes (Adolphe Adam, Placide Cappeau de Roquemaure, 1847)                                                                                      | Chloë Agnew, Lisa Kelly, Máiréad Nesbitt, Méav Ní Mhaolchatha, Órla Fallon                                         |                                                                            |
| O Holy Night                                                    | A Christmas Celebration Live from Dublin (DVD) *                       | 2007 | David Downes (Adolphe Adam, Placide Cappeau de Roquemaure, 1847)                                                                                      | Chloë Agnew, Lisa Kelly, Méav Ní Mhaolchatha, Órla Fallon                                                          | Live, Dublin, Irland                                                       |
| O Holy Night                                                    | A New Journey – Live At Slane Castle, Ireland (DVD) * : 15             | 2007 | David Downes (Adolphe Adam, Placide Cappeau de Roquemaure, 1847)                                                                                      | | Live, Slane Castle, Irland                                                 |
| O Holy Night                                                    | The Magic of Christmas                                                 | 2019 | David Downes (Adolphe Adam, Placide Cappeau de Roquemaure, 1847)                                                                                      | Éabha McMahon, Mairéad Carlin, Megan Walsh, Tara McNeill                                                           |                                                                            |
| O Tannenbaum                                                    | Home for Christmas Live from Dublin (DVD) : 23                         | 2012 | David Downes | Lisa Lambe, Méav Ní Mhaolchatha, Susan McFadden                                                                    | Live, Helix Theatre, Dublin, Irland, Deutsch Italienisch Englische Version |
| O Tannenbaum                                                    | O Christmas Tree*                                                      | 2014 | David Downes | Lisa Lambe, Méav Ní Mhaolchatha, Susan McFadden                                                                    |                                                                            |
| O Tannenbaum                                                    | Destiny : 27                                                           | 2015 | David Downes | |                                                                            |
| Once In Royal David’s City                                      | Voices Of Angels AU 34                                                 | 2016 | Eric Allen, Frank Reidy | Éabha McMahon, Mairéad Carlin, Susan McFadden, Tara McNeill, The Orchestra Of Ireland                              |                                                                            |
| One World                                                       | Celtic Woman (DVD) : 19                                                | 2004 | Shay Healy, David Downes | Chloë Agnew, Lisa Kelly, Méav Ní Mhaolchatha, Órla Fallon                                                          | Live, Helix Center, Dublin, Irland                                         |
| One World                                                       | Celtic Woman : 20 : 11                                                 | 2006 | Shay Healy, David Downes | Chloë Agnew, Lisa Kelly, Méav Ní Mhaolchatha, Órla Fallon                                                          |                                                                            |
| Orinoco Flow                                                    | Celtic Woman (DVD) : 19                                                | 2004 | Roma Ryan (Enya, 1988) | Lisa Kelly, Méav Ní Mhaolchatha, Órla Fallon                                                                       | Live, Helix Center, Dublin, Irland                                         |
| Orinoco Flow                                                    | Celtic Woman : 20 : 11                                                 | 2005 | Roma Ryan (Enya, 1988) | Lisa Kelly, Méav Ní Mhaolchatha, Órla Fallon                                                                       |                                                                            |
| Orinoco Flow                                                    | A New Journey – Live at Slane Castle, Ireland (DVD) : 15               | 2007 | Roma Ryan (Enya, 1988) | Chloë Agnew, Lisa Kelly, Méav Ní Mhaolchatha, Órla Fallon                                                          | Live, Slane Castle, Irland                                                 |
| Orinoco Flow                                                    | The Greatest Journey – Essential Collection* : 75                      | 2008 | Roma Ryan (Enya, 1988) | Lisa Kelly, Méav Ní Mhaolchatha, Órla Fallon                                                                       | Remix                                                                      |
| Orinoco Flow                                                    | Ancient Land 100                                                       | 2018 | Roma Ryan (Enya, 1988) | Éabha McMahon, Máiréad Carlin, Megan Walsh, Tara McNeill                                                           |                                                                            |
| Óró Sé Do Bheatha ’Bhaile                                       | Destiny : 27                                                           | 2015 | Gavin Murphy, Méav Ní Mhaolchatha | Éabha McMahon, Máiréad Carlin, Máiréad Nesbitt, Méav Ní Mhaolchatha, Susan McFadden                                |                                                                            |
| Óró Sé Do Bheatha ’Bhaile                                       | Destiny (DVD)                                                          | 2015 | Gavin Murphy, Méav Ní Mhaolchatha | Éabha McMahon, Máiréad Carlin, Máiréad Nesbitt, Méav Ní Mhaolchatha, Susan McFadden                                | Live                                                                       |
| Over the Rainbow                                                | A New Journey : 56 : 4                                                 | 2007 | Harold Arlen, E. Y. Harburg (Judy Garland, 1939) | Chloë Agnew, Hayley Westenra, Méav Ní Mhaolchatha, Órla Fallon                                                     |                                                                            |
| Over The Rainbow                                                | A New Journey – Live at Slane Castle, Ireland (DVD) : 15               | 2007 | Harold Arlen, E. Y. Harburg (Judy Garland, 1939) | Chloë Agnew, Hayley Westenra, Méav Ní Mhaolchatha, Órla Fallon                                                     | Live Slane Castle, Irland                                                  |
| Over The Rainbow                                                | Ancient Land 100                                                       | 2018 | Harold Arlen, E. Y. Harburg (Judy Garland, 1939) | Máiréad Carlin, Megan Walsh                                                                                        |                                                                            |
| Panis Angelicus                                                 | A Christmas Celebration : 35                                           | 2006 | César Franck, 1872 | Chloë Agnew |                                                                            |
| Panis Angelicus                                                 | A Christmas Celebration Live from Dublin (DVD) *                       | 2007 | César Franck, 1872 | Chloë Agnew | Live, Dublin, Irland                                                       |
| Panis Angelicus                                                 | A New Journey – Live at Slane Castle, Ireland (DVD) : 15               | 2007 | César Franck, 1872 | Chloë Agnew | Live, Slane Castle, Irland                                                 |
| Pie Jesu                                                        | The Greatest Journey – Essential Collection : 75                       | 2008 | Andrew Lloyd Webber (Sarah Brightman & Paul Miles-Kingston, 1985)                                                                                     | Chloë Agnew, Lynn Hilary, Máiréad Nesbitt                                                                          |                                                                            |
| Pie Jesu                                                        | Songs from the Heart (DVD) * : 5                                       | 2009 | Andrew Lloyd Webber (Sarah Brightman & Paul Miles-Kingston, 1985)                                                                                     | Chloë Agnew, Lynn Hilary                                                                                           | Live, Powerscourt House & Garden                                           |
| Pie Jesu                                                        | Songs from the Heart* : 9 : 2                                          | 2010 | Andrew Lloyd Webber (Sarah Brightman & Paul Miles-Kingston, 1985)                                                                                     | Chloë Agnew, Lynn Hilary                                                                                           | Live, Powerscourt House & Garden, Japan                                    |
| Playoff                                                         | Emerald – Musical Gems – Live in Concert (DVD)                         | 2014 | David Downes, Shaun Davey, Kirk Jones | Máiréad Nesbitt | Live, Instrumental                                                         |
| Princess Toyotomi                                               | Believe* : 11 : 10                                                     | 2011 | Sahashi Toshihiko | Chloë Agnew, Lisa Kelly, Lisa Lambe, Máiréad Nesbitt                                                               | Japan                                                                      |
| Princess Toyotomi                                               | Believe* : 11 : 10                                                     | 2011 | Sahashi Toshihiko | Chloë Agnew, Lisa Kelly, Lisa Lambe                                                                                | Movie Theme, Japan                                                         |
| Ride On                                                         | Destiny : 27                                                           | 2015 | Jimmy MacCarthy (Christy Moore, 1984) | Éabha McMahon, Máiréad Carlin, Máiréad Nesbitt                                                                     |                                                                            |
| Ride On                                                         | Destiny (DVD)                                                          | 2015 | Jimmy MacCarthy (Christy Moore, 1984) | Éabha McMahon, Máiréad Carlin, Máiréad Nesbitt                                                                     | Live                                                                       |
| Sailing                                                         | Believe Live (DVD) : 7                                                 | 2011 | Gavin Sutherland (The Sutherland Brothers Band, 1972)                                                                                                 | Chloë Agnew, Lisa Kelly, Lisa Lambe, Máiréad Nesbitt, Atlanta Pipe Band                                            | Live, Fox Theatre, Atlanta, Georgia, USA                                   |
| Sailing                                                         | Believe : 11 : 10                                                      | 2012 | Gavin Sutherland (The Sutherland Brothers Band, 1972)                                                                                                 | Chloë Agnew, Lisa Kelly, Lisa Lambe, Máiréad Nesbitt                                                               |                                                                            |
| Santa Claus Is Coming to Town                                   | Home for Christmas : 16                                                | 2012 | Haven Gillespie, John Frederick Coots | Chloë Agnew, Máiréad Nesbitt                                                                                       |                                                                            |
| Santa Claus Is Coming to Town                                   | Home for Christmas Live from Dublin (DVD) : 23                         | 2012 | Haven Gillespie, John Frederick Coots | Máiréad Nesbitt, Susan McFadden                                                                                    | Live, Helix Theatre, Dublin, Irland                                        |
| Scarborough Fair                                                | A New Journey : 56 : 4                                                 | 2007 | David Downes | Hayley Westenra |                                                                            |
| Scarborough Fair                                                | A New Journey – Live at Slane Castle, Ireland (DVD) : 15               | 2007 | David Downes | Hayley Westenra | Live, Slane Castle, Irland                                                 |
| Send Me a Song                                                  | Celtic Woman (DVD) : 19                                                | 2004 | David Downes, Caitríona Ní Dhubhghaill | Lisa Kelly | Live, Helix Center, Dublin, Irland                                         |
| Send Me a Song                                                  | Celtic Woman : 20 : 11                                                 | 2006 | David Downes, Caitríona Ní Dhubhghaill | Lisa Kelly |                                                                            |
| She Moved Thru’ the Fair (He Moved Through the Fair)            | Celtic Woman (DVD) : 19                                                | 2004 | David Downes | Méav Ní Mhaolchatha                                                                                                | Live, Helix Center, Dublin, Irland                                         |
| She Moved Thru’ the Fair (He Moved Through the Fair)            | Celtic Woman : 20 : 11                                                 | 2006 | David Downes | Méav Ní Mhaolchatha                                                                                                |                                                                            |
| She Moved Through the Fair (He Moved Through the Fair)          | Emerald – Musical Gems : 29                                            | 2014 | David Downes | Chloë Agnew, Lisa Lambe                                                                                            |                                                                            |
| She Moved Through the Fair (He Moved Through the Fair)          | Emerald – Musical Gems – Live In Concert (DVD)                         | 2014 | David Downes | Chloë Agnew, Lisa Lambe                                                                                            | Live                                                                       |
| She Moved Through the Fair (He Moved Through the Fair)          | Homecoming – Live from Ireland                                         | 2017 | David Downes | Susan McFadden |                                                                            |
| Shenandoah                                                      | Ancient Land 100                                                       | 2018 | Nick Patrick, Nick Ingman | Megan Walsh |                                                                            |
| Shenandoah (Oh Shenandoah)                                      | The Greatest Journey – Essential Collection : 75                       | 2008 | David Downes, Máiréad Nesbitt | Máiréad Nesbitt | Instrumental                                                               |
| Shenandoah – The Contradiction                                  | The Greatest Journey – Essential Collection 83                         | 2008 | | Máiréad Nesbitt |                                                                            |
| Shenandoah – The Pacific Slope                                  | A New Journey* : 56 : 4                                                | 2007 | David Downes, Máiréad Nesbitt | Máiréad Nesbitt | Live, Slane Castle, Instrumental, Deluxe, Bonus                            |
| Shenandoah – The Pacific Slope                                  | A New Journey – Live at Slane Castle, Ireland (DVD) : 15               | 2007 | David Downes, Máiréad Nesbitt | Máiréad Nesbitt | Live, Slane Castle, Irland, Instrumental                                   |
| Shenandoah – The Pacific Slope                                  | Emerald – Musical Gems – Live In Concert (DVD)                         | 2014 | David Downes, Máiréad Nesbitt | Máiréad Nesbitt | Live, Instrumental                                                         |
| Si Do Mhaimeo í (The Wealthy Widow)                             | Celtic Woman (DVD) : 19                                                | 2004 | David Downes, Méav Ní Mhaolchatha | Méav Ní Mhaolchatha                                                                                                | Live, Helix Center, Dublin, Irland                                         |
| Si Do Mhaimeo í (The Wealthy Widow)                             | Celtic Woman : 20 : 11                                                 | 2005 | David Downes, Méav Ní Mhaolchatha | Méav Ní Mhaolchatha, Máiréad Nesbitt                                                                               | Live, The Helix, Dublin, Bonus                                             |
| Si Do Mhaimeo í (The Wealthy Widow)                             | Destiny (DVD)                                                          | 2015 | David Downes, Méav Ní Mhaolchatha | Méav Ní Mhaolchatha, Máiréad Nesbitt                                                                               | Live                                                                       |
| Silent Night (Stille Nacht, heilige Nacht)                      | A Christmas Celebration : 35                                           | 2006 | David Downes, Franz Xaver Gruber, Joseph Mohr (Hans Hoffman, 1902)                                                                                    | Méav Ní Mhaolchatha, Máiréad Nesbitt                                                                               |                                                                            |
| Silent Night (Stille Nacht, heilige Nacht)                      | A Celtic Christmas : 43 : 8                                            | 2006 | David Downes, Franz Xaver Gruber, Joseph Mohr (Hans Hoffman, 1902)                                                                                    | Máiréad Nesbitt |                                                                            |
| Silent Night (Stille Nacht, heilige Nacht)                      | Home for Christmas : 16                                                | 2012 | David Downes, Franz Xaver Gruber, Joseph Mohr (Hans Hoffman, 1902)                                                                                    | Méav Ní Mhaolchatha                                                                                                |                                                                            |
| Silent Night (Stille Nacht, heilige Nacht)                      | Home for Christmas Live from Dublin (DVD) : 23                         | 2012 | David Downes, Franz Xaver Gruber, Joseph Mohr (Hans Hoffman, 1902)                                                                                    | Méav Ní Mhaolchatha                                                                                                |                                                                            |
| Silent Night (Stille Nacht, heilige Nacht)                      | Voices of Angels                                                       | 2016 | David Downes, Franz Xaver Gruber, Joseph Mohr (Hans Hoffman, 1902)                                                                                    | Éabha McMahon, Máiréad Carlin, Susan McFadden, Tara McNeill                                                        |                                                                            |
| Silent Night (Stille Nacht, heilige Nacht)                      | The Magic of Christmas                                                 | 2019 | David Downes, Franz Xaver Gruber, Joseph Mohr (Hans Hoffman, 1902)                                                                                    | Tara McNeill |                                                                            |
| Sing Out!                                                       | A New Journey – Live At Slane Castle, Ireland (DVD) : 15               | 2007 | David Downes, Brendan Graham | Chloë Agnew, Hayley Westenra, Lisa Kelly, Méav Ní Mhaolchatha, Órla Fallon                                         |                                                                            |
| Siúil a Rúin                                                    | Ancient Land 100                                                       | 2018 | | Éabha McMahon, Tara McNeill                                                                                        |                                                                            |
| Siuil A Run (Walk My Love)                                      | Celtic Woman (DVD) : 19                                                | 2004 | Ronan Hardiman | Órla Fallon |                                                                            |
| Siuil A Run (Walk My Love)                                      | Destiny (DVD)                                                          | 2015 | Ronan Hardiman | Éabha McMahon, Máiréad Carlin, Máiréad Nesbitt, Susan McFadden                                                     | Live                                                                       |
| Sive                                                            | Ancient Land 100                                                       | 2018 | Gavin Murphy | Éabha McMahon, Máiréad Carlin, Megan Walsh, Tara McNeill                                                           |                                                                            |
| Skylands                                                        | Destiny : 27                                                           | 2015 | Bernd Wendlandt, William Billy Andrews | Éabha McMahon, Máiréad Carlin, Máiréad Nesbitt, Susan McFadden                                                     |                                                                            |
| Skyrim Theme (Dragonborn)                                       | Destiny : 27                                                           | 2015 | Jeremy Soule | Máiréad Nesbitt | Instrumental                                                               |
| Skyrim Theme (Dragonborn)                                       | Destiny (DVD)                                                          | 2015 | Jeremy Soule | Máiréad Nesbitt | Live                                                                       |
| Sleigh Ride                                                     | The Magic of Christmas                                                 | 2019 | | Éabha McMahon, Máiréad Carlin, Megan Walsh, Tara McNeill                                                           |                                                                            |
| Slumber My Darling / The Mason’s Apron                          | Songs from the Heart (DVD) * : 5                                       | 2010 | Stephen Foster | Máiréad Nesbitt | Live, Powerscourt House & Garden, Instrumental                             |
| Smile                                                           | Believe* : 11 : 10                                                     | 2011 | Charlie Chaplin, John Turner, Geoffrey Parsons | Chloë Agnew, Lisa Kelly, Lisa Lambe                                                                                | Live, International                                                        |
| Smile                                                           | Believe Live (DVD) : 7                                                 | 2011 | Charlie Chaplin, John Turner, Geoffrey Parsons | Chloë Agnew, Lisa Kelly, Lisa Lambe, Máiréad Nesbitt                                                               | Live, Fox Theatre, Atlanta, Georgia, USA                                   |
| Someday                                                         | Celtic Woman (DVD) : 19                                                | 2004 | Alan Menken, Stephen Schwartz (All-4-One, 1996) | Chloë Agnew | Live, Helix Center, Dublin, Irland                                         |
| Someday                                                         | Celtic Woman : 20 : 11                                                 | 2006 | Alan Menken, Stephen Schwartz (All-4-One, 1996) | Chloë Agnew |                                                                            |
| Sometimes a Prayer Will Do                                      | Destiny : 27                                                           | 2015 | Brendan Graham, Rolf Løvland | Susan McFadden |                                                                            |
| Sometimes a Prayer Will Do                                      | Destiny (DVD)                                                          | 2015 | Brendan Graham, Rolf Løvland | Susan McFadden | Live                                                                       |
| Somewhere                                                       | Celtic Woman (DVD) : 19                                                | 2004 | Stephen Sondheim, Leonard Bernstein (Larry Kert, Reri Grist, Carol Lawrence, 1957)                                                                    | Chloë Agnew, Lisa Kelly, Méav Ní Mhaolchatha, Órla Fallon, Máiréad Nesbitt                                         | Live, Helix Center, Dublin, Irland                                         |
| Somewhere                                                       | A New Journey* : 56 : 4                                                | 2007 | Stephen Sondheim, Leonard Bernstein (Larry Kert, Reri Grist, Carol Lawrence, 1957)                                                                    | Chloë Agnew, Lisa Kelly, Méav Ní Mhaolchatha, Órla Fallon                                                          | Live, Slane Castle, Bonus, Japan                                           |
| Somewhere                                                       | A New Journey – Live at Slane Castle, Ireland (DVD) : 15               | 2007 | Stephen Sondheim, Leonard Bernstein (Larry Kert, Reri Grist, Carol Lawrence, 1957)                                                                    | Chloë Agnew, Lisa Kelly, Méav Ní Mhaolchatha, Órla Fallon                                                          | Live, Slane Castle, Irland                                                 |
| Somewhere                                                       | The Greatest Journey – Essential Collection : 75                       | 2008 | Stephen Sondheim, Leonard Bernstein (Larry Kert, Reri Grist, Carol Lawrence, 1957)                                                                    | Chloë Agnew, Lisa Kelly, Méav Ní Mhaolchatha, Órla Fallon                                                          |                                                                            |
| Somewhere                                                       | Believe* : 11 : 10                                                     | 2011 | Stephen Sondheim, Leonard Bernstein (Larry Kert, Reri Grist, Carol Lawrence, 1957)                                                                    | Chloë Agnew, Lisa Kelly, Méav Ní Mhaolchatha, Órla Fallon                                                          | Japan                                                                      |
| Songs from the Heart (Walking the Night / The World Falls Away) | Believe 11                                                             | 2012 | David Downes, Caitriona Ní Dhuill, Barry McCrea | Chloë Agnew, Lisa Kelly, Lisa Lambe                                                                                |                                                                            |
| Spanish Lady (The Spanish Lady)                                 | The Greatest Journey – Essential Collection : 75                       | 2007 | David Downes | Chloë Agnew, Lisa Kelly, Méav Ní Mhaolchatha, Órla Fallon, Máiréad Nesbitt                                         | Live, Slane Castle                                                         |
| Spanish Lady (The Spanish Lady)                                 | A New Journey – Live at Slane Castle, Ireland (DVD) : 15               | 2007 | David Downes | Chloë Agnew, Hayley Westenra, Lisa Kelly, Máiréad Nesbitt, Méav Ní Mhaolchatha, Órla Fallon                        | Live, Slane Castle, Irland                                                 |
| Spanish Lady (The Spanish Lady)                                 | An Irish Journey*                                                      | 2008 | David Downes | | Instrumental                                                               |
| Stay Awake                                                      | A Celtic Christmas : 43 : 8                                            | 2011 | Richard M. Sherman, Robert B. Sherman | Chloë Agnew, Lisa Kelly, Lynn Hilary, Máiréad Nesbitt                                                              |                                                                            |
| Súantraí                                                        | A Celtic Christmas : 43 : 8                                            | 2010 | Fintan O’Carroll | Lynn Hilary |                                                                            |
| Symphonie                                                       | Songs from the Heart* : 9 : 2                                          | 2010 | Silbermond, 2004 | Chloë Agnew, Máiréad Nesbitt                                                                                       | German                                                                     |
| Tara’s Tunes                                                    | Ancient Land 100                                                       | 2018 | | Tara McNeill |                                                                            |
| Tears in Heaven                                                 | Believe : 11 : 10                                                      | 2011 | Will Jennings (Eric Clapton, 1992) | Chloë Agnew | Live                                                                       |
| Téir Abhaile Riú                                                | Believe : 11 : 10                                                      | 2012 | David Downes, Caitriona Ní Dhuill, Barry McCrea | Chloë Agnew, Lisa Kelly, Lisa Lambe, Máiréad Nesbitt                                                               |                                                                            |
| Téir Abhaile Riú                                                | Believe Live (DVD) : 7                                                 | 2012 | David Downes, Caitriona Ní Dhuill, Barry McCrea | Chloë Agnew, Lisa Kelly, Lisa Lambe, Máiréad Nesbitt                                                               | Live, Fox Theatre, Atlanta, Georgia, USA                                   |
| Téir Abhaile Riú                                                | Emerald – Musical Gems – Live In Concert (DVD)                         | 2014 | David Downes, Caitriona Ní Dhuill, Barry McCrea | Chloë Agnew, Lisa Lambe, Máiréad Nesbitt, Susan McFadden                                                           | Live                                                                       |
| Téir Abhaile Riú                                                | Voices of Angels                                                       | 2016 | David Downes, Caitriona Ní Dhuill, Barry McCrea | Éabha McMahon, Máiréad Carlin, Susan McFadden, Tara McNeill                                                        |                                                                            |
| The Ashokan Farewell                                            | Celtic Woman (DVD) : 19                                                | 2004 | Jay Ungar (Fiddle Fever, 1991) | Máiréad Nesbitt | Live, Helix Center, Dublin, Irland, Instrumental                           |
| The Ashoken Farewell / The Contradiction                        | Celtic Woman : 20 : 11                                                 | 2005 | Jay Ungar (Fiddle Fever, 1991) | Máiréad Nesbitt | Live, The Helix, Dublin, Instrumental                                      |
| The Blessing                                                    | A New Journey : 56 : 4                                                 | 2007 | David Downes, Brendan Graham | Lisa Kelly |                                                                            |
| The Blessing                                                    | A New Journey – Live at Slane Castle, Ireland (DVD) : 15               | 2007 | David Downes, Brendan Graham | Lisa Kelly | Live, Slane Castle, Irland                                                 |
| The Butterfly                                                   | Celtic Woman (DVD) : 19                                                | 2004 | David Downes, Máiréad Nesbitt | Máiréad Nesbitt | Live, Helix Center, Dublin, Irland, Instrumental                           |
| The Butterfly                                                   | Celtic Woman : 20 : 11                                                 | 2006 | David Downes, Máiréad Nesbitt | Máiréad Nesbitt | Instrumental                                                               |
| The Butterfly                                                   | Destiny (DVD)                                                          | 2015 | David Downes, Máiréad Nesbitt | Máiréad Nesbitt | Live                                                                       |
| The Call                                                        | The Greatest Journey – Essential Collection : 75                       | 2008 | David Downes, Brendan Graham | Alex Sharpe, Chloë Agnew, Lisa Kelly, Lynn Hilary, Máiréad Nesbitt, Órla Fallon                                    |                                                                            |
| The Call                                                        | Songs from the Heart (DVD) * : 5                                       | 2009 | David Downes, Brendan Graham | Alex Sharpe, Chloë Agnew, Lisa Kelly, Lynn Hilary, Máiréad Nesbitt, Extreme Rhythm Drummers                        | Live, Powerscourt House & Garden                                           |
| The Call                                                        | Songs from the Heart* : 9 : 2                                          | 2010 | David Downes, Brendan Graham | Alex Sharpe, Chloë Agnew, Lisa Kelly, Lynn Hilary                                                                  | Live, Powerscourt House & Garden, Deluxe                                   |
| The Calm Of The Day / The Banshee                               | Postcards From Ireland 56                                              | 2021 | | Tara McNeill |                                                                            |
| The Christmas Song                                              | A Christmas Celebration : 35                                           | 2006 | Robert Wells, Mel Tormé (Celine Dion, 1998) | Lisa Kelly |                                                                            |
| The Christmas Song                                              | A Christmas Celebration Live from Dublin (DVD) *                       | 2007 | Robert Wells, Mel Tormé (Celine Dion, 1998) | Lisa Kelly | Live, Dublin, Irland                                                       |
| The Christmas Song                                              | Home For Christmas Live From Dublin (DVD) : 23                         | 2013 | Robert Wells, Mel Tormé (Celine Dion, 1998) | Susan McFadden | Live, Helix Theatre, Dublin, Irland                                        |
| The Coast of Galiçia                                            | Songs from the Heart : 9 : 2                                           | 2009 | David Downes | Máiréad Nesbitt | Instrumental                                                               |
| The Coast of Galiçia                                            | Songs from the Heart (DVD) * : 5                                       | 2009 | David Downes | Máiréad Nesbitt | Live, Powerscourt House & Garden                                           |
| The Coast of Galiçia                                            | Emerald – Musical Gems – Live In Concert (DVD)                         | 2014 | David Downes | Máiréad Nesbitt | Live                                                                       |
| The Contradiction                                               | Celtic Woman (DVD) : 19                                                | 2004 | David Downes, Máiréad Nesbitt (Fiddle Fever, 1983) | Máiréad Nesbitt | Live, Helix Center, Dublin, Irland, Instrumental                           |
| The Contradiction                                               | Celtic Woman : 20 : 11                                                 | 2005 | David Downes, Máiréad Nesbitt (Fiddle Fever, 1983) | Máiréad Nesbitt | Live, The Helix, Dublin, Instrumental                                      |
| The Contradiction                                               | The Greatest Journey – Essential Collection : 75                       | 2008 | David Downes, Máiréad Nesbitt (Fiddle Fever, 1983) | Máiréad Nesbitt | Instrumental                                                               |
| The Dawning Of The Day                                          | Postcards From Ireland 56                                              | 2021 | Mychael Danna, Mary Fahl | Chloë Agnew, Megan Walsh, Muirgen O’Mahony, Tara McNeill                                                           |                                                                            |
| The Enchanted Way                                               | Ancient Land 100                                                       | 2019 | Gavin Murphy | Tara McNeill |                                                                            |
| The First Noel                                                  | A Christmas Celebration* : 35                                          | 2006 | Ralph Vaughan Williams, 1958 | Chloë Agnew, Lisa Kelly, Máiréad Nesbitt, Méav Ní Mhaolchatha, Órla Fallon                                         |                                                                            |
| The First Noel                                                  | A Christmas Celebration Live from Dublin (DVD) *                       | 2007 | Ralph Vaughan Williams, 1958 | Chloë Agnew, Lisa Kelly, Méav Ní Mhaolchatha, Órla Fallon                                                          | Live, Dublin, Irland                                                       |
| The First Tree in the Greenwood (The Sans Day Carol)            | Home for Christmas* : 16                                               | 2012 | | Chloë Agnew, Lisa Lambe, Máiréad Nesbitt, Méav Ní Mhaolchatha                                                      | Special Edition                                                            |
| The Foxhunter                                                   | Believe : 11 : 10                                                      | 2012 | David Downes, Máiréad Nesbitt | Máiréad Nesbitt | Instrumental                                                               |
| The Foxhunter                                                   | Believe Live (DVD) : 7                                                 | 2012 | David Downes, Máiréad Nesbitt | Máiréad Nesbitt | Live, Fox Theatre, Atlanta, Georgia, USA, Instrumental                     |
| The Galway Shawl                                                | Postcards From Ireland 56                                              | 2021 | | Chloë Agnew, Megan Walsh, Muirgen O’Mahony, Tara McNeill                                                           |                                                                            |
| The Hills of Ireland                                            | Destiny : 27                                                           | 2015 | Gavin Murphy, Máiréad Nesbitt | Máiréad Nesbitt | Instrumental                                                               |
| The Hills of Ireland                                            | Destiny (DVD)                                                          | 2015 | Gavin Murphy, Máiréad Nesbitt | Máiréad Nesbitt | Live                                                                       |
| The Isle of Inisfree                                            | Celtic Woman (DVD) : 19                                                | 2004 | Dick Farrelly, David Downes | Órla Fallon | Live, Helix Center, Dublin, Irland                                         |
| The Isle of Innisfree                                           | Celtic Woman : 20 : 11                                                 | 2006 | Dick Farrelly, David Downes | Órla Fallon |                                                                            |
| The Isle of Inisfree                                            | Destiny (DVD)                                                          | 2015 | Dick Farrelly, David Downes | Rebecca Winckworth                                                                                                 | Live                                                                       |
| The Kesh Inn (Live)                                             | Homecoming – Live from Ireland                                         | 2017 | | Éabha McMahon, Máiréad Carlin, Susan McFadden, Tara McNeill                                                        |                                                                            |
| The Lakes Of Pontchartrain                                      | Postcards From Ireland 56                                              | 2021 | Planxty, Paul Brady | Megan Walsh, Tara McNeill                                                                                          |                                                                            |
| The Last Rose of Summer                                         | Celtic Woman (DVD) : 19                                                | 2004 | Friedrich von Flotow, 1847 | Chloë Agnew | Live, Helix Center, Dublin, Irland – Instrumental                          |
| The Last Rose of Summer                                         | Celtic Woman : 20 : 11                                                 | 2006 | Friedrich von Flotow, 1847 | Chloë Agnew | Intro                                                                      |
| The Last Rose of Summer                                         | A New Journey : 56 : 4                                                 | 2007 | Friedrich von Flotow, 1847 | Méav Ní Mhaolchatha                                                                                                |                                                                            |
| The Last Rose of Summer                                         | A New Journey – Live At Slane Castle, Ireland (DVD) : 15               | 2007 | Friedrich von Flotow, 1847 | Hayley Westenra, Méav Ní Mhaolchatha                                                                               | Live, Slane Castle, Irland                                                 |
| The Light of Christmas Morn                                     | Silent Night*                                                          | 2012 | Sarah Hart | Chloë Agnew, Lisa Lambe                                                                                            |                                                                            |
| The Light of Christmas Morn                                     | Home for Christmas Live from Dublin (DVD) : 23                         | 2012 | Sarah Hart | Lisa Lambe, Máiréad Nesbitt, Méav Ní Mhaolchatha                                                                   | Live, Helix Theatre, Dublin, Irland                                        |
| The Little Drummer Boy                                          | A Celtic Christmas 43                                                  | 2011 | Harry Simeone, Katherine Kennicott Davis, Henry Onorati (The Trapp Family Singers, 1953)                                                              | |                                                                            |
| The Little Drummer Boy (Carol of the Drum)                      | A Christmas Celebration : 35                                           | 2006 | Harry Simeone, Katherine Kennicott Davis, Henry Onorati (The Trapp Family Singers, 1953)                                                              | Chloë Agnew, Órla Fallon                                                                                           |                                                                            |
| The Little Drummer Boy (Carol of the Drum)                      | A Christmas Celebration Live from Dublin (DVD) *                       | 2007 | Harry Simeone, Katherine Kennicott Davis, Henry Onorati (The Trapp Family Singers, 1953)                                                              | Chloë Agnew, Órla Fallon                                                                                           | Live, Dublin, Irland                                                       |
| The Lost Rose Fantasia                                          | Songs from the Heart : 9 : 2                                           | 2009 | David Downes | Máiréad Nesbitt | Instrumental                                                               |
| The Lost Rose Fantasia                                          | Songs from the Heart (DVD) * : 5                                       | 2009 | David Downes | Máiréad Nesbitt | Live, Powerscourt House & Garden                                           |
| The Mason’s Apron                                               | Songs from the Heart (DVD) * : 5                                       | 2010 | Stephen Foster | Máiréad Nesbitt | Live, Powerscourt House & Garden, Instrumental                             |
| The Moon’s a Harsh Mistress                                     | Songs from the Heart : 9 : 2                                           | 2009 | Jimmy Webb | Lisa Kelly, Máiréad Nesbitt                                                                                        |                                                                            |
| The Moon’s a Harsh Mistress                                     | Songs from the Heart (DVD) * : 5                                       | 2009 | Jimmy Webb | Lisa Kelly, Máiréad Nesbitt                                                                                        | Live, Powerscourt House & Garden                                           |
| The New Ground                                                  | Songs from the Heart : 9 : 2                                           | 2009 | David Downes | The Black Raven Pipe Band                                                                                          |                                                                            |
| The New Ground – Isle of Hope, Isle of Tears                    | Songs from the Heart (DVD) * : 5                                       | 2009 | David Downes, Brendan Graham | Chloë Agnew, Lynn Hilary, Lisa Kelly, Alex Sharpe                                                                  | Live, Powerscourt House & Garden                                           |
| The New Ground – Isle of Hope, Isle of Tears                    | Emerald – Musical Gems : 29                                            | 2014 | David Downes, Brendan Graham | Tommy Martin | Instrumental                                                               |
| The Parting Glass                                               | Believe : 11 : 10                                                      | 2012 | David Downes, Shaun Davey, Kirk Jones | Chloë Agnew, Lisa Kelly, Lisa Lambe, Máiréad Nesbitt                                                               |                                                                            |
| The Parting Glass                                               | Believe Live (DVD) : 7                                                 | 2012 | David Downes, Shaun Davey, Kirk Jones | Chloë Agnew, Lisa Kelly, Lisa Lambe, Máiréad Nesbitt                                                               | Live, Fox Theatre, Atlanta, Georgia, USA                                   |
| The Parting Glass                                               | Emerald – Musical Gems : 29                                            | 2014 | David Downes, Shaun Davey, Kirk Jones | Chloë Agnew, Lisa Lambe, Susan McFadden, Máiréad Nesbitt                                                           |                                                                            |
| The Parting Glass                                               | Emerald – Musical Gems – Live In Concert (DVD)                         | 2014 | David Downes, Shaun Davey, Kirk Jones | Chloë Agnew, Lisa Lambe, Susan McFadden, Máiréad Nesbitt                                                           | Live                                                                       |
| The Prayer                                                      | A New Journey : 56 : 4                                                 | 2007 | Carole Bayer Sager, David Foster (Céline Dion, 1998)                                                                                                  | Chloë Agnew |                                                                            |
| The Prayer                                                      | A New Journey – Live at Slane Castle, Ireland (DVD) : 15               | 2007 | Carole Bayer Sager, David Foster (Céline Dion, 1998)                                                                                                  | Chloë Agnew | Live, Slane Castle, Irland                                                 |
| The Sky and the Dawn and the Sun                                | A New Journey : 56 : 4                                                 | 2007 | David Downes, Brendan Graham | Chloë Agnew, Hayley Westenra, Lisa Kelly, Méav Ní Mhaolchatha, Órla Fallon, Máiréad Nesbitt                        |                                                                            |
| The Sky and the Dawn and the Sun                                | A New Journey – Live at Slane Castle, Ireland (DVD) : 15               | 2007 | David Downes, Brendan Graham | Chloë Agnew, Hayley Westenra, Lisa Kelly, Méav Ní Mhaolchatha, Órla Fallon, Máiréad Nesbitt                        | Live, Slane Castle, Irland                                                 |
| The Sky and the Dawn and the Sun                                | The Greatest Journey – Essential Collection : 75                       | 2008 | David Downes, Brendan Graham | Chloë Agnew, Lisa Kelly, Méav Ní Mhaolchatha, Órla Fallon, Máiréad Nesbitt                                         |                                                                            |
| The Soft Goodbye                                                | Celtic Woman (DVD) : 19                                                | 2004 | David Downes, David Agnew, Barry McCrea, Caitríona Ní Dhubhghaill                                                                                     | Chloë Agnew, Lisa Kelly, Méav Ní Mhaolchatha                                                                       | Live, Helix Center, Dublin, Irland                                         |
| The Soft Goodbye                                                | Celtic Woman : 20 : 11                                                 | 2006 | David Downes, David Agnew, Barry McCrea, Caitríona Ní Dhubhghaill                                                                                     | Chloë Agnew, Lisa Kelly, Méav Ní Mhaolchatha                                                                       |                                                                            |
| The Story So Far                                                | The Greatest Journey – The Essential Collection (DVD) *                | 2008 | | | Dokumentation                                                              |
| The Toys’ Waltz                                                 |                                                                        |      | | |                                                                            |
| The Voice                                                       | A New Journey : 56 : 4                                                 | 2007 | Brendan Graham (Eimear Quinn, 1996) | Lisa Kelly |                                                                            |
| The Voice                                                       | A New Journey – Live At Slane Castle, Ireland (DVD) : 15               | 2007 | Brendan Graham (Eimear Quinn, 1996) | Lisa Kelly | Live, Slane Castle, Irland                                                 |
| The Voice                                                       | The Greatest Journey – Essential Collection : 75                       | 2008 | Brendan Graham (Eimear Quinn, 1996) | Lisa Kelly, Máiréad Nesbitt                                                                                        |                                                                            |
| The Voice                                                       | Emerald – Musical Gems : 29                                            | 2014 | Brendan Graham (Eimear Quinn, 1996) | Susan McFadden, Máiréad Nesbitt                                                                                    |                                                                            |
| The Voice                                                       | Emerald – Musical Gems – Live In Concert (DVD)                         | 2014 | Brendan Graham (Eimear Quinn, 1996) | Susan McFadden, Máiréad Nesbitt                                                                                    | Live                                                                       |
| The Water Is Wide (O Waly, Waly)                                | Believe : 11 : 10                                                      | 2011 | David Downes | Lisa Kelly, Máiréad Nesbitt                                                                                        | Single                                                                     |
| The Water Is Wide (O Waly, Waly)                                | An Irish Journey*                                                      | 2011 | David Downes | Chloë Agnew, Lisa Kelly, Lisa Lambe                                                                                |                                                                            |
| The Water Is Wide (O Waly, Waly)                                | Believe Live (DVD) : 7                                                 | 2011 | David Downes | Lisa Kelly, Máiréad Nesbitt                                                                                        | Live, Fox Theatre, Atlanta, Georgia, USA                                   |
| The Water Is Wide (O Waly, Waly)                                | Degemer mat, bienvenue Le Bagad de Lann-Bihoué* Frankreich: 28         | 2012 | David Downes | Celtic Woman, Le Bagad de Lann-Bihoué                                                                              |                                                                            |
| The Wexford Carol                                               | A Christmas Celebration : 35                                           | 2006 | Harry Simeone, Katherine Kennicott Davis, Henry Onorati (The Trapp Family Singers, 1953)                                                              | Méav Ní Mhaolchatha                                                                                                |                                                                            |
| The Wexford Carol                                               | A Christmas Celebration Live from Dublin (DVD) *                       | 2007 | Harry Simeone, Katherine Kennicott Davis, Henry Onorati (The Trapp Family Singers, 1953)                                                              | Méav Ní Mhaolchatha                                                                                                | Live, Dublin, Irland                                                       |
| The Whole of the Moon                                           | Destiny : 27                                                           | 2015 | Mike Scott (The Waterboys, 1985) | Susan McFadden |                                                                            |
| The Whole of the Moon                                           | Destiny (DVD)                                                          | 2015 | Mike Scott (The Waterboys, 1985) | Susan McFadden, Máiréad Nesbitt                                                                                    | Live                                                                       |
| The World Falls Away                                            | Believe Live (DVD) : 7                                                 | 2011 | David Downes, Caitriona Ní Dhuill, Barry McCrea | Chloë Agnew, Lisa Kelly, Lisa Lambe                                                                                | Live, Fox Theatre, Atlanta, Georgia, USA                                   |
| The World Falls Away – Songs from the Heart                     | Believe : 11 : 10                                                      | 2012 | David Downes, Caitriona Ní Dhuill, Barry McCrea | Chloë Agnew, Lisa Kelly, Lisa Lambe                                                                                |                                                                            |
| There Must Be an Angel (Playing with My Heart)                  | A Celtic Christmas : 43 : 8                                            | 2011 | Annie Lennox, David A. Stewart (Eurythmics, 1985) | Chloë Agnew, Lisa Lambe, Máiréad Nesbitt                                                                           |                                                                            |
| Time To Say Goodbye                                             | Voices Of Angels AU 34                                                 | 2016 | Lucio Quarantotto, Francesco Sartori (Andrea Bocelli 1995)                                                                                            | Éabha McMahon, Máiréad Carlin, Susan McFadden, Tara McNeill                                                        |                                                                            |
| Tír na nÓg                                                      | Destiny : 27                                                           | 2015 | Mark Nissen, Hartmut Krech, Hannes Braun, Lukas Hainer                                                                                                | Éabha McMahon, Máiréad Carlin, Susan McFadden, Máiréad Nesbitt, Oonagh                                             |                                                                            |
| Tír na nÓg                                                      | Destiny (DVD)                                                          | 2015 | Mark Nissen, Hartmut Krech, Hannes Braun, Lukas Hainer                                                                                                | Éabha McMahon, Máiréad Carlin, Susan McFadden, Máiréad Nesbitt, Oonagh                                             | Live                                                                       |
| True Colors                                                     | Songs from the Heart (DVD) * : 5                                       | 2009 | Billy Steinberg, Tom Kelly | Alex Sharpe | Live, Powerscourt House & Garden                                           |
| Vivaldi’s Rain (Signore Guidamo)                                | A New Journey : 56 : 4                                                 | 2007 | David Agnew (Antonio Vivaldi, 1725) | Chloë Agnew |                                                                            |
| Walk Beside Me                                                  | Destiny : 27                                                           | 2015 | Mutt Lange | Éabha McMahon |                                                                            |
| Walk Beside Me                                                  | Destiny (DVD)                                                          | 2015 | Mutt Lange | Éabha McMahon, Máiréad Carlin, Susan McFadden, Máiréad Nesbitt                                                     | Live                                                                       |
| Walking in the Air                                              | Celtic Woman (DVD) : 19                                                | 2004 | Howard Blake (Peter Auty, 1982) | Chloë Agnew | Live, Helix Center, Dublin, Irland – Instrumental                          |
| Walking in the Air                                              | Celtic Woman : 20 : 11                                                 | 2006 | Howard Blake (Peter Auty, 1982) | Chloë Agnew |                                                                            |
| Walking the Night                                               | Believe Live (DVD) : 7                                                 | 2011 | David Downes, Caitriona Ní Dhuill, Barry McCrea | Chloë Agnew, Lisa Lambe                                                                                            | Live, Fox Theatre, Atlanta, Georgia, USA                                   |
| Walking the Night – Songs from the Heart                        | Believe : 11 : 10                                                      | 2012 | David Downes, Caitriona Ní Dhuill, Barry McCrea | Chloë Agnew, Lisa Lambe                                                                                            |                                                                            |
| We Three Kings                                                  | Home for Christmas : 16                                                | 2012 | David Downes (John H. Hopkins jr., 1900) | Chloë Agnew, Lisa Lambe, Méav Ní Mhaolchatha                                                                       |                                                                            |
| We Three Kings                                                  | Home for Christmas Live from Dublin (DVD) : 23                         | 2012 | David Downes (John H. Hopkins jr., 1900) | Lisa Lambe, Méav Ní Mhaolchatha, Susan McFadden                                                                    | Live, Helix Theatre, Dublin, Irland                                        |
| We Wish You a Merry Christmas                                   | Home for Christmas : 16                                                | 2012 | David Downes | Chloë Agnew, Lisa Lambe, Méav Ní Mhaolchatha, Máiréad Nesbitt                                                      |                                                                            |
| We Wish You a Merry Christmas                                   | Home for Christmas Live from Dublin (DVD) : 23                         | 2012 | David Downes | Lisa Lambe, Méav Ní Mhaolchatha, Susan McFadden, Máiréad Nesbitt                                                   | Live, Helix Theatre, Dublin, Irland                                        |
| Wenn du in meinen Träumen bei mir bist (Over The Rainbow)       | Songs From The Heart : 9 : 2                                           | 2010 | Harold Arlen, E. Y. Harburg (Judy Garland, 1939) | Chloë Agnew, Lisa Kelly, Lisa Lambe                                                                                |                                                                            |
| Westering Home                                                  | Destiny : 27                                                           | 2015 | Gavin Murphy | Éabha McMahon, Máiréad Carlin, Susan McFadden, Máiréad Nesbitt                                                     |                                                                            |
| Westering Home                                                  | Destiny (DVD)                                                          | 2015 | Gavin Murphy | Éabha McMahon, Máiréad Carlin, Susan McFadden, Máiréad Nesbitt, Méav Ní Mhaolchatha, Rebecca Winckworth            | Live                                                                       |
| What Child Is This (Greensleeves)                               | Home for Christmas : 16                                                | 2012 | David Downes | Méav Ní Mhaolchatha, Máiréad Nesbitt                                                                               |                                                                            |
| What Child Is This (Greensleeves)                               | Home for Christmas Live from Dublin (DVD) : 23                         | 2012 | David Downes | Méav Ní Mhaolchatha, Máiréad Nesbitt                                                                               | Live, Helix Theatre, Dublin, Irland                                        |
| When You Believe                                                | Songs from the Heart : 9 : 2                                           | 2009 | Stephen Schwartz (Mariah Carey & Whitney Houston, 1998)                                                                                               | Chloë Agnew | Single                                                                     |
| When You Believe                                                | Songs from the Heart (DVD) * : 5                                       | 2009 | Stephen Schwartz (Mariah Carey & Whitney Houston, 1998)                                                                                               | Chloë Agnew | Live, Powerscourt House & Garden                                           |
| When You Go                                                     | Destiny : 27                                                           | 2015 | Bernd Wendlandt, William Billy Andrews | Éabha McMahon, Máiréad Carlin, Susan McFadden, Máiréad Nesbitt                                                     |                                                                            |
| When You Go                                                     | Destiny (DVD)                                                          | 2015 | Bernd Wendlandt, William Billy Andrews | Éabha McMahon, Máiréad Carlin, Susan McFadden, Máiréad Nesbitt                                                     | Live                                                                       |
| When You Wish upon a Star                                       | A Celtic Christmas : 43 : 8                                            | 2011 | Ned Washington, Leigh Harline (Cliff Edwards, 1940)                                                                                                   | Lisa Kelly, Máiréad Nesbitt                                                                                        |                                                                            |
| Where Sheep May Safely Graze                                    | Postcards From Ireland 56                                              | 2021 | | Tara McNeill |                                                                            |
| White Christmas                                                 | A Christmas Celebration : 35                                           | 2006 | Irving Berlin (Bing Crosby & Martha Mears, 1942) | Chloë Agnew, Lisa Kelly, Méav Ní Mhaolchatha                                                                       |                                                                            |
| White Christmas                                                 | A Christmas Celebration Live from Dublin (DVD) *                       | 2007 | Irving Berlin (Bing Crosby & Martha Mears, 1942) | Chloë Agnew, Lisa Kelly, Méav Ní Mhaolchatha                                                                       | Live, Dublin, Irland                                                       |
| Wild Mountain Thyme                                             | Postcards From Ireland 56                                              | 2021 | Francis McPeake, The McPeake Family Trio | Chloë Agnew, Megan Walsh, Muirgen O’Mahony                                                                         |                                                                            |
| Winter Wonderland                                               | Home for Christmas : 16                                                | 2012 | Felix Bernard, Richard B. Smith (Richard Himber And His Ritz-Carlton Orchestra with Joey Nash, 1934)                                                  | Chloë Agnew, Lisa Lambe, Méav Ní Mhaolchatha, Máiréad Nesbitt                                                      |                                                                            |
| Winter Wonderland                                               | Home for Christmas Live from Dublin (DVD) : 23                         | 2012 | Felix Bernard, Richard B. Smith (Richard Himber And His Ritz-Carlton Orchestra with Joey Nash, 1934)                                                  | Lisa Lambe, Méav Ní Mhaolchatha, Susan McFadden, Máiréad Nesbitt                                                   | Live, Helix Theatre, Dublin, Irland                                        |
| You Raise Me Up                                                 | Celtic Woman (DVD) : 19                                                | 2004 | Brendan Graham, Rolf Løvland (Secret Garden, 2001) | Chloë Agnew, Lisa Kelly, Méav Ní Mhaolchatha, Órla Fallon, Máiréad Nesbitt                                         | Live, Helix Center, Dublin, Irland                                         |
| You Raise Me Up                                                 | Celtic Woman* : 20 : 11                                                | 2004 | Brendan Graham, Rolf Løvland (Secret Garden, 2001) | Chloë Agnew, Hayley Westenra, Lisa Kelly, Méav Ní Mhaolchatha, Órla Fallon                                         | Live, Slane Castle, Bonus, Japan                                           |
| You Raise Me Up                                                 | Celtic Woman : 20 : 11                                                 | 2006 | Brendan Graham, Rolf Løvland (Secret Garden, 2001) | Chloë Agnew, Lisa Kelly, Méav Ní Mhaolchatha, Órla Fallon, Máiréad Nesbitt                                         |                                                                            |
| You Raise Me Up                                                 | A New Journey – Live At Slane Castle, Ireland (DVD) : 15               | 2007 | Brendan Graham, Rolf Løvland (Secret Garden, 2001) | Chloë Agnew, Hayley Westenra, Lisa Kelly, Méav Ní Mhaolchatha, Órla Fallon, Máiréad Nesbitt                        | Live, Slane Castle, Irland                                                 |
| You Raise Me Up                                                 | The Greatest Journey – Essential Collection : 75                       | 2008 | Brendan Graham, Rolf Løvland (Secret Garden, 2001) | Chloë Agnew, Lisa Kelly, Lynn Hilary, Órla Fallon, Máiréad Nesbitt                                                 |                                                                            |
| You Raise Me Up                                                 | Songs from the Heart (DVD) * : 5                                       | 2009 | Brendan Graham, Rolf Løvland (Secret Garden, 2001) | Alex Sharpe, Chloë Agnew, Lisa Kelly, Lynn Hilary                                                                  | Live, Powerscourt House & Garden                                           |
| You Raise Me Up                                                 | Songs From The Heart* : 9 : 2                                          | 2010 | Brendan Graham, Rolf Løvland (Secret Garden, 2001) | Alex Sharpe, Chloë Agnew, Lisa Kelly, Lynn Hilary                                                                  | Live, Powerscourt House & Garden, Japan                                    |
| You Raise Me Up                                                 | Songs from the Heart* : 9 : 2                                          | 2010 | Brendan Graham, Rolf Løvland (Secret Garden, 2001) | Alex Sharpe, Chloë Agnew, Lisa Kelly, Lynn Hilary                                                                  |                                                                            |
| You Raise Me Up                                                 | Home for Christmas* : 16                                               | 2012 | Brendan Graham, Rolf Løvland (Secret Garden, 2001) | Chloë Agnew, Lisa Lambe                                                                                            | Hiroko, Japan                                                              |
| You Raise Me Up                                                 | Emerald – Musical Gems : 29                                            | 2014 | Brendan Graham, Rolf Løvland (Secret Garden, 2001) | Chloë Agnew, Lisa Lambe, Susan McFadden, Máiréad Nesbitt                                                           |                                                                            |
| You Raise Me Up                                                 | Emerald – Musical Gems (DVD)                                           | 2014 | Brendan Graham, Rolf Løvland (Secret Garden, 2001) | Chloë Agnew, Lisa Lambe, Susan McFadden, Máiréad Nesbitt                                                           | Live                                                                       |
| You Raise Me Up                                                 | Destiny (DVD)                                                          | 2015 | Brendan Graham, Rolf Løvland (Secret Garden, 2001) | Éabha McMahon, Máiréad Carlin, Susan McFadden, Máiréad Nesbitt                                                     | Live                                                                       |
| You’ll Be in My Heart                                           | Songs from the Heart : 9 : 2                                           | 2009 | Phil Collins, 1999 | Alex Sharpe |                                                                            |
| You’ll Be in My Heart                                           | Songs from the Heart (DVD) * : 5                                       | 2009 | Phil Collins, 1999 | Alex Sharpe | Live, Powerscourt House & Garden                                           |
| You’ll Never Walk Alone                                         | Believe : 11 : 10                                                      | 2012 | Oscar Hammerstein, Richard Rodgers (Christine Johnson, 1945)                                                                                          | Chloë Agnew, Lisa Kelly, Lisa Lambe, Máiréad Nesbitt                                                               |                                                                            |
| You’ll Never Walk Alone                                         | Believe Live (DVD) : 7                                                 | 2012 | Oscar Hammerstein II, Richard Rodgers (Christine Johnson, 1945)                                                                                       | Chloë Agnew, Lisa Kelly, Lisa Lambe, Máiréad Nesbitt                                                               | Live, Fox Theatre, Atlanta, Georgia, USA                                   |

## Alex Sharpe
| Titel                                       | Album                                                | Jahr | Autor / Autoren                              | Gesang                                                               | Anmerkungen                           |
| ------------------------------------------- | ---------------------------------------------------- | ---- | -------------------------------------------- | -------------------------------------------------------------------- | ------------------------------------- |
| A Summer to Follow (The Moss and the Stone) | Sings the Music of Shaun Purcell                     |      |                                              | Alex Sharpe                                                          |                                       |
| Abide with Me                               | Be Still My Soul                                     | 2014 | William Henry Monk, Henry Francis Lyte, 1847 | Alex Sharpe                                                          |                                       |
| Audition for a Charming Clown               | Audition for a Charming Clown                        | 2014 |                                              | Alex Sharpe                                                          |                                       |
| Be Still My Soul                            | Be Still My Soul                                     | 2014 |                                              | Alex Sharpe                                                          |                                       |
| Come Thou Fount of Every Blessing           | Be Still My Soul                                     | 2014 |                                              | Alex Sharpe                                                          |                                       |
| Don’t Like You (Reprise)                    | The Beautiful Game (Andrew Lloyd Webber & Ben Elton) | 2007 |                                              | Alex Sharpe, Dale Meeks                                              |                                       |
| Dream Some More (The Raven Beckons)         | Sings the Music of Shaun Purcell                     |      |                                              | Alex Sharpe                                                          |                                       |
| Grow Old With Me                            | Disciple (Damian Wilson)                             | 2001 | John Lennon                                  | Alex Sharpe, Damian Wilson                                           |                                       |
| Here I Am (The Apprentice)                  | Sings the Music of Shaun Purcell                     |      |                                              | Alex Sharpe                                                          |                                       |
| His Name                                    | Be Still My Soul                                     | 2014 |                                              | Alex Sharpe                                                          |                                       |
| I Am a Child of God / Love One Another      | Be Still My Soul                                     | 2014 |                                              | Alex Sharpe                                                          |                                       |
| I Am a Woman (The Raven Beckons)            | Sings the Music of Shaun Purcell                     |      |                                              | Alex Sharpe                                                          |                                       |
| I Know That My Redeemer Lives               | Be Still My Soul                                     | 2014 |                                              | Alex Sharpe                                                          |                                       |
| I’ll Go Where You Want Me to Go             | Be Still My Soul                                     | 2014 |                                              | Alex Sharpe                                                          |                                       |
| I Needed for Someone (The Raven Beckons)    | Sings The Music Of Shaun Purcell                     |      |                                              | Alex Sharpe                                                          |                                       |
| Jesus the Very Thought of Thee              | Be Still My Soul                                     | 2014 |                                              | Alex Sharpe                                                          |                                       |
| Joseph Smith’s First Prayer                 | Be Still My Soul                                     | 2014 |                                              | Alex Sharpe                                                          |                                       |
| Let Us Love in Peace (Reprise)              | The Beautiful Game (Andrew Lloyd Webber & Ben Elton) | 2007 |                                              | Alex Sharpe, Ensemble, Frank Grimes, Hannah Waddingham, Josie Walker |                                       |
| My Fellowman (Aisling)                      | Sings the Music of Shaun Purcell                     |      |                                              | Alex Sharpe                                                          |                                       |
| My Heart Was Home Again                     | Be Still My Soul                                     | 2014 |                                              | Alex Sharpe                                                          |                                       |
| O My Father                                 | Be Still My Soul                                     | 2014 |                                              | Alex Sharpe                                                          |                                       |
| Shine on (Requiem for Julie)                | Sings the Music of Shaun Purcell                     |      |                                              | Alex Sharpe                                                          |                                       |
| Sing Me a Song (Requiem for Julie)          | Sings the Music of Shaun Purcell                     |      |                                              | Alex Sharpe                                                          |                                       |
| Somebody Special (Aloha Kamiano)            | Sings the Music of Shaun Purcell                     |      |                                              | Alex Sharpe                                                          |                                       |
| Standing on a Cliff (Requiem for Julie)     | Sings the Music of Shaun Purcell                     |      |                                              | Alex Sharpe                                                          |                                       |
| The Goodbye (The Reven Beckons)             | Sings the Music of Shaun Purcell                     |      |                                              | Alex Sharpe                                                          |                                       |
| Turkey Goes to Town (The Changeling)        | Sings the Music of Shaun Purcell                     |      |                                              | Alex Sharpe                                                          |                                       |
| Wedding Song                                | Wedding Song (Damian Wilson)                         | 2012 |                                              | Alex Sharpe                                                          | Alternate Version, 7″-Single, B-Seite |

## Chloë Agnew
| Titel                             | Album                                            | Jahr | Autor / Autoren                                         | Gesang                                        | Anmerkungen |
| --------------------------------- | ------------------------------------------------ | ---- | ------------------------------------------------------- | --------------------------------------------- | ----------- |
| Angel’s Song                      | Chloë                                            | 2003 |                                                         | Chloë Agnew                                   | Single      |
| Ave Maria                         | Chloë                                            | 2008 | Johann Sebastian Bach, Charles Gounod, 1722             | Chloë Agnew                                   |             |
| Band of Brothers                  | Basel Tattoo 2015                                | 2015 |                                                         | Chloë Agnew, Massed Bands                     | Live        |
| Brahm’s Lullabye                  | Celtic Woman Presents: Chloë: Walking in the Air | 2008 | Johannes Brahms, David Downes                           | Chloë Agnew                                   |             |
| Danny Boy                         | Chloë                                            | 2008 | Fred Weatherly (Ernestine Schumann-Heink, 1915)         | Chloë Agnew                                   |             |
| Gabriel’s Oboe                    | Celtic Woman Presents: Chloë: Walking in the Air | 2008 | Chiara Ferraù (Ennio Morricone, 1986)                   | Chloë Agnew                                   |             |
| Going Home                        | Celtic Woman Presents: Chloë: Walking in the Air | 2008 | Antonín Dvořák                                          | Chloë Agnew, David Agnew                      |             |
| It Will Be                        | Basel Tattoo 2015                                | 2015 |                                                         | Chloë Agnew, Massed Bands, Nubya, Will Martin | Live        |
| Jesu Joy of Man’s Desiring        | Celtic Woman Presents: Chloë: Walking in the Air | 2008 | David Downes (Johann Sebastian Bach, 1723)              | Chloë Agnew                                   |             |
| L’Assenza                         | Cantero Per Te (Alessandro Rinella)              | 2015 |                                                         | Chloë Agnew                                   |             |
| Lascia Ch’io pianga               | Chloë                                            | 2008 | David Downes (Georg Friedrich Händel, 1711)             | Chloë Agnew                                   |             |
| Love is Christmas                 | Love is Christmas                                | 2013 |                                                         | Chloë Agnew                                   |             |
| Nella Fantasia                    | Celtic Woman Presents: Chloë: Walking in the Air | 2008 | Chiara Ferraù (Ennio Morricone, 1986)                   | Chloë Agnew, David Agnew                      |             |
| One World                         | Celtic Woman Presents: Chloë: Walking in the Air | 2008 | David Downes, Shay Healey                               | Chloë Agnew                                   |             |
| Panis Angelicus                   | Celtic Woman Presents: Chloë: Walking in the Air | 2008 | César Franck, 1872                                      | Chloë Agnew, David Agnew                      |             |
| Rain                              | Celtic Woman Presents: Chloë: Walking in the Air | 2008 | César Franck                                            | Chloë Agnew, David Agnew                      |             |
| Sigma                             | Celtic Woman Presents: Chloë: Walking in the Air | 2008 | Rolf Løvland, David Agnew                               | Chloë Agnew                                   |             |
| Someday                           | Celtic Woman Presents: Chloë: Walking in the Air | 2008 | Alan Menken, Stephen Schwartz (All-4-One, 1996)         | Chloë Agnew, David Agnew                      |             |
| The Last Rose of Summer           | Chloë                                            | 2008 | Friedrich von Flotow, 1847                              | Chloë Agnew                                   |             |
| The Prayer                        | Celtic Woman Presents: Chloë: Walking in the Air | 2008 | Carole Bayer Sager, David Foster (Céline Dion, 1998)    | Chloë Agnew                                   |             |
| The Prayer                        | Basel Tattoo 2015                                | 2015 | Carole Bayer Sager, David Foster (Céline Dion, 1998)    | Chloë Agnew, Massed Bands                     | Live        |
| The Voice Of Home                 | Chloë                                            | 2008 |                                                         | Chloë Agnew                                   |             |
| The Water Is Wide                 | Chloë                                            | 2008 |                                                         | Chloë Agnew                                   |             |
| To Where You Are                  | Celtic Woman Presents: Chloë: Walking in the Air | 2008 | Richard Marx                                            | Chloë Agnew                                   |             |
| Vincent – Starry, Starry Night    | Celtic Woman Presents: Chloë: Walking in the Air | 2008 | Don McLean                                              | Chloë Agnew                                   |             |
| Vivaldi’s Rain (The Four Seasons) | Celtic Woman Presents: Chloë: Walking in the Air | 2008 | David Agnew (Antonio Vivaldi, 1725)                     | Chloë Agnew, David Agnew                      |             |
| Walking in the Air                | Celtic Woman Presents: Chloë: Walking in the Air | 2008 | Howard Blake (Peter Auty, 1982)                         | Chloë Agnew                                   |             |
| When You Believe                  | Chloë                                            | 2008 | Stephen Schwartz (Mariah Carey & Whitney Houston, 1998) | Chloë Agnew                                   |             |
| Winters Light (Secret Garden)     | Celtic Woman Presents: Chloë: Walking in the Air | 2008 | Linda Ronstadt                                          | Chloë Agnew                                   |             |

## Deirdre Shannon
| Titel                         | Album                                  | Jahr | Autor / Autoren                                      | Gesang                             | Anmerkungen |
| ----------------------------- | -------------------------------------- | ---- | ---------------------------------------------------- | ---------------------------------- | ----------- |
| Aefond Kiss                   | Deirdre Shannon                        | 2009 |                                                      | Deirdre Shannon                    |             |
| Angel of Mercy                | We Are Not Islands (The Celtic Tenors) | 2005 |                                                      | Deirdre Shannon, The Celtic Tenors |             |
| Apron of Flowers              | Deirdre Shannon                        | 2009 |                                                      | Deirdre Shannon                    |             |
| Ardaigh Cuain                 | Deirdre Shannon                        | 2009 |                                                      | Deirdre Shannon                    |             |
| Bonny Blue-Eyed Nancy         | Anam?eol                               | 2011 |                                                      | Deirdre Shannon                    |             |
| Crucán Na Bpáiste             | Anam?eol                               | 2011 |                                                      | Deirdre Shannon                    |             |
| Danny Boy                     | Deirdre Shannon                        | 2009 | Fred Weatherly (Ernestine Schumann-Heink, 1915)      | Deirdre Shannon                    |             |
| Dormi Jesu                    | Deirdre Shannon                        | 2009 |                                                      | Deirdre Shannon                    |             |
| Down by the Sally Gardens     | Anam?eol                               | 2011 |                                                      | Deirdre Shannon                    |             |
| Follow the Heron              | Anam?eol                               | 2011 |                                                      | Deirdre Shannon                    |             |
| Gartan Mother’s Lullaby       | Anam?eol                               | 2011 |                                                      | Deirdre Shannon                    |             |
| Gathering Mushrooms           | Deirdre Shannon                        | 2009 |                                                      | Deirdre Shannon                    |             |
| I Don’t Want to Talk About It | Deirdre Shannon                        | 2009 |                                                      | Deirdre Shannon                    |             |
| I Know My Love                | Deirdre Shannon                        | 2009 |                                                      | Deirdre Shannon                    |             |
| John O Dreams                 | Anam?eol                               | 2011 |                                                      | Deirdre Shannon                    |             |
| Lass of Glenshee              | Anam?eol                               | 2011 |                                                      | Deirdre Shannon                    |             |
| Lord over You                 | Deirdre Shannon                        | 2009 |                                                      | Deirdre Shannon                    |             |
| Maid of Culmore               | Anam?eol                               | 2011 |                                                      | Deirdre Shannon                    |             |
| New Born                      | Deirdre Shannon                        | 2009 |                                                      | Deirdre Shannon                    |             |
| One More Day                  | Deirdre Shannon                        | 2009 |                                                      | Deirdre Shannon                    |             |
| She Moved Through the Fair    | Deirdre Shannon                        | 2009 |                                                      | Deirdre Shannon                    |             |
| Silent O Moyle                | Anam?eol                               | 2011 |                                                      | Deirdre Shannon                    |             |
| Siobhán Ní Dhuibhir           | Anam?eol                               | 2011 |                                                      | Deirdre Shannon                    |             |
| Song for Ireland              | Anam?eol                               | 2011 |                                                      | Deirdre Shannon                    |             |
| Still by Your Side            | We Are Not Islands (The Celtic Tenors) | 2005 |                                                      | Deirdre Shannon, The Celtic Tenors |             |
| The Prayer                    | Deirdre Shannon                        | 2009 | Carole Bayer Sager, David Foster (Céline Dion, 1998) | Deirdre Shannon                    |             |

## Hayley Westenra
| Titel                                                             | Album                                                                                           | Jahr | Autor / Autoren                                                                                    | Gesang | Anmerkungen                              |
| ----------------------------------------------------------------- | ----------------------------------------------------------------------------------------------- | ---- | -------------------------------------------------------------------------------------------------- | --- | ---------------------------------------- |
| A Boy Like That                                                   | West Side Story (Sampler)                                                                       | 2007 | Leonard Bernstein, Stephen Sondheim                                                                | Hayley Westenra, Melanie Marshall |                                          |
| Abide with Me                                                     | Treasure : 1                                                                                    | 2007 | William Henry Monk, Henry Francis Lyte, 1847                                                       | Hayley Westenra |                                          |
| Across the Universe of Time                                       | Pure* : 1                                                                                       | 2003 | Sarah Class                                                                                        | Hayley Westenra |                                          |
| Across the Universe of Time                                       | They Call Me Hansi James Last                                                                   | 2004 | Sarah Class                                                                                        | Hayley Westenra, James Last |                                          |
| All I Ask of You                                                  | Hayley Westenra : 1                                                                             | 2001 | Charles Hart, Richard Stilgoe, Andrew Lloyd Webber                                                 | Hayley Westenra, Shaun Dixon |                                          |
| All I Have to Do Is Dream                                         | Hushabye : 14                                                                                   | 2013 | Boudleaux Bryant                                                                                   | Hayley Westenra | Deluxe                                   |
| All I Have to Give                                                | My Gift to You                                                                                  | 2001 | Boh Runga, James Hall                                                                              | Hayley Westenra |                                          |
| All Through the Night                                             | Hushabye : 14                                                                                   | 2013 | Hayley Westenra, Jon Cohen                                                                         | Hayley Westenra |                                          |
| All with You                                                      | Winter Magic : 9                                                                                | 2009 | Hayley Westenra, Jeff Franzel                                                                      | Hayley Westenra, The Pavao Quartet |                                          |
| All You Need Is Love                                              | All You Need Is Love Bandaged, CD-Single                                                        | 2009 | John Lennon, Paul McCartney (The Beatles, 1967)                                                    | Hayley Westenra, Bandaged |                                          |
| Amália por Amor                                                   | Paradiso : 1                                                                                    | 2011 | Ennio Morricone, Joao Mendonca                                                                     | Hayley Westenra, Ennio Morricone |                                          |
| Amazing Grace                                                     | Pure* : 1                                                                                       | 2003 | John Newton, Charles Spilman, Benjamin Shaw, William Walker (The Original Sacred Harp Choir, 1922) | Hayley Westenra |                                          |
| Amazing Grace                                                     | Odyssey* (DVD)                                                                                  | 2005 | John Newton, Charles Spilman, Benjamin Shaw, William Walker (The Original Sacred Harp Choir, 1922) | Hayley Westenra |                                          |
| Amazing Grace                                                     | Hayley Westenra : 1                                                                             | 2001 | John Newton, Charles Spilman, Benjamin Shaw, William Walker (The Original Sacred Harp Choir, 1922) | Hayley Westenra, The Pipes And Drums Of The Royal Scots Dragoon Guards                                                                                                  |                                          |
| Amazing Grace                                                     | Sing Gary Barlow & The Commonwealth Band                                                        | 2012 | John Newton, Charles Spilman, Benjamin Shaw, William Walker (The Original Sacred Harp Choir, 1922) | Hayley Westenra, Gary Barlow & The Commonwealth Band |                                          |
| Amazing Grace                                                     | Hayley Sings Japanese Songs : 10                                                                | 2008 | John Newton, Charles Spilman, Benjamin Shaw, William Walker (The Original Sacred Harp Choir, 1922) | Hayley Westenra, Minako Honda |                                          |
| Amazing Grace                                                     | Paradiso : 1                                                                                    | 2011 | John Newton, Charles Spilman, Benjamin Shaw, William Walker (The Original Sacred Harp Choir, 1922) | Hayley Westenra | Englisch Japanische Version, Bonus Japan |
| Another Suitcase in Another Hall                                  | Walking in the Air                                                                              | 2000 | Andrew Lloyd Webber, Tim Rice                                                                      | Hayley Westenra |                                          |
| Aria (Cantilena)                                                  | Odyssey : 1                                                                                     | 2005 | Hayley Westenra                                                                                    | Hayley Westenra, Brett James, Royal Philharmonic Orchestra |                                          |
| Asu Toiu Hi Ga                                                    | The Best of Hayley Sings Japanese Songs                                                         | 2012 | | Hayley Westenra | Compilation                              |
| Ave Maria                                                         | Hayley Westenra : 1                                                                             | 2001 | Johann Sebastian Bach, Charles Gounod, 1722                                                        | Hayley Westenra |                                          |
| Ave Maria                                                         | Hayley Westenra : 1                                                                             | 2001 | Franz Schubert, 1825                                                                               | Hayley Westenra |                                          |
| Away in a Manger                                                  | River of Dreams (The Very Best of Hayley Westenra)                                              | 2003 | William James Kirkpatrick, 1895                                                                    | Hayley Westenra | Compilation, Special Edition             |
| Baby Mine                                                         | Hushabye : 14                                                                                   | 2013 | Ned Washington, Frank Churchill                                                                    | Hayley Westenra |                                          |
| Bachianas brasileiras No.5 – Aria (Cantilena)                     | Odyssey : 1                                                                                     | 2005 | Heitor Villa-Lobos                                                                                 | Hayley Westenra, Brett James, Royal Philharmonic Orchestra | Bonus Indonesien, UK                     |
| Balcony Scene (Tonight)                                           | Prayer                                                                                          | 2007 | Leonard Bernstein, Stephen Sondheim                                                                | Hayley Westenra, Vittorio Grigolo | Compilation                              |
| Bao Bei                                                           | Hushabye : 14                                                                                   | 2013 | | Hayley Westenra | Deluxe                                   |
| Be My Love                                                        | Mario Frangoulis Sings Mario Lanza – Passione Mario Frangoulis                                  | 2007 | Gi Sang Nam, J. Johnson, Cor Jones                                                                 | Hayley Westenra, Mario Frangoulis |                                          |
| Beat of Your Heart                                                | Pure* : 1                                                                                       | 2003 | George Martin, Giles Martin                                                                        | Hayley Westenra |                                          |
| Benedictus                                                        | Pure* : 1                                                                                       | 2003 | Karl Jenkins, 2001                                                                                 | Hayley Westenra |                                          |
| Bist du bei mir                                                   | Treasure : 1                                                                                    | 2007 | Nick Patrick, Gottfried Heinrich Stölzel, Nick Ingman (Johann Sebastian Bach, 1734)                | Hayley Westenra |                                          |
| Blooming Flower                                                   | Hayley Sings Japanese Songs : 10                                                                | 2008 | | Hayley Westenra | Instrumental                             |
| Both Sides, Now                                                   | Odyssey* : 1                                                                                    | 2005 | Joni Mitchell (Judy Collins, 1967)                                                                 | Hayley Westenra |                                          |
| Both Sides, Now                                                   | Odyssey* (DVD)                                                                                  | 2005 | Joni Mitchell (Judy Collins, 1967)                                                                 | Hayley Westenra |                                          |
| Brahms Lullaby                                                    | Hushabye : 14                                                                                   | 2013 | Johannes Brahms, 1868                                                                              | Hayley Westenra |                                          |
| Bridal Ballad                                                     | Prayer                                                                                          | 2003 | Edgar Allan Poe, Jocelyn Pook                                                                      | Hayley Westenra | Compilation                              |
| Bridge over Troubled Water                                        | Hushabye : 14                                                                                   | 2013 | Paul Simon (Simon & Garfunkel, 1970)                                                               | Hayley Westenra | Bonus Japan                              |
| Bright Eyes                                                       | Hayley Westenra : 1                                                                             | 2001 | Mike Batt (Art Garfunkel, 1978)                                                                    | Hayley Westenra |                                          |
| Carol of the Bells                                                | Winter Magic : 9                                                                                | 2009 | Mykola Leontowytsch, Peter J. Wilhousky, 1904                                                      | Hayley Westenra, The Pavao Quartet |                                          |
| Chestnuts Roasting on an Open Fire                                | My Gift To You                                                                                  | 2001 | Mel Tormé, Robert Wells                                                                            | Hayley Westenra |                                          |
| Christmas Dream                                                   | Christmas Dream (bond), CD-Single                                                               | 2013 | Andrew Lloyd Webber, Tim Rice                                                                      | Hayley Westenra, Aled Jones, bond, Terry Wogan | ^                                        |
| Christmas Morning                                                 | Winter Magic : 9                                                                                | 2009 | Hayley Westenra, Jeff Franzel                                                                      | Hayley Westenra, The Pavao Quartet |                                          |
| Con te patirò (Time to Say Goodbye)                               | Walking In The Air                                                                              | 2000 | Sartori Francesco, Quarantotto Lucio                                                               | Hayley Westenra |                                          |
| Corpus Christi Carol                                              | Winter Magic : 9                                                                                | 2009 | Traditional                                                                                        | Hayley Westenra |                                          |
| Cosmos                                                            | Hayley Sings Japanese Songs 2                                                                   | 2009 | Hayley Westenra                                                                                    | Hayley Westenra |                                          |
| Cradle Song                                                       | Hushabye : 14                                                                                   | 2013 | | Hayley Westenra | Bonus Japan                              |
| Da Quel Sorriso Che Non Ride Piu                                  | Paradiso : 1                                                                                    | 2011 | Ennio Morricone                                                                                    | Hayley Westenra |                                          |
| Danny Boy                                                         | Treasure : 1                                                                                    | 2007 | Fred Weatherly (Ernestine Schumann-Heink, 1915)                                                    | Hayley Westenra |                                          |
| Dark Waltz                                                        | Pure* : 1                                                                                       | 2003 | Frank Musker, Matteo Saggese, Umberto Morasca                                                      | Hayley Westenra |                                          |
| Deborah’s Theme – I Knew I Loved You                              | Paradiso : 1                                                                                    | 2011 | Alan Bergman, Marilyn Bergman, Ennio Morricone                                                     | Hayley Westenra |                                          |
| Dell’Amore Non Si Sa                                              | Odyssey* : 1                                                                                    | 2005 | Andrea Sandri, Leonardo De Bernardini, Mauro Malavasi                                              | Hayley Westenra, Andrea Bocelli |                                          |
| Dido’s Lament                                                     | Odyssey : 1                                                                                     | 2005 | | Hayley Westenra | Bonus UK                                 |
| Different Voices                                                  | Different Voices (Debbie Wiseman)                                                               | 2008 | Debbie Wiseman                                                                                     | Hayley Westenra |                                          |
| Do You Hear What I Hear?                                          | My Gift to You                                                                                  | 2001 | Gloria Shayne, Noel Regniy                                                                         | Hayley Westenra, Sophie Westenra |                                          |
| Do You Hear What I Hear?                                          | The Choir Boys (The Choirboys)                                                                  | 2005 | Gloria Shayne, Noel Regniy                                                                         | Hayley Westenra, The Choirboys |                                          |
| Down to the River                                                 | Odyssey* (DVD)                                                                                  | 2005 | | Hayley Westenra |                                          |
| Dream a Little Dream                                              | Hushabye : 14                                                                                   | 2013 | Fabien Andre, Gus Kahn, Wilbur Schwandt                                                            | Hayley Westenra |                                          |
| Dreaming of New Zealand                                           | Wiener Festwalzer (André Rieu)                                                                  | 2011 | | Hayley Westenra, André Rieu |                                          |
| E Pari Ra                                                         | Treasure : 1                                                                                    | 2007 | Traditional                                                                                        | Hayley Westenra |                                          |
| Ellie Doesn’t Arrive                                              | Different Voices (Debbie Wiseman)                                                               | 2008 | Debbie Wiseman                                                                                     | Hayley Westenra |                                          |
| Ellie Finds the Developer’s Plans                                 | Different Voices (Debbie Wiseman)                                                               | 2008 | Debbie Wiseman                                                                                     | Hayley Westenra |                                          |
| Ellie Loses Her New Friend                                        | Different Voices (Debbie Wiseman)                                                               | 2008 | Debbie Wiseman                                                                                     | Hayley Westenra |                                          |
| Ellie’s Mother                                                    | Different Voices (Debbie Wiseman)                                                               | 2008 | Debbie Wiseman                                                                                     | Hayley Westenra |                                          |
| Ellie’s Song                                                      | Different Voices (Debbie Wiseman)                                                               | 2008 | Debbie Wiseman                                                                                     | Hayley Westenra |                                          |
| Ellie’s Theme                                                     | Different Voices (Debbie Wiseman)                                                               | 2008 | Debbie Wiseman                                                                                     | Hayley Westenra |                                          |
| Eternal Flame                                                     | Walking In The Air                                                                              | 2000 | | Hayley Westenra |                                          |
| Evacuation                                                        | Flood (The Royal Philharmonic Orchestra)                                                        | 2007 | | Hayley Westenra, The Royal Philharmonic Orchestra |                                          |
| Fantasia on Greensleeves – They Tell Me by Anon                   | We Will Remember Them Various Artists                                                           | 2010 | Vaughan Williams                                                                                   | Hayley Westenra |                                          |
| Fellowship of the Ring                                            | River of Dreams – The Very Best of Hayley Westenra                                              | 2008 | Enya, Roma Ryan, Nicky Ryan                                                                        | Howard Shore | Compilation                              |
| Finale                                                            | West Side Story (Sampler)                                                                       | 2007 | Leonard Bernstein                                                                                  | Hayley Westenra, Vittorio Grigolo |                                          |
| Flood                                                             | Prayer                                                                                          | 2007 | Debbie Wiseman                                                                                     | Hayley Westenra, The Royal Philharmonic Orchestra | Compilation                              |
| Flower                                                            | Hayley Sings Japanese Songs 2                                                                   | 2009 | Hayley Westenra                                                                                    | Hayley Westenra |                                          |
| Gabriel’s Message                                                 | My Gift To You                                                                                  | 2001 | Anonymous                                                                                          | Hayley Westenra |                                          |
| Gabriel’s Oboe (Whispers in a Dream)                              | Paradiso : 1                                                                                    | 2011 | Hayley Westenra                                                                                    | Hayley Westenra |                                          |
| Gabriel’s Oboe (Whispers in a Dream)                              | Paradiso (DVD)                                                                                  | 2011 | Hayley Westenra                                                                                    | Hayley Westenra | Bonus Japan                              |
| Go to Sleep                                                       | Hushabye : 14                                                                                   | 2013 | Hayley Westenra, Jon Cohen                                                                         | Hayley Westenra |                                          |
| God Defend New Zealand                                            | River of Dreams (The Very Best of Hayley Westenra)                                              | 2001 | Thomas Bracken, Thomas Henry Smith, John Joseph Woods                                              | Hayley Westenra | Compilation                              |
| Goodnight My Angel                                                | Hushabye : 14                                                                                   | 2013 | Billy Joel, 1993                                                                                   | Hayley Westenra |                                          |
| Groovy Kind of Love                                               | Walking in the Air                                                                              | 2000 | | Hayley Westenra |                                          |
| Hana (Flower)                                                     | Hayley Sings Japanese Songs : 10                                                                | 2008 | Hayley Westenra                                                                                    | Hayley Westenra | Englische Version                        |
| Hanamizuki (Dogwood Flower)                                       | Hayley Sings Japanese Songs : 10                                                                | 2008 | Hayley Westenra, Suzi Kim                                                                          | Hayley Westenra |                                          |
| Haru Yo Koi                                                       | The Best Of Hayley Sings Japanese Songs                                                         | 2012 | | Hayley Westenra | Compilation                              |
| Heading Off to the Park                                           | Different Voices Debbie Wiseman                                                                 | 2008 | Debbie Wiseman                                                                                     | Hayley Westenra |                                          |
| Heaven (Waiting There for Me)                                     | Pure* : 1                                                                                       | 2003 | Frank Musker (Ronan Hardiman, 1998)                                                                | Hayley Westenra |                                          |
| Here Beside Me                                                    | Prayer                                                                                          | 2007 | Joel McNeely, Kate Light                                                                           | Hayley Westenra | Compilation                              |
| Here’s to You                                                     | Paradiso : 1                                                                                    | 2011 | Joan Baez                                                                                          | Hayley Westenra |                                          |
| High-Risk Plan                                                    | Flood                                                                                           | 2007 | | Hayley Westenra, The Royal Philharmonic Orchestra |                                          |
| Hine E Hine                                                       | Pure* : 1                                                                                       | 2003 | Princess Te Rangi Pai, 1907                                                                        | Hayley Westenra |                                          |
| Hine E Hine (Maiden, O Maiden) (Without Maori intro)              | Pure : 1                                                                                        | 2003 | Princess Te Rangi Pai, 1907                                                                        | Hayley Westenra | Bonus UK, US Maori Mix                   |
| How Deep Is Your Love                                             | Walking In The Air                                                                              | 2000 | | Hayley Westenra |                                          |
| Hushabye Mountain                                                 | Hushabye : 14                                                                                   | 2013 | Richard M. Sherman, Robert B. Sherman                                                              | Hayley Westenra |                                          |
| I Am a Thousand Winds                                             | Hayley Sings Japanese Songs : 10                                                                | 2008 | | Hayley Westenra |                                          |
| I Believe                                                         | Hayley Sings Japanese Songs : 10                                                                | 2008 | Hayley Westenra, Suzi Kim                                                                          | Hayley Westenra |                                          |
| I Dreamed a Dream                                                 | Hayley Westenra : 1                                                                             | 2001 | Herbert Kretzmer, Claude-Michel Schönberg, Alain Boublil, Jean-Marc Natel (Rose Laurens, 1980)     | Hayley Westenra |                                          |
| I Dreamed a Dream                                                 | The Voice – Live Russell Watson, (DVD)                                                          | 2002 | Herbert Kretzmer, Claude-Michel Schönberg, Alain Boublil, Jean-Marc Natel (Rose Laurens, 1980)     | Hayley Westenra | Live                                     |
| I Feel Pretty                                                     | West Side Story Various Artists                                                                 | 2007 | Leonard Bernstein                                                                                  | Hayley Westenra |                                          |
| I Have a Love                                                     | West Side Story Various Artists                                                                 | 2007 | Leonard Bernstein                                                                                  | Hayley Westenra, Melanie Marshall |                                          |
| I’ll Make Music                                                   | Gloria / Te Deum Karl Jenkins, National Youth Choir Of Great Britain, London Symphony Orchestra | 2010 | | Hayley Westenra, Karl Jenkins, National Youth Choir Of Great Britain, London Symphony Orchestra                                                                         |                                          |
| I Say Grace                                                       | Odyssey* : 1                                                                                    | 2005 | Andie James, Johnny Gale                                                                           | Hayley Westenra |                                          |
| Il Calmo Della Sera                                               | Walking In The Air                                                                              | 2000 | | Hayley Westenra |                                          |
| Il Mare Calmo Della Sera                                          | Walking In The Air Hayley Dee Westenra                                                          | 2000 | | Hayley Westenra |                                          |
| I’m Kissing You                                                   | Prayer                                                                                          | 2007 | Des’ree, Tim Atack                                                                                 | Hayley Westenra | Compilation                              |
| In Trutina                                                        | Pure* : 1                                                                                       | 2003 | Carl Orff, 1937                                                                                    | Hayley Westenra |                                          |
| It’s Only Christmas                                               | Duet Ronan Keating                                                                              | 2009 | Paul Barry, Ronan Keating                                                                          | Hayley Westenra, Ronan Keating |                                          |
| Itsumo Nando Demo (Many Times Always)                             | Hayley Sings Japanese Songs 2                                                                   | 2009 | Hayley Westenra                                                                                    | Hayley Westenra |                                          |
| Jekyll                                                            | Prayer                                                                                          | 2007 | Debbie Wiseman                                                                                     | Hayley Westenra | Compilation                              |
| Jidai (Era)                                                       | Hayley Sings Japanese Songs : 10                                                                | 2008 | Hayley Westenra, Suzi Kim                                                                          | Hayley Westenra |                                          |
| Jo’s Theme                                                        | Different Voices (Debbie Wiseman)                                                               | 2008 | Debbie Wiseman                                                                                     | Hayley Westenra |                                          |
| La Califfa                                                        | Paradiso : 1                                                                                    | 2011 | Hayley Westenra, Ennio Morricone                                                                   | Hayley Westenra |                                          |
| La Luna Che Non C’è                                               | Walking In The Air                                                                              | 2000 | | Hayley Westenra |                                          |
| Lascia Ch’io Pianga                                               | Classical Brits 2010 Various Artists                                                            | 2010 | David Downes (Georg Friedrich Händel, 1711)                                                        | Hayley Westenra |                                          |
| Laudate Dominum                                                   | Odyssey : 1                                                                                     | 2005 | Wolfgang Amadeus Mozart, 1780                                                                      | Hayley Westenra, Brett James, Conventus Choir, Royal Philharmonic Orchestra                                                                                             | Bonus UK                                 |
| Le Notte del Silenzio                                             | Treasure : 1                                                                                    | 2007 | Hayley Westenra, Antonio Galbiati, Roberto Scarpetta                                               | Hayley Westenra, Humphrey Berney |                                          |
| Let Me Lie                                                        | Treasure : 1                                                                                    | 2007 | Hayley Westenra, Sarah Class                                                                       | Hayley Westenra |                                          |
| Lezione di Musica                                                 | Paradiso : 1                                                                                    | 2011 | Ennio Morricone                                                                                    | Hayley Westenra |                                          |
| Listen to the Wind                                                | Prayer                                                                                          | 2007 | Glen Ballard, James Horner                                                                         | Hayley Westenra, New Line Studio Orchestra, James Horner | Compilation                              |
| Love Changes Everything                                           | Hayley Westenra : 1                                                                             | 2001 | Charles Hart, Don Black, Andrew Lloyd Webber                                                       | Hayley Westenra |                                          |
| Love Love Love                                                    | Hayley Sings Japanese Songs 2                                                                   | 2009 | Ron Sexsmith                                                                                       | Hayley Westenra | English Version                          |
| Loving Christmas With You                                         | My Christmas (Plácido Domingo)                                                                  | 2015 | | Hayley Westenra, Plácido Domingo |                                          |
| Majesty                                                           | River of Dreams – The Very Best of Hayley Westenra                                              | 2008 | Martin James Smith, Stuart David Garrard                                                           | Hayley Westenra | Compilation                              |
| Malena                                                            | Paradiso : 1                                                                                    | 2011 | Ennio Morricone                                                                                    | Hayley Westenra |                                          |
| Mama E (To Mother)                                                | Hayley Sings Japanese Songs 2                                                                   | 2009 | Hayley Westenra                                                                                    | Hayley Westenra |                                          |
| Mary, Did You Know?                                               | My Gift To You                                                                                  | 2001 | Buddy Green, Mark Lowry (Michael English, 1992)                                                    | Hayley Westenra |                                          |
| May It Be                                                         | Odyssey* : 1                                                                                    | 2005 | Ethne Patricia Brennan, Nicky Ryan, Roma Shane Ryan (Enya, 2001)                                   | Hayley Westenra |                                          |
| Melancholy Interlude                                              | Treasure : 1                                                                                    | 2007 | John Dowland                                                                                       | Hayley Westenra | Dowland                                  |
| Memory                                                            | Hayley Westenra : 1                                                                             | 2000 | T. S. Eliot, Trevor Nunn, Andrew Lloyd Webber                                                      | Hayley Westenra |                                          |
| Metti ana Sera a Cena                                             | Paradiso : 1                                                                                    | 2011 | Ennio Morricone                                                                                    | Hayley Westenra | Download                                 |
| Mikazuki (Crescent Moon)                                          | Hayley Sings Japanese Songs 2                                                                   | 2009 | Hayley Westenra                                                                                    | Hayley Westenra |                                          |
| Mirai E (The Future)                                              | Hayley Sings Japanese Songs 2                                                                   | 2009 | Hayley Westenra                                                                                    | Hayley Westenra |                                          |
| Morning Has Broken                                                | My Gift to You                                                                                  | 2001 | Cat Stevens, Eleanor Farjeon                                                                       | Hayley Westenra |                                          |
| Mother of Mine                                                    | Hayley Sings Japanese Songs 2                                                                   | 2009 | | Hayley Westenra |                                          |
| My Heart and I [La Piovra]                                        | Pure* : 1                                                                                       | 2003 | Amii Stewart, Andrea Morricone, Leonie Gane (Ennio Morricone, 1984)                                | Hayley Westenra |                                          |
| My Heart Belongs To You                                           | Odyssey : 1                                                                                     | 2005 | Aldo Caporuscio                                                                                    | Hayley Westenra | Bonus Indonesien, US                     |
| Nada Sousou (Stream Of Tears)                                     | Hayley Sings Japanese Songs : 10                                                                | 2008 | Suzi Kim                                                                                           | Hayley Westenra |                                          |
| Nanny Talia                                                       | Different Voices Debbie Wiseman                                                                 | 2008 | Debbie Wiseman                                                                                     | Hayley Westenra |                                          |
| Nemunoki No Komoriuta (Lullaby Of The Silk Tree)                  | Hayley Sings Japanese Songs 2                                                                   | 2009 | | Hayley Westenra |                                          |
| Nemunoki No Komoriuta (Lullaby Of The Silk Tree)                  | Hayley Sings Japanese Songs 2 (DVD)                                                             | 2009 | | Hayley Westenra |                                          |
| Never Saw Blue                                                    | Odyssey* : 1                                                                                    | 2005 | Jeff Franzel, Mark J. Luna, Tom Kimmel                                                             | Hayley Westenra |                                          |
| Never Say Goodbye (Adapted from "Pavane, M. 19")                  | Pure* : 1                                                                                       | 2003 | Pamela Sheyne (Maurice Ravel, 1899)                                                                | Hayley Westenra |                                          |
| Next Morning?                                                     | Different Voices (Debbie Wiseman)                                                               | 2008 | Debbie Wiseman                                                                                     | Hayley Westenra |                                          |
| Now Is the Hour (Po Atarau/Haere Ra)                              | The Voice – Live (Russell Watson), (DVD)                                                        | 2002 | Clement Scott, Maewa Kaihau                                                                        | Hayley Westenra, Russell Watson, Faye Tozer | Live                                     |
| Now Is the Hour (Po Atarau/Haere Ra)                              | River of Dreams – The Very Best of Hayley Westenra                                              | 2008 | Clement Scott, Maewa Kaihau                                                                        | Hayley Westenra | Compilation                              |
| O mio babbino caro                                                | Odyssey* : 1                                                                                    | 2005 | Gianni Schicchi (Giacomo Puccini, 1918)                                                            | Hayley Westenra, Royal Philharmonic Orchestra, Stephen Hussey |                                          |
| On My Heart                                                       | Music of the Spheres (Mike Oldfield)                                                            | 2008 | Mike Oldfield                                                                                      | Hayley Westenra, Mike Oldfield |                                          |
| On My Heart (Reprise)                                             | Music Of The Spheres (Mike Oldfield)                                                            | 2008 | Mike Oldfield                                                                                      | Hayley Westenra, Mike Oldfield |                                          |
| On the Wings of Time                                              | Winter Magic : 9                                                                                | 2009 | Hayley Westenra                                                                                    | Hayley Westenra | Bonus Japan                              |
| Once Upon a Time in the West                                      | Paradiso : 1                                                                                    | 2011 | Ennio Morricone                                                                                    | Hayley Westenra |                                          |
| One Fine Day                                                      | Treasure : 1                                                                                    | 2007 | Giacomo Puccini, Giuseppe Giacosa, Luigi Illica, Rosetta Helen Elkin (aus Madama Butterfly)        | Hayley Westenra, Irish Film Orchestra, Nick Ingman |                                          |
| One Hand, One Heart                                               | West Side Story (Sampler)                                                                       | 2007 | Leonard Bernstein                                                                                  | Hayley Westenra, Vittorio Grigolo |                                          |
| One Night One Moment                                              | Nativity (Soundtrack)                                                                           | 2014 | | Hayley Westenra, Nativity! Cast |                                          |
| Parole Parole                                                     | Lost In the Music The Gypsy Queens                                                              | 2015 | | Hayley Westenra, The Gypsy Queens |                                          |
| Part of My World                                                  | Walking in the Air (Hayley Dee Westenra)                                                        | 2000 | | Hayley Westenra |                                          |
| Peace Shall Come                                                  | Winter Magic : 9                                                                                | 2009 | Hayley Westenra, Jeff Franzel                                                                      | Hayley Westenra, The Pavao Quartet |                                          |
| Peaches & Creamy World                                            | The Nutcracker & The Mouseking (Soundtrack)                                                     | 2004 | Wolf                                                                                               | Hayley Westenra |                                          |
| Per Natale (L’Esprit de Noël)                                     | Paradiso : 1                                                                                    | 2011 | Joséphine Drai                                                                                     | Hayley Westenra |                                          |
| Pie Jesu                                                          | Hayley Westenra : 1                                                                             | 2000 | Andrew Lloyd Webber                                                                                | Hayley Westenra |                                          |
| Pleading with the Developer                                       | Different Voices (Debbie Wiseman)                                                               | 2008 | Debbie Wiseman                                                                                     | Hayley Westenra |                                          |
| Pokarekare Ana                                                    | My Gift to You                                                                                  | 2001 | Sarah Class, 1914                                                                                  | Hayley Westenra |                                          |
| Pokarekare Ana                                                    | The Best of the Classical Brits (Sampler)                                                       | 2009 | Sarah Class, 1914                                                                                  | Hayley Westenra | Live                                     |
| Pokarekare Ana                                                    | The Voice – Live (Russell Watson), (DVD)                                                        | 2002 | Sarah Class                                                                                        | Hayley Westenra, Russell Watson | Live                                     |
| Pokarekare Ana (Vocalise)                                         | Pure* : 1                                                                                       | 2003 | Sarah Class, 1914                                                                                  | Hayley Westenra, Russell Watson |                                          |
| Pokarekare Ana (Vocalise)                                         | Pure* (DVD)                                                                                     | 2003 | Sarah Class, 1914                                                                                  | Hayley Westenra, Russell Watson | Bonus UK                                 |
| Prayer                                                            | Odyssey* : 1                                                                                    | 2005 | Fionnuala Sherry, Rolf Løvland                                                                     | Hayley Westenra |                                          |
| Pretty Little Horses                                              | Hushabye : 14                                                                                   | 2013 | Hayley Westenra, Jon Cohen                                                                         | Hayley Westenra |                                          |
| Profumo di limone                                                 | Paradiso : 1                                                                                    | 2011 | Ennio Morricone (aus Cinema Paradiso)                                                              | Hayley Westenra |                                          |
| Profumo di limone                                                 | Paradiso : 1                                                                                    | 2011 | Ennio Morricone (aus Cinema Paradiso)                                                              | Hayley Westenra | Japanische Version                       |
| Quanta Qualia                                                     | Odyssey : 1                                                                                     | 2005 | Andrew Thomas Hawes, Patrick Thomas Hawes                                                          | Hayley Westenra | Bonus Indonesien, UK, US                 |
| River                                                             | Winter Magic : 9                                                                                | 2009 | Joni Mitchell                                                                                      | Hayley Westenra |                                          |
| River of Dreams (adapted from "The Four Seasons: Winter, RV 297") | Pure* : 1                                                                                       | 2003 | Charlie Dore (Antonio Vivaldi, 1725)                                                               | Hayley Westenra |                                          |
| Ruri Iro No Chikyu                                                | The Best of Hayley Sings Japanese Songs                                                         | 2012 | | Hayley Westenra | Compilation                              |
| Santa Lucia                                                       | Treasure : 1                                                                                    | 2007 | Teodoro Cottrau                                                                                    | Hayley Westenra |                                          |
| Saving the Park                                                   | Different Voices Debbie Wiseman                                                                 | 2008 | Debbie Wiseman                                                                                     | Hayley Westenra |                                          |
| Scarborough Fair                                                  | Odyssey* : 1                                                                                    | 2005 | Paul Simon, Malcolm Messiter, Frank Peterson, John Lenehan, Nigel Paul Kennedy                     | Hayley Westenra |                                          |
| Scarborough Fair                                                  | iTunes Live: London Festival ’08: Hayley Westenra                                               | 2015 | Paul Simon, Malcolm Messiter, Frank Peterson, John Lenehan, Nigel Paul Kennedy                     | Hayley Westenra | Live Download                            |
| Sei con me (There for Me)                                         | Passione (Paul Potts)                                                                           | 2009 | Angelo La Bionda, Carmelo La Bionda, Charly Ricanek, Matteo Saggese (La Bionda, 1978)              | Hayley Westenra, Paul Potts |                                          |
| Sen No Kaze Ni Natte (I Am a Thousand Winds)                      | Hayley Sings Japanese Songs : 10                                                                | 2008 | | Hayley Westenra | Englische Version                        |
| She Moves Through the Fair                                        | Odyssey* : 1                                                                                    | 2005 | Traditional                                                                                        | Hayley Westenra |                                          |
| Shenandoah                                                        | Treasure : 1                                                                                    | 2007 | Traditional                                                                                        | Hayley Westenra |                                          |
| Shenandoah                                                        | iTunes Live: London Festival ’08: Hayley Westenra                                               | 2008 | Traditional                                                                                        | Hayley Westenra | Live Download                            |
| Shiroi Iro Wa Koibito No Iro (White Is The Colour For Lovers)     | Hayley Sings Japanese Songs : 10                                                                | 2008 | Hayley Westenra, Suzi Kim                                                                          | Hayley Westenra | Englische Version                        |
| Shiroi Iro Wa Koibito No Iro (White Is The Colour For Lovers)     | Hayley Sings Japanese Songs : 10                                                                | 2008 | Hayley Westenra, Suzi Kim                                                                          | Hayley Westenra | Japanische Version, Bonus                |
| Silent Night                                                      | My Gift to You                                                                                  | 2001 | David Downes, Franz Xaver Gruber, Joseph Mohr (Hans Hoffman, 1902)                                 | Hayley Westenra |                                          |
| Silent Night                                                      | Winter Magic : 9                                                                                | 2009 | David Downes, Franz Xaver Gruber, Joseph Mohr (Hans Hoffman, 1902)                                 | Hayley Westenra, The Raven Quartet |                                          |
| Silent Night                                                      | Silent Night (CD-Single)                                                                        | 2004 | David Downes, Franz Xaver Gruber, Joseph Mohr (Hans Hoffman, 1902)                                 | Hayley Westenra, Aled Jones |                                          |
| Silent Night, Holy Night                                          | River of Dreams (The Very Best of Hayley Westenra)                                              | 2003 | David Downes, Franz Xaver Gruber, Joseph Mohr (Hans Hoffman, 1902)                                 | Hayley Westenra, The Raven Quartet | Compilation, Special Edition             |
| Sleep On                                                          | Hushabye : 14                                                                                   | 2013 | Paul Mealor                                                                                        | Hayley Westenra, Catrin Finch |                                          |
| Sleigh Ride                                                       | Winter Magic : 9                                                                                | 2009 | Leroy Anderson                                                                                     | Hayley Westenra, The Pavao Quartet |                                          |
| Somewhere                                                         | Hayley Westenra : 1                                                                             | 2001 | Stephen Sondheim, Leonard Bernstein (Larry Kert, Reri Grist, Carol Lawrence, 1957)                 | Hayley Westenra |                                          |
| Somewhere over the Rainbow                                        | My Gift to You                                                                                  | 2001 | E.Y. Harburg, Harold Arlen                                                                         | Hayley Westenra |                                          |
| Songbird                                                          | River of Dreams – The Very Best of Hayley Westenra                                              | 2008 | Christine McVie                                                                                    | Hayley Westenra | Compilation                              |
| Sonny                                                             | Treasure : 1                                                                                    | 2007 | Ron Hynes                                                                                          | Hayley Westenra |                                          |
| Sotsugyou Shashin (Yearbook Photo)                                | Hayley Sings Japanese Songs : 10                                                                | 2008 | Hayley Westenra, Suzi Kim                                                                          | Hayley Westenra |                                          |
| Stay Awake                                                        | Hushabye : 14                                                                                   | 2013 | Richard M. Sherman, Robert B. Sherman                                                              | Hayley Westenra |                                          |
| Stopping the Builders                                             | Different Voices (Debbie Wiseman)                                                               | 2008 | Debbie Wiseman                                                                                     | Hayley Westenra |                                          |
| Summer Fly                                                        | Treasure : 1                                                                                    | 2007 | Cheryl Wheeler, 1983                                                                               | Hayley Westenra |                                          |
| Summer Rain                                                       | Treasure : 1                                                                                    | 2007 | Hayley Westenra, Jeffrey Franzel                                                                   | Hayley Westenra |                                          |
| The Builders                                                      | Different Voices Debbie Wiseman                                                                 | 2008 | Debbie Wiseman                                                                                     | Hayley Westenra |                                          |
| The Building Work Starts                                          | Different Voices (Debbie Wiseman)                                                               | 2008 | Debbie Wiseman                                                                                     | Hayley Westenra |                                          |
| The Capital at a Standstill                                       | Flood (The Royal Philharmonic Orchestra)                                                        | 2007 | | Hayley Westenra, The Royal Philharmonic Orchestra |                                          |
| The Christmas Song (Chestnuts Roasting on an Open Fire)           | Winter Magic : 9                                                                                | 2009 | Mel Tormé, Robert Wells                                                                            | Hayley Westenra, The Pavao Quartet |                                          |
| The Coventry Carol                                                | Winter Magic : 9                                                                                | 2009 | Hayley Westenra, Katharine Blake, Simon Lole                                                       | Hayley Westenra |                                          |
| The Edge of Love                                                  | Paradiso : 1                                                                                    | 2011 | Tim Rice                                                                                           | Hayley Westenra |                                          |
| The Heart Worships                                                | Treasure : 1                                                                                    | 2007 | Alice Buckton, Gustav Holst                                                                        | Hayley Westenra, Irish Film Orchestra, Nick Ingman |                                          |
| The Lark Ascending – The Future by Anon                           | We Will Remember Them (Sampler)                                                                 | 2010 | Vaughan Williams                                                                                   | Hayley Westenra |                                          |
| The Last Rose of Summer                                           | Prayer                                                                                          | 2007 | Friedrich von Flotow, 1847                                                                         | Hayley Westenra, Méav Ní Mhaolchatha | Compilation                              |
| The Little Drummer Boy                                            | Winter Magic : 9                                                                                | 2009 | Harry Simeone, Henry V. Onorati, Katherine K Davis                                                 | Hayley Westenra, The Pavao Quartet |                                          |
| The Little Road to Bethlehem                                      | Winter Magic : 9                                                                                | 2009 | Margaret Rose, Michael Dewar Head                                                                  | Hayley Westenra, The Pavao Quartet |                                          |
| The Mayor’s Theme                                                 | Different Voices (Debbie Wiseman)                                                               | 2008 | Debbie Wiseman                                                                                     | Hayley Westenra |                                          |
| The Mists of Islay                                                | Hayley Westenra : 1                                                                             | 2000 | Gavin Livingston Creed, Wishart Campbell, John Mcdonald                                            | Hayley Westenra |                                          |
| The Mummers Dance                                                 | Pure : 1                                                                                        | 2003 | Loreena McKennitt, 1996                                                                            | Hayley Westenra | Bonus Australien 2-CD, Neuseeland, US    |
| The Peace Song                                                    | My Gift to You                                                                                  | 2001 | Carly Binding, Glen Cleaver, James Hall                                                            | Hayley Westenra |                                          |
| The Story Begins?                                                 | Different Voices (Debbie Wiseman)                                                               | 2008 | Debbie Wiseman                                                                                     | Hayley Westenra |                                          |
| The Water Is Wide                                                 | Odyssey* : 1                                                                                    | 2005 | Traditional                                                                                        | Hayley Westenra |                                          |
| There’s a Sparkle in Your Eyes                                    | Prayer                                                                                          | 2007 | Helmut Lotti                                                                                       | Hayley Westenra, Helmut Lotti | Compilation                              |
| Through These Eyes                                                | My Gift to You                                                                                  | 2001 | Davies                                                                                             | Hayley Westenra, Sophie Westenra |                                          |
| Time Goes Around                                                  | Hayley Sings Japanese Songs : 10                                                                | 2008 | | Hayley Westenra |                                          |
| Time to Say Goodbye                                               | The Best of Pure Voice                                                                          | 2007 | | Hayley Westenra, Russell Watson | Kompilation                              |
| Tonight (Ensemble)                                                | West Side Story (Sampler)                                                                       | 2007 | | Hayley Westenra, Will Martin, Melanie Marshall, Vittorio Grigolo |                                          |
| Tsubasa Wo Kudasai (Wings To Fly)                                 | Hayley Sings Japanese Songs : 10                                                                | 2008 | Hayley Westenra                                                                                    | Hayley Westenra |                                          |
| Tsubomi (Bud)                                                     | Hayley Sings Japanese Songs 2                                                                   | 2009 | Hayley Westenra                                                                                    | Hayley Westenra |                                          |
| Tsubomi (Bud)                                                     | Hayley Sings Japanese Songs 2 (DVD)                                                             | 2009 | Hayley Westenra                                                                                    | Hayley Westenra |                                          |
| Twinkle Twinkle                                                   | Hushabye : 14                                                                                   | 2007 | Traditional                                                                                        | Hayley Westenra |                                          |
| Un giorno per noi (Romeo And Juliet)                              | The Best of the Classical Brits (Sampler)                                                       | 2009 | Eddie Snyder, Larry Kusik (Nino Rota, 1968)                                                        | Hayley Westenra | Live                                     |
| Unexpected Song                                                   | Walking in the Air                                                                              | 2000 | | Hayley Westenra |                                          |
| Veni Veni Emmanuel                                                | Winter Magic : 9                                                                                | 2009 | Traditional                                                                                        | Hayley Westenra, The Pavao Quartet |                                          |
| Walking in the Air                                                | Hayley Westenra : 1                                                                             | 2000 | Howard Blake (Peter Auty, 1982)                                                                    | Hayley Westenra |                                          |
| Warabigami (Child Of God)                                         | Hayley Sings Japanese Songs 2                                                                   | 2009 | Hayley Westenra                                                                                    | Hayley Westenra |                                          |
| We All Stand Together                                             | Bandaged Together (Bandaged)                                                                    | 2009 | | Hayley Westenra, Lee Mead, The TOGs Chorus |                                          |
| We Will Remember Them                                             | We Will Remember Them (Artists Unite To Remember)                                               | 2009 | | Hayley Westenra, Mica Paris, Michael Bolton, Paul Rodgers, Robin Gibb                                                                                                   |                                          |
| What You Never Know (Won’t Hurt You)                              | Odyssey* : 1                                                                                    | 2005 | Hayley Westenra, Stephan Moccio                                                                    | Hayley Westenra |                                          |
| When at Night                                                     | Hushabye : 14                                                                                   | 2013 | Engelbert Humperdinck                                                                              | Hayley Westenra |                                          |
| When the Stars Go Blue                                            | Nothing Else Matters (Lee Mead)                                                                 | 2009 | | Hayley Westenra, Lee Mead |                                          |
| Where Do We Go from Here                                          | The Best of Pure Voice                                                                          | 2008 | Casey Rankin, Chidori, Yasuo Higuchi                                                               | Hayley Westenra, Blake | Compilation                              |
| While Listening to Olivia (オリビアを聴きながら)                  | Two Hearts Two Voices (Junichi Inagaki)                                                         | 2010 | | Hayley Westenra, Junichi Inagaki |                                          |
| Whispering Hope                                                   | Treasure : 1                                                                                    | 2007 | Alice Hawthorne (Beulah Young & Clara Moister 1911)                                                | Hayley Westenra |                                          |
| White Is the Colour Is for Lovers                                 | The Best of Pure Voice                                                                          | 2008 | | Hayley Westenra | Kompilation                              |
| Who Painted the Moon Black                                        | Pure* : 1                                                                                       | 2003 | Sonia Aletta, Nianell                                                                              | Hayley Westenra |                                          |
| Wiegenlied                                                        | Prayer                                                                                          | 2005 | Bernhard Flies, Friedrich Wilhelm Gotter, Wolfgang Amadeus Mozart                                  | Hayley Westenra | Kompilation                              |
| Wiegenlied                                                        | Wiegenlied (CD-Single)                                                                          | 2005 | Bernhard Flies, Friedrich Wilhelm Gotter, Wolfgang Amadeus Mozart                                  | Hayley Westenra | Japanische Version                       |
| Winter Magic                                                      | Winter Magic : 9                                                                                | 2009 | | Hayley Westenra | Digital Booklet                          |
| Winter’s Dream                                                    | Christmas Magic : 9                                                                             | 2009 | Gabriel Yared, Gavin Clark, Helen Boulding                                                         | Hayley Westenra, The Pavao Quartet |                                          |
| Wishing You Were Somehow Here Again                               | Hayley Westenra : 1                                                                             | 2000 | Charles Hart, Richard Stilgoe, Andrew Lloyd Webber                                                 | Hayley Westenra |                                          |
| World in Union                                                    | The Best of Hayley Sings Japanese Songs                                                         | 2012 | | Hayley Westenra | Compilation, Japanische Version          |
| World in Union (All Stars)                                        | World in Union (Sampler)                                                                        | 2014 | Holst                                                                                              | Hayley Westenra, Aled Jones, All Angels, Blake, Bryn Terfel, Danielle de Niese, Deborah, Elin Manahan Thomas, Jonathan Ansell, Katherine Jenkins, Lesley Garrett, Nicky |                                          |
| Would He Even Know Me Now?                                        | Paradiso : 1                                                                                    | 2011 | Don Black (aus Cinema Paradiso)                                                                    | Hayley Westenra, Ennio Morricone |                                          |
| Wuthering Heights                                                 | Pure* : 1                                                                                       | 2003 | Kate Bush, 1978                                                                                    | Hayley Westenra |                                          |
| You Are Water                                                     | Prayer                                                                                          | 2005 | Alex Forbes, Ava Parnass, Eve Nelson                                                               | Hayley Westenra | Compilation                              |
| You’ll Never Walk Alone                                           | My Gift To You                                                                                  | 2001 | Oscar Hammerstein, Richard Rodgers (Christine Johnson, 1945)                                       | Hayley Westenra |                                          |
| Yuki No Hana (Snowflower)                                         | Hayley Sings Japanese Songs : 10                                                                | 2008 | Hayley Westenra, Suzi Kim                                                                          | Hayley Westenra |                                          |

## Lisa Kelly
| Titel                              | Album                                                      | Jahr | Autor / Autoren                                                  | Gesang                                                              | Anmerkungen |
| ---------------------------------- | ---------------------------------------------------------- | ---- | ---------------------------------------------------------------- | ------------------------------------------------------------------- | ----------- |
| Again                              | Sleep With the Light On                                    | 2012 |                                                                  | Lisa Kelly                                                          |             |
| Aggressive Passivity               | Memories of Tomorrow                                       | 2008 |                                                                  | Lisa Kelly, Jb Scott                                                |             |
| Annette’s Desire                   | Memories of Tomorrow                                       | 2008 |                                                                  | Lisa Kelly, Jb Scott                                                |             |
| Anything Can Happen                | Sleep With the Light On                                    | 2012 |                                                                  | Lisa Kelly                                                          |             |
| Black Coffee                       | Memories of Tomorrow                                       | 2008 |                                                                  | Lisa Kelly, Jb Scott                                                |             |
| Carrickfergus                      | Celtic Woman Presents: Lisa                                | 2008 | Cathal Buí Mac Giolla Ghunna, 1745                               | Lisa Kelly                                                          |             |
| Christmas Everywhere               | Christmas Everywhere                                       | 2014 |                                                                  | Lisa Kelly                                                          |             |
| Doin’ It Good                      | Memories of Tomorrow                                       | 2008 |                                                                  | Lisa Kelly, Jb Scott                                                |             |
| Dubhdarra                          | Celtic Woman Presents: Lisa                                | 2008 | Shaun Davey                                                      | Lisa Kelly                                                          |             |
| East of the Sun                    | Renditions: The Summer Sessions, Vol. 1 Kelly-Scott Sextet | 2013 |                                                                  | Lisa Kelly, Jb Scott, Jeff Phillips, Clyde Connor                   |             |
| Ghost                              | Sleep With the Light On                                    | 2012 |                                                                  | Lisa Kelly                                                          |             |
| Girl Named Freedom                 | Sleep With the Light On                                    | 2012 |                                                                  | Lisa Kelly                                                          |             |
| High Wire (The Aerialist)          | Renditions: The Summer Sessions, Vol. 2 Kelly-Scott Sextet | 2013 |                                                                  | Lisa Kelly, Joshua Bowlus, Dennis Marks, Clyde Connor               |             |
| Home and the Heartland             | Celtic Woman Presents: Lisa                                | 2008 |                                                                  | Lisa Kelly                                                          |             |
| Home and the Heartland             | Lisa                                                       | 2012 | Bill Whelan, McCuiness                                           | Lisa Kelly                                                          |             |
| Homecoming                         | Celtic Woman Presents: Lisa                                | 2008 | David Downes, Caitriona Ni Dhubhchaill                           | Lisa Kelly                                                          |             |
| I Only Have Eyes for You           | Renditions: The Summer Sessions, Vol. 2 Kelly-Scott Sextet | 2013 |                                                                  | Lisa Kelly, Jb Scott, Jeff Phillips, Dennis Marks, Clyde Connor     |             |
| I’m Beginning to See the Light     | Renditions: The Summer Sessions, Vol. 2 Kelly-Scott Sextet | 2013 |                                                                  | Lisa Kelly, Barry Greene, Joshua Bowlus, Dennis Marks, Clyde Connor |             |
| I’ve Grown Accustoned to His Face  | Memories of Tomorrow                                       | 2008 |                                                                  | Lisa Kelly, Jb Scott                                                |             |
| If You Believe                     | Tinker Bell and The Lost Treasure (Soundtrack)             | 2009 |                                                                  | Lisa Kelly                                                          |             |
| In Over My Head                    | Sleep With the Light On                                    | 2012 |                                                                  | Lisa Kelly                                                          |             |
| It Might as Well Be Spring         | Renditions: The Summer Sessions, Vol. 1 Kelly-Scott Sextet | 2013 |                                                                  | Lisa Kelly, Dave Steinmeyer, Jeff Phillips, Clyde Connor            |             |
| Just Squeeze Me                    | Renditions: The Summer Sessions, Vol. 2 Kelly-Scott Sextet | 2013 |                                                                  | Lisa Kelly, Jb Scott, Jeff Phillips, Dennis Marks, Clyde Connor     |             |
| Lift The Wings                     | Celtic Woman Presents: Lisa                                | 2008 | Bill Whelan, McCuiness                                           | Lisa Kelly                                                          |             |
| Lift the Wings: From Riverdance    | Lisa                                                       | 2012 |                                                                  | Lisa Kelly                                                          |             |
| Madison                            | Sleep With the Light On                                    | 2012 |                                                                  | Lisa Kelly                                                          |             |
| May It Be                          | Celtic Woman Presents: Lisa                                | 2008 | Ethne Patricia Brennan, Nicky Ryan, Roma Shane Ryan (Enya, 2001) | Lisa Kelly                                                          |             |
| May It Be – From Lord of the Rings | Lisa                                                       | 2012 |                                                                  | Lisa Kelly                                                          |             |
| Memories of Tomorrow               | Memories of Tomorrow                                       | 2008 |                                                                  | Lisa Kelly, Jb Scott                                                |             |
| My Favorite Things                 | Memories of Tomorrow                                       | 2008 |                                                                  | Lisa Kelly, Jb Scott                                                |             |
| Night and Day                      | Memories of Tomorrow                                       | 2008 |                                                                  | Lisa Kelly, Jb Scott                                                |             |
| Now We Are Free                    | Celtic Woman Presents: Lisa                                | 2008 | Hanz Zimmer, Lisa Cerrard                                        | Lisa Kelly                                                          |             |
| Quasi Bop                          | Memories of Tomorrow                                       | 2008 |                                                                  | Lisa Kelly, Jb Scott                                                |             |
| Sea Journey                        | Memories of Tomorrow                                       | 2008 |                                                                  | Lisa Kelly, Jb Scott                                                |             |
| Send Me a Song                     | Celtic Woman Presents: Lisa                                | 2008 | David Downes, Caitriona Ni Dhubhchaill                           | Lisa Kelly                                                          |             |
| Seven Braids                       | Sleep With the Light On                                    | 2012 |                                                                  | Lisa Kelly                                                          |             |
| Siúil A Rún                        | Celtic Woman Presents: Lisa                                | 2008 | David Downes                                                     | Lisa Kelly                                                          |             |
| Sleep With the Light On            | Sleep With the Light On                                    | 2012 |                                                                  | Lisa Kelly                                                          |             |
| So High                            | Sleep With the Light On                                    | 2012 |                                                                  | Lisa Kelly                                                          |             |
| Soft Goodbye                       | Celtic Woman Presents: Lisa                                | 2008 |                                                                  | Lisa Kelly                                                          |             |
| Star Child                         | Sleep With the Light On                                    | 2012 |                                                                  | Lisa Kelly                                                          |             |
| Strange Dreams                     | Sleep With the Light On                                    | 2012 |                                                                  | Lisa Kelly                                                          |             |
| That Old Black Magic               | Memories of Tomorrow                                       | 2008 |                                                                  | Lisa Kelly, Jb Scott                                                |             |
| The Deer’s Cry                     | Celtic Woman Presents: Lisa                                | 2008 |                                                                  | Lisa Kelly                                                          |             |
| The Deers Cry                      | Lisa                                                       | 2012 | Shaun Davey                                                      | Lisa Kelly                                                          |             |
| The Nearness of You                | Renditions: The Summer Sessions, Vol. 2 Kelly-Scott Sextet | 2013 |                                                                  | Lisa Kelly, Jb Scott, Joshua Bowlus, Dennis Marks, Clyde Connor     |             |
| The Soft Goodbye                   | Lisa                                                       | 2012 | David Downes, Caitriona Ni Dhubhchaill                           | Lisa Kelly                                                          |             |
| Them There Eyes                    | Renditions: The Summer Sessions, Vol. 2 Kelly-Scott Sextet | 2013 |                                                                  | Lisa Kelly, Jb Scott, Jeff, Dennis Marks, Clyde Connor              |             |
| There Is                           | Sleep With the Light On                                    | 2012 |                                                                  | Lisa Kelly                                                          |             |
| Until I Met You                    | Memories of Tomorrow                                       | 2008 |                                                                  | Lisa Kelly, Jb Scott                                                |             |
| What a Wonderful World             | Renditions: The Summer Sessions, Vol. 2 Kelly-Scott Sextet | 2013 |                                                                  | Lisa Kelly, Jb Scott, Jeff Phillips, Dennis Marks, Clyde Connor     |             |

## Lisa Lambe
| Titel                       | Album               | Jahr | Autor / Autoren | Gesang     | Anmerkungen |
| --------------------------- | ------------------- | ---- | --------------- | ---------- | ----------- |
| Bridge over Troubled Waters | Solo (Celtic Woman) | 2015 |                 | Lisa Lambe |             |

## Lynn Hilary
| Titel                                | Album                                                              | Jahr | Autor / Autoren                           | Gesang | Anmerkungen |
| ------------------------------------ | ------------------------------------------------------------------ | ---- | ----------------------------------------- | --- | ----------- |
| A Aingil Aoibhinn                    | Mass of The Angels & Greannta/Inscribed Suite                      | 2011 |                                           | Lynn Hilary, Colm Ó Foghlú, Noreen O’Donoghue, Cór Scoil Oilibhéir, Cór Choláiste Íosagáin, Dublin String Ensemble |             |
| Agnus Dei                            | Mass of The Angels & Greannta/Inscribed Suite                      | 2011 |                                           | Lynn Hilary, Colm Ó Foghlú, Noreen O’Donoghue, Cór Scoil Oilibhéir, Cór Choláiste Íosagáin, Dublin String Ensemble |             |
| Alleluia                             | Mass of The Angels & Greannta/Inscribed Suite                      | 2011 |                                           | Lynn Hilary, Colm Ó Foghlú, Noreen O’Donoghue, Cór Scoil Oilibhéir, Cór Choláiste Íosagáin, Dublin String Ensemble |             |
| Always There                         | Saturn Return                                                      | 2013 |                                           | Lynn Hilary |             |
| Angel Doves                          | Celtic Woman Presents: Lynn Hilary : Take Me With You              | 2008 | Mindy Smith                               | Lynn Hilary |             |
| Annie Watches                        | Celtic Woman Presents: Lynn Hilary : Take Me With You              | 2008 |                                           | Lynn Hilary |             |
| Bí I’d Aingeal Dom – Introit         | Mass of The Angels & Greannta/Inscribed Suite                      | 2011 |                                           | Lynn Hilary, Colm Ó Foghlú, Noreen O’Donoghue, Cór Scoil Oilibhéir, Cór Choláiste Íosagáin, Dublin String Ensemble |             |
| Carolina Rua                         | Celtic Woman Presents: Lynn Hilary : Take Me With You              | 2008 | Thom Moore                                | Lynn Hilary |             |
| Catharsis                            | Saturn Return                                                      | 2013 |                                           | Lynn Hilary |             |
| Diagacht Cheoil – Benedicamus Domino | Mass of The Angels & Greannta/Inscribed Suite                      | 2011 |                                           | Lynn Hilary, Colm Ó Foghlú, Cór Scoil Oilibhéir, Cór Choláiste Íosagáin, Dublin String Ensemble, Noreen O’Donoghue |             |
| Dream Again                          | Saturn Return                                                      | 2013 |                                           | Lynn Hilary |             |
| Erin Beo                             | Celtic Woman Presents: Lynn Hilary : Take Me With You              | 2008 | Lynn Hilary, Don Mescall                  | Lynn Hilary |             |
| I Don’t Know My Heart                | Saturn Return                                                      | 2013 |                                           | Lynn Hilary |             |
| June’s Song                          | Saturn Return                                                      | 2013 |                                           | Lynn Hilary, Joanne Hilary, Mary Hilary                                                                            |             |
| Kyrie                                | Mass Of The Angels & Greannta/Inscribed Suite                      | 2011 |                                           | Lynn Hilary, Colm Ó Foghlú, Noreen O’Donoghue, Cór Scoil Oilibhéir, Cór Choláiste Íosagáin, Dublin String Ensemble |             |
| Lift the Wings                       | Riverdance: Music from the Show (2005 Broadway Cast) (Bill Whelan) | 2005 |                                           | Lynn Hilary, Brian Dunphy                                                                                          |             |
| Melody of Life                       | Celtic Woman Presents: Lynn Hilary : Take Me With You              | 2008 | Lynn Hilary, Don Mescall                  | Lynn Hilary |             |
| Mignonne Allons                      | Illuminations Anúna                                                | 2014 |                                           | Lynn Hilary, Michael Mcglynn, Aisling Mcglynn                                                                      |             |
| Psalm 148                            | Mass of The Angels & Greannta/Inscribed Suite                      | 2011 |                                           | Lynn Hilary, Colm Ó Foghlú, Noreen O’Donoghue, Cór Scoil Oilibhéir, Cór Choláiste Íosagáin, Dublin String Ensemble |             |
| Road to Glory                        | Celtic Woman Presents: Lynn Hilary : Take Me With You              | 2008 | Don Mescall                               | Lynn Hilary |             |
| Sanctus & Benedictus                 | Mass of The Angels & Greannta/Inscribed Suite                      | 2011 |                                           | Lynn Hilary, Colm Ó Foghlú, Noreen O’Donoghue, Cór Scoil Oilibhéir, Cór Choláiste Íosagáin, Dublin String Ensemble |             |
| Saturn Return                        | Saturn Return                                                      | 2013 |                                           | Lynn Hilary |             |
| Shona Mara                           | Celtic Woman Presents: Lynn Hilary : Take Me With You              | 2008 | Lynn Hilary, Don Mescall, John Fitzgerald | Lynn Hilary |             |
| Siosuram Só                          | Illuminations Anúna                                                | 2014 |                                           | Lynn Hilary |             |
| Slán Le Maigh                        | Celtic Woman Presents: Lynn Hilary : Take Me With You              | 2008 | Lynn Hilary                               | Lynn Hilary |             |
| Sometimes All You Can Do             | Saturn Return                                                      | 2013 |                                           | Lynn Hilary |             |
| Sunset of Gold                       | Celtic Woman Presents: Lynn Hilary : Take Me With You              | 2008 | Don Mescall                               | Lynn Hilary |             |
| Swimming in the Barrow               | Celtic Woman Presents: Lynn Hilary : Take Me With You              | 2008 | John McGlynn                              | Lynn Hilary |             |
| Take Me With You                     | Celtic Woman Presents: Lynn Hilary : Take Me With You              | 2008 |                                           | Lynn Hilary |             |
| There Is No Night                    | Mass Of The Angels & Greannta/Inscribed Suite                      | 2011 |                                           | Lynn Hilary, Colm Ó Foghlú, Noreen O’Donoghue, Cór Scoil Oilibhéir, Cór Choláiste Íosagáin, Dublin String Ensemble |             |
| Wasteland                            | Saturn Return                                                      | 2013 |                                           | Lynn Hilary |             |
| What About the Dreams She Had        | Saturn Return                                                      | 2013 |                                           | Lynn Hilary |             |
| What Makes The Sunset                | Celtic Woman Presents: Lynn Hilary : Take Me With You              | 2008 | Jule Styne, Sammy Cahn                    | Lynn Hilary |             |
| You Matter to Me                     | You Matter to Me                                                   | 2015 |                                           | Lynn Hilary, Brett Pruneau                                                                                         |             |

## Máiréad Carlin
| Titel                      | Album                            | Jahr | Autor / Autoren                                         | Gesang                         | Anmerkungen |
| -------------------------- | -------------------------------- | ---- | ------------------------------------------------------- | ------------------------------ | ----------- |
| And I Love You So          | Songbook                         | 2012 | Don McLean (1970)                                       | Máiréad Carlin                 |             |
| Be My Love                 | Songbook                         | 2012 | Nicholas Brodzsky, Sammy Cahn                           | Máiréad Carlin                 |             |
| Can’t Help Falling In Love | Songbook                         | 2012 | George David Weiss, Hugo Peretti, Luigi Creatore (1901) | Máiréad Carlin                 |             |
| Daisy                      | Songbook                         | 2012 |                                                         | Máiréad Carlin                 |             |
| Last Orders                | Songbook                         | 2012 |                                                         | Máiréad Carlin                 |             |
| Let the River Run          | Let the River Run                | 2014 | Carly Simon                                             | Máiréad Carlin, Damian McGinty |             |
| Miracles                   | Songbook                         | 2012 |                                                         | Máiréad Carlin                 |             |
| Oft in the Stilly Night    | Songbook                         | 2012 |                                                         | Máiréad Carlin                 |             |
| One More Today             | Songbook                         | 2012 |                                                         | Máiréad Carlin                 |             |
| Only You                   | Songbook                         | 2012 | Yazoo (1982)                                            | Máiréad Carlin                 |             |
| Scarlet Ribbons            | Songbook                         | 2012 | Evelyn Danzig, Jack Segal (1949)                        | Máiréad Carlin                 |             |
| Streets of London          | Songbook                         | 2012 | Ralph McTell (1969)                                     | Máiréad Carlin                 |             |
| The Fields of Athenry      | World in Union (Sampler)         | 2011 | Pete St. John                                           | Máiréad Carlin                 |             |
| The Parting Glass          | Songbook                         | 2012 | Traditional                                             | Máiréad Carlin                 |             |
| The Prayer                 | Credere (Thomas Spencer-Wortley) | 2012 | Carole Bayer Sager, David Foster (Céline Dion, 1998)    | Máiréad Carlin                 |             |
| Wild Mountain Thyme        | Songbook                         | 2012 | Francis McPeake, Robert Tannahill                       | Máiréad Carlin                 |             |
| You Belong to Me           | Songbook                         | 2012 | Chilton Price, Pee Wee King, Redd Stewart               | Máiréad Carlin                 |             |

## Máiréad Nesbitt
| Titel                                      | Album                                      | Jahr | Autor / Autoren                 | Gesang          | Anmerkungen |
| ------------------------------------------ | ------------------------------------------ | ---- | ------------------------------- | --------------- | ----------- |
| 1st Movement – Within the Blue Suite       | Celtic Woman Presents: Máiréad: Raining Up | 2008 | Colm O Foghlu                   | Máiréad Nesbitt |             |
| 2nd Movement – Within Tte Blue Suite       | Celtic Woman Presents: Máiréad: Raining Up | 2008 | Colm O Foghlu                   | Máiréad Nesbitt |             |
| 3rd Movement – Within the Blue Suite       | Celtic Woman Presents: Máiréad: Raining Up | 2008 | Colm O Foghlu                   | Máiréad Nesbitt |             |
| An Raibh tu ag an gcorraig                 | Celtic Woman Presents: Máiréad: Raining Up | 2008 | Colm O Foghlu                   | Máiréad Nesbitt |             |
| Bluelights                                 | Celtic Woman Presents: Máiréad: Raining Up | 2008 | Máiréad Nesbitt, Stephen Cooney | Máiréad Nesbitt |             |
| Bovaglies Plaid – Finan’s Isle Suite       | Celtic Woman Presents: Máiréad: Raining Up | 2008 | J. Scott Skinner                | Máiréad Nesbitt |             |
| Captain H                                  | Celtic Woman Presents: Máiréad: Raining Up | 2008 | Máiréad Nesbitt                 | Máiréad Nesbitt |             |
| Finan’s Isle – Finan’s Isle Suite          | Celtic Woman Presents: Máiréad: Raining Up | 2008 | Charles McFarlane               | Máiréad Nesbitt |             |
| Raining Up Finans Isle Suite               | Celtic Woman Presents: Máiréad: Raining Up | 2008 | Karl Nesbitt                    | Máiréad Nesbitt |             |
| Skidoo                                     | Celtic Woman Presents: Máiréad: Raining Up | 2008 | Stephen Cooney                  | Máiréad Nesbitt |             |
| The Butterfly – Finan’s Isle Suite         | Celtic Woman Presents: Máiréad: Raining Up | 2008 | Máiréad Nesbitt, M.Lunny        | Máiréad Nesbitt |             |
| The Setting Sun – Finan’s Isle Suite       | Celtic Woman Presents: Máiréad: Raining Up | 2008 | Liz Carroll                     | Máiréad Nesbitt |             |
| There Is No Light – Finan’s Isle Suite     | Celtic Woman Presents: Máiréad: Raining Up | 2008 | Colm O Foghlu                   | Máiréad Nesbitt |             |
| Trí Fhidilí – Smash the Windows / Prestons | Celtic Woman Presents: Máiréad: Raining Up | 2008 | Máiréad Nesbitt, M. Lunny       | Máiréad Nesbitt |             |

## Méav Ní Mhaolchatha
| Titel                             | Album                                          | Jahr | Autor / Autoren                                                    | Gesang                     | Anmerkungen |
| --------------------------------- | ---------------------------------------------- | ---- | ------------------------------------------------------------------ | -------------------------- | ----------- |
| A Maid in Bedlam                  | Silver Sea                                     | 2003 |                                                                    | Méav Ní Mhaolchatha        |             |
| Ailein Duinn (Theme from Rob Roy) | Celtic Woman Presents: Méav                    | 1998 | Capercaillie                                                       | Méav Ní Mhaolchatha        |             |
| Aisling                           | Celtic Dreams                                  | 2006 |                                                                    | Méav Ní Mhaolchatha, Anúna |             |
| Annaghdown                        | Celtic Dreams                                  | 2006 |                                                                    | Méav Ní Mhaolchatha, Anúna |             |
| Ardaigh Cuan                      | Celtic Dreams                                  | 2006 | Traditional                                                        | Méav Ní Mhaolchatha, Anúna |             |
| Beati Quorum Via                  | Celtic Dreams                                  | 2006 |                                                                    | Méav Ní Mhaolchatha, Anúna |             |
| Blackthorn                        | Celtic Dreams                                  | 2006 |                                                                    | Méav Ní Mhaolchatha, Anúna |             |
| Celtic Prayer                     | Celtic Woman Presents: Méav                    | 1998 | David Agnew                                                        | Méav Ní Mhaolchatha        |             |
| Close Your Eyes                   | Celtic Woman Presents: Méav                    | 1998 | Méav Ní Mhaolchatha                                                | Méav Ní Mhaolchatha        |             |
| Codail A Linbh                    | Celtic Dreams                                  | 2006 | Michael McGlynn                                                    | Méav Ní Mhaolchatha, Anúna |             |
| Danny Boy                         | Celtic Woman Presents: A Celtic Journey        | 2006 | Fred Weatherly (Ernestine Schumann-Heink, 1915)                    | Méav Ní Mhaolchatha        |             |
| Dante’s Prayer                    | Celtic Woman Presents: Méav                    | 1998 | Mark Armstrong                                                     | Méav Ní Mhaolchatha        |             |
| Down by the Sally Gardens         | Celtic Woman Presents: A Celtic Journey        | 2006 | Traditional                                                        | Méav Ní Mhaolchatha        |             |
| Full Fathom Five                  | Silver Sea                                     | 2003 |                                                                    | Méav Ní Mhaolchatha        |             |
| Geantraí                          | Celtic Dreams                                  | 2006 | Michael McGlynn                                                    | Méav Ní Mhaolchatha, Anúna |             |
| Goltraí                           | Celtic Woman Presents: A Celtic Journey        | 2006 | Méav Ní Mhaolchatha, Andreja Malir                                 | Méav Ní Mhaolchatha        |             |
| Greensleeves                      | Celtic Woman Presents: A Celtic Journey        | 2006 | Traditional                                                        | Méav Ní Mhaolchatha        |             |
| I Dreamt I Dwelt in Marble Halls  | Celtic Woman Presents: Méav                    | 1998 | Michael William Balfe, Alfred Bunn, 1843                           | Méav Ní Mhaolchatha        |             |
| I Wish My Love Was a Red Red Rose | Celtic Woman Presents: Méav                    | 1998 | Mark Armstrong                                                     | Méav Ní Mhaolchatha        |             |
| Im A Doun                         | Celtic Woman Presents: Méav                    | 1998 | Mark Armstrong                                                     | Méav Ní Mhaolchatha        |             |
| Martha’s Harbour                  | Silver Sea                                     | 2003 |                                                                    | Méav Ní Mhaolchatha        |             |
| Midnight                          | Celtic Dreams                                  | 2006 |                                                                    | Méav Ní Mhaolchatha, Anúna |             |
| Morning in Béarra                 | Silver Sea                                     | 2003 |                                                                    | Méav Ní Mhaolchatha        |             |
| Newry Boat-Song                   | Silver Sea                                     | 2003 |                                                                    | Méav Ní Mhaolchatha        |             |
| Nobilis Humilis                   | Celtic Dreams                                  | 2006 |                                                                    | Méav Ní Mhaolchatha, Anúna |             |
| One I Love                        | Celtic Woman Presents: Méav                    | 1998 | Jean Ritchie                                                       | Méav Ní Mhaolchatha        |             |
| Port Na bPucaí                    | Silver Sea                                     | 2003 |                                                                    | Méav Ní Mhaolchatha        |             |
| She Moved through the Fair        | Celtic Woman Presents: Méav                    | 1998 | David Downes                                                       | Méav Ní Mhaolchatha        |             |
| Si Do Mhaimeo                     | Celtic Woman Presents: Méav                    | 1998 | Mark Armstrong                                                     | Méav Ní Mhaolchatha        |             |
| Silent Night                      | Celtic Woman Presents: A Celtic Journey        | 2006 | David Downes, Franz Xaver Gruber, Joseph Mohr (Hans Hoffman, 1902) | Méav Ní Mhaolchatha        |             |
| Silent O Moyle                    | Silver Sea                                     | 2003 |                                                                    | Méav Ní Mhaolchatha        |             |
| Since You and I Were True         | Celtic Woman Presents: Méav                    | 1998 | John Spillane                                                      | Méav Ní Mhaolchatha        |             |
| Solveig’s Song                    | Celtic Woman Presents: Méav                    | 1998 | Mark Armstrong                                                     | Méav Ní Mhaolchatha        |             |
| St. Nicholas                      | Celtic Dreams                                  | 2006 |                                                                    | Méav Ní Mhaolchatha, Anúna |             |
| Suantraí                          | Celtic Woman Presents: A Celtic Journey        | 2006 | Andreja Malir                                                      | Méav Ní Mhaolchatha        |             |
| The Cradles                       | Silver Sea                                     | 2003 |                                                                    | Méav Ní Mhaolchatha        |             |
| The Dark-Haired Girl              | Silver Sea                                     | 2003 |                                                                    | Méav Ní Mhaolchatha        |             |
| The Death of Queen Jane           | Méav                                           | 2000 |                                                                    | Méav Ní Mhaolchatha        |             |
| The Last Rose of Summer           | Celtic Woman Presents: A Celtic Journey        | 2006 | Friedrich von Flotow, 1847                                         | Méav Ní Mhaolchatha        |             |
| The Mermaid                       | Celtic Dreams                                  | 2006 | Traditional                                                        | Méav Ní Mhaolchatha, Anúna |             |
| The Sea                           | Celtic Dreams                                  | 2006 |                                                                    | Méav Ní Mhaolchatha, Anúna |             |
| The Waves of Tory                 | Silver Sea                                     | 2003 |                                                                    | Méav Ní Mhaolchatha        |             |
| The Wicked Sister                 | Silver Sea                                     | 2003 |                                                                    | Méav Ní Mhaolchatha        |             |
| When I Was In My Prime            | Celtic Dreams                                  | 2006 |                                                                    | Méav Ní Mhaolchatha, Anúna |             |
| Where the Sunbeams Play           | Tinker Bell and the Lost Treasure (Soundtrack) | 2009 |                                                                    | Méav Ní Mhaolchatha        |             |
| You Brought Me Up                 | Silver Sea                                     | 2003 |                                                                    | Méav Ní Mhaolchatha        |             |
| Youkali Tango                     | Silver Sea                                     | 2003 |                                                                    | Méav Ní Mhaolchatha        |             |

## Órla Fallon
| Titel                                                  | Album                                          | Jahr | Autor / Autoren                                                                     | Gesang                                     | Anmerkungen |
| ------------------------------------------------------ | ---------------------------------------------- | ---- | ----------------------------------------------------------------------------------- | ------------------------------------------ | ----------- |
| A Soalin (Soul Cake)                                   | Órla Fallon’s Celtic Christmas                 | 2010 |                                                                                     | Órla Fallon, David Archuleta               |             |
| Aililiu na Gamhna (Calling Home The Calves)            | Celtic Woman Presents: Orla: The Water Is Wide | 2008 | Denise Kelly                                                                        | Órla Fallon                                |             |
| Always There                                           | Distant Shore                                  | 2009 |                                                                                     | Órla Fallon                                |             |
| An Mhaighdean Mhara (The Mermaid)                      | Celtic Woman Presents: Orla: The Water Is Wide | 2008 | Denise Kelly                                                                        | Órla Fallon                                |             |
| Away in a Manger                                       | Órla Fallon’s Celtic Christmas                 | 2010 | William James Kirkpatrick, 1895                                                     | Órla Fallon, Anuna                         |             |
| Baby Mine                                              | Lullaby Time                                   | 2012 |                                                                                     | Órla Fallon                                |             |
| Bean An Ti                                             | Distant Shore                                  | 2009 |                                                                                     | Órla Fallon                                |             |
| Bells of Christmas                                     | Órla Fallon’s Celtic Christmas                 | 2010 |                                                                                     | Órla Fallon                                |             |
| Both Sides, Now                                        | My Land                                        | 2011 | Joni Mitchell (Judy Collins, 1967)                                                  | Órla Fallon                                |             |
| Cad E Sin Don Te Sin                                   | Celtic Woman Presents: Orla: The Water Is Wide | 2008 | Denise Kelly                                                                        | Órla Fallon                                |             |
| Carolan’s Welcome                                      | Music of Ireland – Welcome Home                | 2010 |                                                                                     | Órla Fallon, Cormac de Barra               |             |
| Carrickfergus                                          | Celtic Woman Presents: Orla: The Water Is Wide | 2008 | Cathal Buí Mac Giolla Ghunna, 1745                                                  | Órla Fallon                                |             |
| Dancing in the Moonlight                               | Distant Shore                                  | 2009 |                                                                                     | Órla Fallon                                |             |
| Distant Shore                                          | Distant Shore                                  | 2009 |                                                                                     | Órla Fallon                                |             |
| Do You Hear What I Hear?                               | Órla Fallon’s Celtic Christmas                 | 2010 |                                                                                     | Órla Fallon, Meav                          |             |
| Down by the Sally Gardens                              | Celtic Woman Presents: Orla: The Water Is Wide | 2008 | Órla Fallon, Peter Eades, W. B. Yeats                                               | Órla Fallon                                |             |
| Down to the River to Pray                              | My Land                                        | 2011 |                                                                                     | Órla Fallon, The Dublin Gospel Choir       |             |
| Eleanor Plunkett: Trip to Shanbally, Michael O’Dwyer’s | Distant Shore                                  | 2009 |                                                                                     | Órla Fallon                                |             |
| Emmanuel                                               | Órla Fallon’s Celtic Christmas                 | 2010 |                                                                                     | Órla Fallon                                |             |
| Far Off Place                                          | Lullaby Time                                   | 2012 |                                                                                     | Órla Fallon                                |             |
| Forgotten                                              | Music of Ireland – Welcome Home                | 2010 |                                                                                     | Órla Fallon, Moya Brennan                  |             |
| Gartan Mothers Lullaby                                 | Celtic Woman Presents: Orla: The Water Is Wide | 2008 |                                                                                     | Órla Fallon                                |             |
| Golden Slumbers                                        | Lullaby Time                                   | 2012 |                                                                                     | Órla Fallon                                |             |
| Hard Times                                             | Distant Shore                                  | 2009 |                                                                                     | Órla Fallon                                |             |
| Have Yourself a Merry Little Christmas                 | Órla Fallon’s Celtic Christmas                 | 2010 |                                                                                     | Órla Fallon                                |             |
| I Saw Three Ships                                      | Órla Fallon’s Celtic Christmas                 | 2010 |                                                                                     | Órla Fallon                                |             |
| I’ll Tell Me Ma                                        | My Land                                        | 2011 |                                                                                     | Órla Fallon, Damien Dempsey, The Dubliners | Live        |
| Isle of Innisfree                                      | My Land                                        | 2011 |                                                                                     | Órla Fallon, Damien Dempsey, The Dubliners | Live        |
| It Came Upon the Midnight Clear / The First Noel       | Órla Fallon’s Celtic Christmas                 | 2010 | / Ralph Vaughan Williams, 1958                                                      | Órla Fallon                                |             |
| Joy to the World                                       | Órla Fallon’s Celtic Christmas                 | 2010 | David Downes, Georg Friedrich Händel (Edison Concert Band, 1906)                    | Órla Fallon                                |             |
| La La Lu                                               | Lullaby Time                                   | 2012 |                                                                                     | Órla Fallon                                |             |
| Lay Your Head Down Darling                             | Lullaby Time                                   | 2012 |                                                                                     | Órla Fallon                                |             |
| Little Drummer Boy                                     | Órla Fallon’s Celtic Christmas                 | 2010 |                                                                                     | Órla Fallon, Vince Gill                    |             |
| Lullaby Time                                           | Lullaby Time                                   | 2012 |                                                                                     | Órla Fallon                                |             |
| Mo Ghile Mear                                          | My Land                                        | 2011 | David Downes, Caitriona Ni Dhuill, Barry McCrea (Seán Clárach Mac Dhomhnaill, 1800) | Órla Fallon                                |             |
| Morning Has Broken                                     | My Land                                        | 2011 | Eleanor Farjeon, 1931                                                               | Órla Fallon                                |             |
| My Land                                                | Distant Shore                                  | 2009 |                                                                                     | Órla Fallon                                |             |
| My Waking World                                        | Distant Shore                                  | 2009 |                                                                                     | Órla Fallon                                |             |
| Na Buachailli Alainn                                   | Celtic Woman Presents: Orla: the Water Is Wide | 2008 | Denise Kelly                                                                        | Órla Fallon                                |             |
| Ni Na La                                               | My Land                                        | 2011 |                                                                                     | Órla Fallon                                |             |
| Nobody but the Baby                                    | Lullaby Time                                   | 2012 |                                                                                     | Órla Fallon                                |             |
| Now I Lay Me Down to Sleep                             | Lullaby Time                                   | 2012 |                                                                                     | Órla Fallon                                |             |
| Oiche Chiuin (Silent Night)                            | Coming Home for Christmas (John Trones)        | 2013 | David Downes, Franz Xaver Gruber, Joseph Mohr (Hans Hoffman, 1902)                  | Órla Fallon, John Trones                   |             |
| Oo Ra Lay                                              | Lullaby Time                                   | 2012 |                                                                                     | Órla Fallon                                |             |
| Raglan Road                                            | Celtic Woman Presents: Orla: The Water Is Wide | 2008 | Denise Kelly                                                                        | Órla Fallon                                |             |
| Red Is the Rose                                        | My Land                                        | 2011 |                                                                                     | Órla Fallon, Tommy Fleming                 |             |
| She Moved Thro’ The Fair                               | Celtic Woman Presents: Orla: The Water Is Wide | 2008 | Denise Kelly                                                                        | Órla Fallon                                |             |
| Shooting Star                                          | Distant Shore                                  | 2009 |                                                                                     | Órla Fallon                                |             |
| Silent Night                                           | Órla Fallon’s Celtic Christmas                 | 2010 | David Downes, Franz Xaver Gruber, Joseph Mohr (Hans Hoffman, 1902)                  | Órla Fallon, David Archuleta               |             |
| Simple Love                                            | Distant Shore                                  | 2009 |                                                                                     | Órla Fallon                                |             |
| Siúil A Rún (Irish Love Song)                          | Celtic Woman Presents: Orla: the Water Is Wide | 2008 | Marc Armstrong                                                                      | Órla Fallon                                |             |
| Slumber My Darling                                     | Lullaby Time                                   | 2012 |                                                                                     | Órla Fallon                                |             |
| Spanish Lady                                           | My Land                                        | 2011 |                                                                                     | Órla Fallon, The Dubliners                 | Live        |
| Stay Awake                                             | Lullaby Time                                   | 2012 |                                                                                     | Órla Fallon                                |             |
| Suantrai (Brahms Lullaby)                              | Lullaby Time                                   | 2012 | Johannes Brahms, 1868                                                               | Órla Fallon                                |             |
| The Gartan Mothers Lullaby                             | Celtic Woman Presents: Orla: The Water Is Wide | 2006 | Denise Kelly                                                                        | Órla Fallon, Moya Brennan                  |             |
| The Water Is Wide                                      | Celtic Woman Presents: Orla: The Water Is Wide | 2008 | Órla Fallon, Peter Eades                                                            | Órla Fallon                                |             |
| Voices on the Wind                                     | Distant Shore                                  | 2009 |                                                                                     | Órla Fallon                                |             |
| When You Wish Upon a Star                              | Lullaby Time                                   | 2012 | Ned Washington, Leigh Harline (Cliff Edwards, 1940)                                 | Órla Fallon                                |             |
| Who Knows                                              | Lullaby Time                                   | 2012 |                                                                                     | Órla Fallon                                |             |
| Yellow                                                 | Lullaby Time                                   | 2012 |                                                                                     | Órla Fallon                                |             |
| You’ll Never Be the Sun                                | Distant Shore                                  | 2009 |                                                                                     | Órla Fallon                                |             |

## Susan McFadden
| Titel                    | Album                                                       | Jahr | Autor / Autoren | Gesang | Anmerkungen |
| ------------------------ | ----------------------------------------------------------- | ---- | --------------- | --- | ----------- |
| Bend and Snap            | Legally Blonde the Musical – Original London Cast Recording | 2010 |                 | Susan McFadden, Amy Lennox, Ibinabo Jack, Jill Halfpenny, Sheridan Smith, The ‘Legally Blonde the Musical – Original London Cast’ Company                                                                         |             |
| How You Imagine It to Be | Act One – Songs from the Musicals of Alexander S. Bermange  | 2011 |                 | Susan McFadden |             |
| Omigod You Guys          | Legally Blonde the Musical – Original London Cast Recording | 2010 |                 | Susan McFadden, Amy Lennox, Ibinabo Jack, Sorelle Marsh, Sheridan Smith, Nadine Higgin, The ‘Legally Blonde the Musical – Original London Cast’ Company                                                           |             |
| Positive                 | Legally Blonde the Musical – Original London Cast Recording | 2010 |                 | Susan McFadden, Sheridan Smith, Amy Lennox, Ibinabo Jack, The ‘Legally Blonde the Musical – Original London Cast’ Company                                                                                         |             |
| What You Want            | Legally Blonde the Musical – Original London Cast Recording | 2010 |                 | Susan McFadden, Sheridan Smith, Amy Lennox, Ibinabo Jack, Roxanne Palmer, Sorelle Marsh, Andy Mace, Chris Ellis-Stanton, Sean Mulligan, Ed White, The ‘Legally Blonde the Musical – Original London Cast’ Company |             |